# 2015
Portal Geschichte | Portal Biografien | Aktuelle Ereignisse | Jahreskalender | Tagesartikel

◄ |
20. Jahrhundert |
21. Jahrhundert

◄ |
1980er |
1990er |
2000er |
2010er
| 2020er | 2030er | 2040er

◄◄ |
◄ |
2011 |
2012 |
2013 |
2014 |
2015
| 2016 | 2017 | 2018 | 2019 | ► | ►►
 Jan.
| Feb.
| Mär.
| Apr.
| Mai
| Jun.
| Jul.
| Aug.
| Sep.
| Okt.
| Nov.
| Dez.
Staatsoberhäupter · Wahlen · Nekrolog  · Literaturjahr · Musikjahr · Filmjahr · Rundfunkjahr · Sportjahr
| Januar | Januar | Januar | Januar | Januar | Januar | Januar | Januar |
| Kw     | Mo     | Di     | Mi     | Do     | Fr     | Sa     | So     |
| ------ | ------ | ------ | ------ | ------ | ------ | ------ | ------ |
| 1      |        |        |        | 1      | 2      | 3      | 4      |
| 2      | 5      | 6      | 7      | 8      | 9      | 10     | 11     |
| 3      | 12     | 13     | 14     | 15     | 16     | 17     | 18     |
| 4      | 19     | 20     | 21     | 22     | 23     | 24     | 25     |
| 5      | 26     | 27     | 28     | 29     | 30     | 31     |        |

| Februar | Februar | Februar | Februar | Februar | Februar | Februar | Februar |
| Kw      | Mo      | Di      | Mi      | Do      | Fr      | Sa      | So      |
| ------- | ------- | ------- | ------- | ------- | ------- | ------- | ------- |
| 5       |         |         |         |         |         |         | 1       |
| 6       | 2       | 3       | 4       | 5       | 6       | 7       | 8       |
| 7       | 9       | 10      | 11      | 12      | 13      | 14      | 15      |
| 8       | 16      | 17      | 18      | 19      | 20      | 21      | 22      |
| 9       | 23      | 24      | 25      | 26      | 27      | 28      |         |

| März | März | März | März | März | März | März | März |
| Kw   | Mo   | Di   | Mi   | Do   | Fr   | Sa   | So   |
| ---- | ---- | ---- | ---- | ---- | ---- | ---- | ---- |
| 9    |      |      |      |      |      |      | 1    |
| 10   | 2    | 3    | 4    | 5    | 6    | 7    | 8    |
| 11   | 9    | 10   | 11   | 12   | 13   | 14   | 15   |
| 12   | 16   | 17   | 18   | 19   | 20   | 21   | 22   |
| 13   | 23   | 24   | 25   | 26   | 27   | 28   | 29   |
| 14   | 30   | 31   |      |      |      |      |      |

| April | April | April | April | April | April | April | April |
| Kw    | Mo    | Di    | Mi    | Do    | Fr    | Sa    | So    |
| ----- | ----- | ----- | ----- | ----- | ----- | ----- | ----- |
| 14    |       |       | 1     | 2     | 3     | 4     | 5     |
| 15    | 6     | 7     | 8     | 9     | 10    | 11    | 12    |
| 16    | 13    | 14    | 15    | 16    | 17    | 18    | 19    |
| 17    | 20    | 21    | 22    | 23    | 24    | 25    | 26    |
| 18    | 27    | 28    | 29    | 30    |       |       |       |

| Mai | Mai | Mai | Mai | Mai | Mai | Mai | Mai |
| Kw  | Mo  | Di  | Mi  | Do  | Fr  | Sa  | So  |
| --- | --- | --- | --- | --- | --- | --- | --- |
| 18  |     |     |     |     | 1   | 2   | 3   |
| 19  | 4   | 5   | 6   | 7   | 8   | 9   | 10  |
| 20  | 11  | 12  | 13  | 14  | 15  | 16  | 17  |
| 21  | 18  | 19  | 20  | 21  | 22  | 23  | 24  |
| 22  | 25  | 26  | 27  | 28  | 29  | 30  | 31  |

| Juni | Juni | Juni | Juni | Juni | Juni | Juni | Juni |
| Kw   | Mo   | Di   | Mi   | Do   | Fr   | Sa   | So   |
| ---- | ---- | ---- | ---- | ---- | ---- | ---- | ---- |
| 23   | 1    | 2    | 3    | 4    | 5    | 6    | 7    |
| 24   | 8    | 9    | 10   | 11   | 12   | 13   | 14   |
| 25   | 15   | 16   | 17   | 18   | 19   | 20   | 21   |
| 26   | 22   | 23   | 24   | 25   | 26   | 27   | 28   |
| 27   | 29   | 30   |      |      |      |      |      |

| Juli | Juli | Juli | Juli | Juli | Juli | Juli | Juli |
| Kw   | Mo   | Di   | Mi   | Do   | Fr   | Sa   | So   |
| ---- | ---- | ---- | ---- | ---- | ---- | ---- | ---- |
| 27   |      |      | 1    | 2    | 3    | 4    | 5    |
| 28   | 6    | 7    | 8    | 9    | 10   | 11   | 12   |
| 29   | 13   | 14   | 15   | 16   | 17   | 18   | 19   |
| 30   | 20   | 21   | 22   | 23   | 24   | 25   | 26   |
| 31   | 27   | 28   | 29   | 30   | 31   |      |      |

| August | August | August | August | August | August | August | August |
| Kw     | Mo     | Di     | Mi     | Do     | Fr     | Sa     | So     |
| ------ | ------ | ------ | ------ | ------ | ------ | ------ | ------ |
| 31     |        |        |        |        |        | 1      | 2      |
| 32     | 3      | 4      | 5      | 6      | 7      | 8      | 9      |
| 33     | 10     | 11     | 12     | 13     | 14     | 15     | 16     |
| 34     | 17     | 18     | 19     | 20     | 21     | 22     | 23     |
| 35     | 24     | 25     | 26     | 27     | 28     | 29     | 30     |
| 36     | 31     |        |        |        |        |        |        |

| September | September | September | September | September | September | September | September |
| Kw        | Mo        | Di        | Mi        | Do        | Fr        | Sa        | So        |
| --------- | --------- | --------- | --------- | --------- | --------- | --------- | --------- |
| 36        |           | 1         | 2         | 3         | 4         | 5         | 6         |
| 37        | 7         | 8         | 9         | 10        | 11        | 12        | 13        |
| 38        | 14        | 15        | 16        | 17        | 18        | 19        | 20        |
| 39        | 21        | 22        | 23        | 24        | 25        | 26        | 27        |
| 40        | 28        | 29        | 30        |           |           |           |           |

| Oktober | Oktober | Oktober | Oktober | Oktober | Oktober | Oktober | Oktober |
| Kw      | Mo      | Di      | Mi      | Do      | Fr      | Sa      | So      |
| ------- | ------- | ------- | ------- | ------- | ------- | ------- | ------- |
| 40      |         |         |         | 1       | 2       | 3       | 4       |
| 41      | 5       | 6       | 7       | 8       | 9       | 10      | 11      |
| 42      | 12      | 13      | 14      | 15      | 16      | 17      | 18      |
| 43      | 19      | 20      | 21      | 22      | 23      | 24      | 25      |
| 44      | 26      | 27      | 28      | 29      | 30      | 31      |         |

| November | November | November | November | November | November | November | November |
| Kw       | Mo       | Di       | Mi       | Do       | Fr       | Sa       | So       |
| -------- | -------- | -------- | -------- | -------- | -------- | -------- | -------- |
| 44       |          |          |          |          |          |          | 1        |
| 45       | 2        | 3        | 4        | 5        | 6        | 7        | 8        |
| 46       | 9        | 10       | 11       | 12       | 13       | 14       | 15       |
| 47       | 16       | 17       | 18       | 19       | 20       | 21       | 22       |
| 48       | 23       | 24       | 25       | 26       | 27       | 28       | 29       |
| 49       | 30       |          |          |          |          |          |          |

| Dezember | Dezember | Dezember | Dezember | Dezember | Dezember | Dezember | Dezember |
| Kw       | Mo       | Di       | Mi       | Do       | Fr       | Sa       | So       |
| -------- | -------- | -------- | -------- | -------- | -------- | -------- | -------- |
| 49       |          | 1        | 2        | 3        | 4        | 5        | 6        |
| 50       | 7        | 8        | 9        | 10       | 11       | 12       | 13       |
| 51       | 14       | 15       | 16       | 17       | 18       | 19       | 20       |
| 52       | 21       | 22       | 23       | 24       | 25       | 26       | 27       |
| 53       | 28       | 29       | 30       | 31       |          |          |          |

| Januar | Januar | Januar | Januar | Januar | Januar | Januar | Januar |
| Kw     | Mo     | Di     | Mi     | Do     | Fr     | Sa     | So     |
| ------ | ------ | ------ | ------ | ------ | ------ | ------ | ------ |
| 1      |        |        |        | 1      | 2      | 3      | 4      |
| 2      | 5      | 6      | 7      | 8      | 9      | 10     | 11     |
| 3      | 12     | 13     | 14     | 15     | 16     | 17     | 18     |
| 4      | 19     | 20     | 21     | 22     | 23     | 24     | 25     |
| 5      | 26     | 27     | 28     | 29     | 30     | 31     |        |

| Februar | Februar | Februar | Februar | Februar | Februar | Februar | Februar |
| Kw      | Mo      | Di      | Mi      | Do      | Fr      | Sa      | So      |
| ------- | ------- | ------- | ------- | ------- | ------- | ------- | ------- |
| 5       |         |         |         |         |         |         | 1       |
| 6       | 2       | 3       | 4       | 5       | 6       | 7       | 8       |
| 7       | 9       | 10      | 11      | 12      | 13      | 14      | 15      |
| 8       | 16      | 17      | 18      | 19      | 20      | 21      | 22      |
| 9       | 23      | 24      | 25      | 26      | 27      | 28      |         |

| März | März | März | März | März | März | März | März |
| Kw   | Mo   | Di   | Mi   | Do   | Fr   | Sa   | So   |
| ---- | ---- | ---- | ---- | ---- | ---- | ---- | ---- |
| 9    |      |      |      |      |      |      | 1    |
| 10   | 2    | 3    | 4    | 5    | 6    | 7    | 8    |
| 11   | 9    | 10   | 11   | 12   | 13   | 14   | 15   |
| 12   | 16   | 17   | 18   | 19   | 20   | 21   | 22   |
| 13   | 23   | 24   | 25   | 26   | 27   | 28   | 29   |
| 14   | 30   | 31   |      |      |      |      |      |

| April | April | April | April | April | April | April | April |
| Kw    | Mo    | Di    | Mi    | Do    | Fr    | Sa    | So    |
| ----- | ----- | ----- | ----- | ----- | ----- | ----- | ----- |
| 14    |       |       | 1     | 2     | 3     | 4     | 5     |
| 15    | 6     | 7     | 8     | 9     | 10    | 11    | 12    |
| 16    | 13    | 14    | 15    | 16    | 17    | 18    | 19    |
| 17    | 20    | 21    | 22    | 23    | 24    | 25    | 26    |
| 18    | 27    | 28    | 29    | 30    |       |       |       |

| Mai | Mai | Mai | Mai | Mai | Mai | Mai | Mai |
| Kw  | Mo  | Di  | Mi  | Do  | Fr  | Sa  | So  |
| --- | --- | --- | --- | --- | --- | --- | --- |
| 18  |     |     |     |     | 1   | 2   | 3   |
| 19  | 4   | 5   | 6   | 7   | 8   | 9   | 10  |
| 20  | 11  | 12  | 13  | 14  | 15  | 16  | 17  |
| 21  | 18  | 19  | 20  | 21  | 22  | 23  | 24  |
| 22  | 25  | 26  | 27  | 28  | 29  | 30  | 31  |

| Juni | Juni | Juni | Juni | Juni | Juni | Juni | Juni |
| Kw   | Mo   | Di   | Mi   | Do   | Fr   | Sa   | So   |
| ---- | ---- | ---- | ---- | ---- | ---- | ---- | ---- |
| 23   | 1    | 2    | 3    | 4    | 5    | 6    | 7    |
| 24   | 8    | 9    | 10   | 11   | 12   | 13   | 14   |
| 25   | 15   | 16   | 17   | 18   | 19   | 20   | 21   |
| 26   | 22   | 23   | 24   | 25   | 26   | 27   | 28   |
| 27   | 29   | 30   |      |      |      |      |      |

| Juli | Juli | Juli | Juli | Juli | Juli | Juli | Juli |
| Kw   | Mo   | Di   | Mi   | Do   | Fr   | Sa   | So   |
| ---- | ---- | ---- | ---- | ---- | ---- | ---- | ---- |
| 27   |      |      | 1    | 2    | 3    | 4    | 5    |
| 28   | 6    | 7    | 8    | 9    | 10   | 11   | 12   |
| 29   | 13   | 14   | 15   | 16   | 17   | 18   | 19   |
| 30   | 20   | 21   | 22   | 23   | 24   | 25   | 26   |
| 31   | 27   | 28   | 29   | 30   | 31   |      |      |

| August | August | August | August | August | August | August | August |
| Kw     | Mo     | Di     | Mi     | Do     | Fr     | Sa     | So     |
| ------ | ------ | ------ | ------ | ------ | ------ | ------ | ------ |
| 31     |        |        |        |        |        | 1      | 2      |
| 32     | 3      | 4      | 5      | 6      | 7      | 8      | 9      |
| 33     | 10     | 11     | 12     | 13     | 14     | 15     | 16     |
| 34     | 17     | 18     | 19     | 20     | 21     | 22     | 23     |
| 35     | 24     | 25     | 26     | 27     | 28     | 29     | 30     |
| 36     | 31     |        |        |        |        |        |        |

| September | September | September | September | September | September | September | September |
| Kw        | Mo        | Di        | Mi        | Do        | Fr        | Sa        | So        |
| --------- | --------- | --------- | --------- | --------- | --------- | --------- | --------- |
| 36        |           | 1         | 2         | 3         | 4         | 5         | 6         |
| 37        | 7         | 8         | 9         | 10        | 11        | 12        | 13        |
| 38        | 14        | 15        | 16        | 17        | 18        | 19        | 20        |
| 39        | 21        | 22        | 23        | 24        | 25        | 26        | 27        |
| 40        | 28        | 29        | 30        |           |           |           |           |

| Oktober | Oktober | Oktober | Oktober | Oktober | Oktober | Oktober | Oktober |
| Kw      | Mo      | Di      | Mi      | Do      | Fr      | Sa      | So      |
| ------- | ------- | ------- | ------- | ------- | ------- | ------- | ------- |
| 40      |         |         |         | 1       | 2       | 3       | 4       |
| 41      | 5       | 6       | 7       | 8       | 9       | 10      | 11      |
| 42      | 12      | 13      | 14      | 15      | 16      | 17      | 18      |
| 43      | 19      | 20      | 21      | 22      | 23      | 24      | 25      |
| 44      | 26      | 27      | 28      | 29      | 30      | 31      |         |

| November | November | November | November | November | November | November | November |
| Kw       | Mo       | Di       | Mi       | Do       | Fr       | Sa       | So       |
| -------- | -------- | -------- | -------- | -------- | -------- | -------- | -------- |
| 44       |          |          |          |          |          |          | 1        |
| 45       | 2        | 3        | 4        | 5        | 6        | 7        | 8        |
| 46       | 9        | 10       | 11       | 12       | 13       | 14       | 15       |
| 47       | 16       | 17       | 18       | 19       | 20       | 21       | 22       |
| 48       | 23       | 24       | 25       | 26       | 27       | 28       | 29       |
| 49       | 30       |          |          |          |          |          |          |

| Dezember | Dezember | Dezember | Dezember | Dezember | Dezember | Dezember | Dezember |
| Kw       | Mo       | Di       | Mi       | Do       | Fr       | Sa       | So       |
| -------- | -------- | -------- | -------- | -------- | -------- | -------- | -------- |
| 49       |          | 1        | 2        | 3        | 4        | 5        | 6        |
| 50       | 7        | 8        | 9        | 10       | 11       | 12       | 13       |
| 51       | 14       | 15       | 16       | 17       | 18       | 19       | 20       |
| 52       | 21       | 22       | 23       | 24       | 25       | 26       | 27       |
| 53       | 28       | 29       | 30       | 31       |          |          |          |

Das Jahr 2015 war in Europa von einer Flüchtlingskrise und von Terroranschlägen in Paris auf „Charlie Hebdo“ im Januar und auf mehrere Orte im November geprägt. Deutschland war durch den Germanwings-Absturz in den französischen Alpen und den VW-Abgasskandal geprägt. In Österreich wurde das Jahr 2015 außerdem von der Amokfahrt von Graz und der Flüchtlingstragödie bei Parndorf geprägt. Zudem wurde das Pariser Übereinkommen, das die Klimapolitik der kommenden Jahre bestimmen sollte, verabschiedet.

## Ereignisse
2015 war das Zieldatum zur Erreichung der Millenniums-Entwicklungsziele zur Reduzierung der Armut in der Welt; Deutschland beteiligte sich im Rahmen des Aktionsprogramms 2015.

### Politik und Weltgeschehen
- 01. Januar: Lettland übernimmt die EU-Ratspräsidentschaft bis zum 30. Juni.
- 01. Januar: Beitritt Litauens als 19. Mitglied zur Eurozone
- 01. Januar: Unter der Bezeichnung Resolute Support beginnt eine „Nachfolgemission“ zur vorhergegangenen 13-jährigen ISAF-Kampfmission, bei der 13.500 Soldaten aus mehreren Staaten die afghanischen Sicherheitskräfte ausbilden und beraten sollen.
- 01. Januar: Serbien übernimmt die Präsidentschaft der Organisation für Sicherheit und Zusammenarbeit in Europa (OSZE)[1]
- 01. Januar: Justizministerin Simonetta Sommaruga tritt das Amt der Bundespräsidentin der Schweiz an.
- 14. Januar: Giorgio Napolitano, der elfte Staatspräsident Italiens, tritt aus Altersgründen 89-jährig von seinem Amt zurück. Zu seinem Nachfolger wird Sergio Mattarella gewählt und am 3. Februar vereidigt.
- 25. Januar: Vorgezogene Parlamentswahl in Griechenland
- 26. Januar: Befreiung der Stadt Kobanê durch kurdische Einheiten im Kampf gegen IS-Terroristen
- 06. – 8. Februar: 51. Münchner Sicherheitskonferenz
- 15. Februar: Bürgerschaftswahl in Hamburg und am 10. Mai in Bremen
- 18. – 19. Februar: 18. Europäischer Polizeikongress in Berlin
- 17. März: Vorgezogene Parlamentswahl in Israel
- 28. – 29. März: Bei den Präsidentschafts- und Parlamentswahlen in Nigeria verlieren die Regierungspartei PDP und der amtierende Präsident Goodluck Jonathan die Mehrheit. Wahlsieger ist Muhammadu Buhari vom All Progressives Congress.
- 07. Mai: Britische Unterhauswahlen
- 07. Juni: Parlamentswahl in der Türkei
- 07./8. Juni: G7-Gipfel auf Schloss Elmau (Kreis Garmisch-Partenkirchen) in Deutschland. Man verständigt sich u. a. zur Dekarbonisierung der Weltwirtschaft im 21. Jahrhundert.
- 26. Juni: Der Oberste Gerichtshof der Vereinigten Staaten entscheidet in Obergefell v. Hodges, dass alle Bundesstaaten gleichgeschlechtliche Ehen einführen müssen.
- 01. Juli: Luxemburg übernimmt bis zum 31. Dezember 2015 turnusgemäß die EU-Ratspräsidentschaft.
- 19. Juli: In Kassel wird die Allianz für Fortschritt und Aufbruch (ALFA) gegründet.
- 21. Juli: Das Bundesverfassungsgericht stellt die formale Grundgesetzwidrigkeit des Betreuungsgeldes fest.
- 24. Juli: Die Türkei fliegt erstmals Luftangriffe gegen Stellungen des IS, greift jedoch auch Stellungen der PKK an, woraufhin diese den Waffenstillstand vom März 2013 für hinfällig erklärt.
- Ab August zunehmend: Als eine Reaktion auf die zunehmende Flüchtlingskrise in Europa kommt es in Deutschland vermehrt zu Brandanschlägen oder anderen gewalttätigen Protesten gegen die Aufnahme von Flüchtlingen, so zum Beispiel bei mehrtägigen fremdenfeindlichen Ausschreitungen im sächsischen Heidenau im August.
- August/September: Bei massiven Waldbränden in Indonesien kommt es zu einer Smogkrise (Haze), die in Südostasien etwa 100.000 Menschenleben durch Luftverschmutzung fordert.[2]
- 27. August: Nahe der österreichischen Gemeinde Parndorf wird ein LKW mit 71 getöteten Flüchtlingen entdeckt.
- 31. August: Angela Merkels Satz Wir schaffen das findet weltweit Aufsehen im Zusammenhang mit der Flüchtlingspolitik.
- 18. September: Der Abgasskandal fliegt auf.
- 20. September: Erneute vorgezogene Parlamentswahl in Griechenland
- 03. Oktober: Die Bombardierung einer Klinik in der afghanischen Stadt Kundus durch Streitkräfte der Vereinigten Staaten fordert das Leben von mindestens 30 Menschen und löst international lang anhaltend scharfe Kritik aus.
- 06. Oktober: Das Safe-Harbor-Abkommen wird vom Europäischen Gerichtshof aus datenschutzrechtlichen Gründen für ungültig erklärt.
- 17. Oktober: Auf die am Folgetag zur neuen Kölner Oberbürgermeisterin gewählte Henriette Reker wird ein Attentat verübt, bei dem sie schwer verletzt wird.
- 01. November: Vorgezogene Parlamentswahl in der Türkei
- 07. November: Erstmals seit 1949 treffen die Präsidenten von China und Taiwan auf neutralem Boden in Singapur zusammen.
- 11. November: Die EU-Kommission beschließt in Umsetzung einer Entscheidung der EU-Außenminister aus dem Jahr 2012, dass Obst, Gemüse und Kosmetika aus israelischen Siedlungen in von Israel besetzten Gebieten künftig als solche gekennzeichnet sein müssen.
- 24. November: Der Abschuss eines russischen Kampfflugzeugs vom Typ Suchoi Su-24 durch die Türkei über dem Grenzgebiet zwischen Syrien und der Türkei führt zu einer schweren Krise in den Beziehungen zwischen Russland und der Türkei.
- 30. November bis 12. Dezember: UN-Klimakonferenz in Le Bourget bei Paris; die Konferenz endet mit dem von allen 195 Teilnehmerstaaten unterzeichneten Übereinkommen von Paris.
- 02. Dezember: Die NATO lädt die Republik Montenegro als 29. Staat zum Beitritt in das Militärbündnis ein.
- 04. Dezember: Eine große Mehrheit der Abgeordneten im Deutschen Bundestag befürwortet einen Bundeswehreinsatz in Syrien.
- 12. Dezember: In Reaktion auf eine schwere Verfassungskrise beginnen in Polen Demonstrationen und Proteste mehrerer zehntausend Menschen gegen die polnische Regierung und insbesondere gegen den Kurs des polnischen Staatspräsidenten Andrzej Duda gegenüber dem Verfassungsgericht,[3] denen sich in den nachfolgenden Wochen auch zahlreiche europäische Politiker und Institutionen anschließen.
- 31. Dezember / 1. Januar 2016: In Köln und weiteren deutschen Städten kommt es in der Silvesternacht vielfach zu sexuellen Übergriffen sowie weiteren kriminellen Handlungen insbesondere gegenüber Frauen durch eine größere Anzahl nach bisherigen Hinweisen überwiegend arabischsprachiger Männer.

#### Terroranschläge (Auswahl)
- 07. Januar: Bei einem Anschlag auf die französische Satirezeitschrift Charlie Hebdo werden in Paris zwölf Menschen getötet.
- 07. Januar: Bei einem Massaker der islamistischen Terrorgruppe Boko Haram werden in der nigerianischen Stadt Baga hunderte von Menschen getötet.
- 02. April: Bei einem Anschlag auf das Garissa University College durch die islamistische Al-Shabaab-Miliz werden im kenianischen Garissa nahezu 150 Menschen getötet und zahlreiche Personen verletzt.
- 26. Juni: Ein schwer bewaffneter Angreifer tötet im tunesischen Badeort Port El-Kantaoui nördlich von Sousse 38 Menschen.
- 26. Juni: In Kuwait zündet ein Selbstmordattentäter einen Sprengsatz in einer Moschee. 26 Menschen sterben und 227 werden verletzt.
- 20. Juli: Bei einem Selbstmordattentat kommen in der südostanatolischen Stadt Suruç 32 Menschen ums Leben und mehr als 100 werden verletzt. In den Folgetagen kommt es in der Türkei landesweit zu Protesten gegen die Regierung.
- 10. Oktober: Bei einem Anschlag sterben in der türkischen Hauptstadt Ankara mindestens 102 Menschen und mehr als 500 werden verletzt.
- 31. Oktober: Bei dem durch Sprengstoff im Flugzeug verursachten Absturz eines Flugzeugs der russischen Fluggesellschaft Kogalymavia über der Sinai-Halbinsel sterben alle 224 Personen an Bord.
- 12. November: Bei einem Bombenanschlag auf eine schiitische Moschee in Beirut kommen über 40 Menschen um, während mehr als 200 verletzt wurden. Zu dem Anschlag bekannte sich der Islamische Staat.
- 13. November: In Paris kommt es simultan zu mehreren schweren terroristischen Angriffen, die 130 Todesopfer und 352 Verletzte fordern.
- 20. November: Bei einer Geiselnahme in einem Hotel in der malischen Hauptstadt Bamako werden 20 oder mehr Menschen getötet.
- 02. Dezember: Bei einem Anschlag während einer Weihnachtsfeier sterben im kalifornischen San Bernardino einschließlich der beiden Täter 16 Personen.

### Sport
- 27. Dezember 2014 bis 6. Januar: 63. Vierschanzentournee
- 04. Januar: Gary Anderson gewinnt die PDC World Darts Championship
- 09. – 31. Januar: 16. Fußball-Asienmeisterschaft in Australien
- 11. Januar – 1. Februar: 24. Handball-Weltmeisterschaft der Männer in Katar
- 15. – 25. Januar: 11. FIS-Snowboard-Weltmeisterschaft in Kreischberg, Österreich
- 17. Januar – 8. Februar: 30. Fußball-Afrikameisterschaft in Äquatorialguinea
- 19. Januar – 1. Februar: 103. Australian Open
- 01. Februar: Super Bowl XLIX in Glendale, Arizona
- 02. – 15. Februar: 43. Alpine Skiweltmeisterschaften in Vail/Beaver Creek, USA
- 14. Februar – 29. März: 11. Cricket World Cup in Australien und Neuseeland
- 15. März – 29. November: Austragung der 66. Formel-1-Weltmeisterschaft
- 16. März – 5. April: Bei der Schachweltmeisterschaft der Frauen im K.-o.-System in Sotschi wird Marija Musytschuk neue Schachweltmeisterin.
- 29. März: Cricket-Weltmeister 2015 wird zum insgesamt fünften Mal Australien.
- 29. März bis 8. November: Austragung der 67. FIM-Motorrad-Straßenweltmeisterschaft
- 01. Mai: 35. Finale des DFB-Pokals der Frauen im Kölner Rheinenergiestadion
- 01. – 17. Mai: 79. Eishockey-Weltmeisterschaft der Herren im tschechischen Prag und Ostrava
- 24. Mai – 7. Juni: 114. French Open
- 30. Mai: Der VfL Wolfsburg gewinnt gegen Borussia Dortmund das 72. DFB-Pokalfinale der Männer in Berlin.
- 02. Juni: Wenige Tage, nachdem Sepp Blatter direkt nach dem Bekanntwerden erneuter Korruptionsvorwürfe gegen mehrere FIFA-Funktionäre am 29. Mai zum 5. Mal zum Präsidenten der FIFA gewählt worden war, kündigt er seinen Rücktritt von diesem Posten an.
- 06. Juni: 23. Finale der UEFA Champions League zwischen dem FC Barcelona und Juventus Turin im Berliner Olympiastadion
- 06. Juni bis 5. Juli: 7. Fußball-Weltmeisterschaft der Frauen in Kanada
- 29. Juni bis 12. Juli: 129. Wimbledon Championships
- 04. – 26. Juli: 102. Tour de France
- 19. Juli – 2. August: 16. Schwimmweltmeisterschaften in Kasan, Russland
- 27. Juli – 5. August: 14. European Maccabi Games in Berlin
- 14. August: Die 53. Spielzeit der Fußball-Bundesliga beginnt.
- 22. – 30. August: 15. Leichtathletik-Weltmeisterschaften in Peking, China
- 30. August bis 6. September: 40. Ruder-Weltmeisterschaften auf dem Lac d’Aiguebelette in Frankreich
- 31. August bis 13. September: 134. US Open
- 18. September bis 31. Oktober: 8. Rugby-Union-Weltmeisterschaft in England und Wales
- 10. Oktober: German Bowl XXXVII in Berlin
- 25. Oktober: Lewis Hamilton wird (vorzeitig) zum dritten Mal Weltmeister in der Formel 1.
- 31. Oktober: Rugby-Union-Weltmeister 2015 wird zum insgesamt dritten Mal der Titelverteidiger Neuseeland.
- 08. November: Jorge Lorenzo gewinnt zum dritten Mal die MotoGP-Weltmeisterschaft.
- 29. November: Durch eine Niederlage gegen Tyson Fury verliert der ukrainische Boxer Wladimir Klitschko nach mehr als neun Jahren seine Weltmeistertitel im Schwergewicht.
- 29. November: Bei einem Referendum wird in Hamburg die Bewerbung der Stadt als Austragungsort für die Olympischen Sommerspiele 2024 mehrheitlich abgelehnt.

### Kultur und Gesellschaft
- 14. Januar: Eröffnung der Philharmonie de Paris
- 05. – 15. Februar: 65. Internationale Filmfestspiele Berlin (Berlinale)
- 19. Februar: Chinesisches Neujahrsfest, 羊 Jahr der Holz-Ziege (乙未 yǐwèi 32)
- 22. Februar: Oscarverleihung im Dolby Theatre in Hollywood, Los Angeles, USA
- vom 25. April bis 4. Oktober findet die 3. Thüringer Landesgartenschau in Schmalkalden (Landkreis Schmalkalden-Meiningen) statt.
- 25./26. April: Baden-Württemberg-Tag in Bruchsal
- 19., 21. und 23. Mai: 60. Eurovision Song Contest in Wien, Österreich
- 21. – 24. Mai: 23. Düsseldorfer Jazz-Rally in Düsseldorf
- 22. Mai: In der Republik Irland wird als weltweit erstem Land in einem Referendum mit 62 % Ja-Stimmen die Einführung der gleichgeschlechtlichen Ehe befürwortet. Am 16. November 2015 tritt in Umsetzung des Referendums das entsprechende Gesetz in Kraft.
- 29. – 31. Mai: 19. Sachsen-Anhalt-Tag in Köthen (Anhalt)
- 29. Mai bis 7. Juni: 55. Hessentag in Hofgeismar
- 05. – 7. Juni: Rock am Ring auf dem Gelände des ehemaligen Bundeswehr-Flugplatzes in Mendig
- 17. Juni: Stefan Raab und ProSieben geben bekannt, dass Raab Ende 2015 seine TV-Karriere beenden wird.
- 19. – 21. Juni: Hurricane Festival in Scheeßel
- 25. – 28. Juni: 32. Rheinland-Pfalz-Tag in Ramstein-Miesenbach
- 25. – 28. Juni: 12. Fusion Festival in Lärz, MV
- 26. Juni: Der Oberste Gerichtshof der Vereinigten Staaten verkündet durch Urteil die bundesweite Gleichstellung gleichgeschlechtlicher Partnerschaften in den USA.
- 26. – 28. Juni: 34. Tag der Niedersachsen in Hildesheim
- 26. – 28. Juni: 15. Thüringentag in Pößneck
- 02. – 5. Juli: 25. TFF Rudolstadt in Rudolstadt
- 10. – 12. Juli: 24. Internationales Samba-Festival in Coburg
- 10. Juli – 27. September: 9. internationale Ausstellung für zeitgenössische Künste Dresden (Ostrale 015)
- 15. – 19. Juli: Breminale – Open-Air-Kulturfestival in Bremen
- 24. – 26. Juli: Das Fest (Open-Air-Musikfestival) in Karlsruhe
- 24. – 26. Juli: 11. Tomorrowland in Boom, Belgien
- 28. Juli – 8. August: 23. World Scout Jamboree in Kirara-hama, Yamaguchi, Japan
- 30. Juli bis 1. August: Wacken Open Air in Wacken
- 31. Juli bis 2. August: 40. Bardentreffen (Open-Air-Musikfestival) in Nürnberg
- 05. – 9. August: Gamescom in Köln
- 21. – 30. August: 293. Rudolstädter Vogelschießen in Rudolstadt
- 29. August: 11. Bundesvision Song Contest in Bremen
- 04. – 6. September: 24. Tag der Sachsen in Wurzen
- 19. September – 5. Oktober: Oktoberfest in München
- 09. Dezember: Angela Merkel wird von dem US-amerikanischen Nachrichtenmagazin Time als Person of the Year ausgezeichnet.
- 16. Dezember: Die letzte Ausgabe von TV total wird ausgestrahlt.
- 20. Dezember: In einem Referendum wird in Slowenien das bereits beschlossene Gesetz über die Einführung gleichgeschlechtlicher Ehen abgelehnt.[4]

### Religion
- 07. Januar: orthodoxe Weihnachten
- 05. April: Ostern
- 12. April: orthodoxe Ostern
- 19. April – 24. Juni: Ausstellung des Turiner Grabtuchs
- 04. Mai: Vesakh
- 14. Mai: Christi Himmelfahrt
- 21. Mai: orthodoxe Christi Himmelfahrt
- 23. Mai: Seligsprechung von Óscar Romero durch Papst Franziskus
- 24. Mai: Pfingsten
- 31. Mai: orthodoxe Pfingsten
- 03. – 7. Juni: 35. Evangelischer Kirchentag in Stuttgart
- 04. Juni: Fronleichnam
- 18. Juni bis 17. Juli: Ramadan
- 13. September: Kumbh Mela in Nashik
- 23. September: Jom Kippur
- 24. September: Islamisches Opferfest
- 03. Oktober: Tag der offenen Moschee
- 04. Oktober: Papst Franziskus eröffnet eine dreiwöchige Bischofssynode im Vatikan zum künftigen Familienbild der römisch-katholischen Kirche.
- 11. November: Diwali
- 07. – 14. Dezember: Chanukka
- 08. Dezember: Das Heilige Jahr der Barmherzigkeit der römisch-katholischen Kirche beginnt.

### Wirtschaft
- 01. Januar: In Deutschland tritt ein flächendeckender allgemeiner gesetzlicher Mindestlohn in Höhe von 8,50 € brutto je Arbeitsstunde in Kraft.
- 15. Januar: Die SNB stoppt überraschend den Euro-Mindestkurs. Der Euro verliert gegenüber dem Schweizer Franken in kürzester Zeit stark an Wert.
- 16. – 25. Januar: Internationale Grüne Woche Berlin
- 21. – 24. Januar: Weltwirtschaftsforum in Davos, Schweiz
- 16. – 20. März: CeBIT; Messe für Informationstechnik in Hannover
- März: Das deutsche Unternehmen Coppenrath & Wiese wird vom deutschen Konzern Dr. August Oetker KG übernommen.
- April: Das britische Unternehmen BG Group wird vom niederländisch-britischen Konzern Royal Dutch Shell übernommen.
- 13. – 17. April: Hannover Messe
- 01. Mai – 31. Oktober: Weltausstellung Expo 2015 in Mailand, Italien
- 07. Juni: John Cryan wird mit Wirkung ab 1. Juli 2015 zum Co-Vorstandsvorsitzenden der Deutschen Bank neben Jürgen Fitschen berufen; Anshu Jain tritt mit Wirkung zum 30. Juni 2015 zurück.
- 12. Juli: Während der Griechischen Staatsschuldenkrise einigen sich die Staats- und Regierungschefs der Eurozone auf die Rahmenbedingungen für ein drittes Hilfsprogramm. Griechenland werden 7,16 Milliarden Euro aus EFSM-Mitteln gewährt.
- 05. – 9. August: Gamescom in Köln
- 04. – 9. September: Internationale Funkausstellung in Berlin
- 17. – 27. September: Internationale Automobil-Ausstellung in Frankfurt am Main
- 20. September: Die Volkswagen AG räumt gezielte Manipulationen an den Abgastestwerten von Dieselfahrzeugen in den USA ein. Im Zug dieser Affäre erklärt Martin Winterkorn am 23. September 2015 seinen Rücktritt als Vorstandsvorsitzender. Sein Nachfolger auf diesem Posten wird am 25. September 2015 der bisherige Vorstandsvorsitzende der Porsche AG, Matthias Müller.
- 12. Oktober: Das Unternehmen EMC wird vom Konzern Dell übernommen.
- 13. Oktober: Der Getränkehersteller SABMiller wird an den Konzern Anheuser-Busch InBev verkauft.
- 18. November: Der Konzern Sigma-Aldrich wird an Merck KGaA veräußert.
- November: Das deutsche Unternehmen Metabo wird an den japanischen Konzern Hitachi Koki veräußert.
- 13. Dezember: volle Betriebsaufnahme des Wiener Hauptbahnhofs
- 13. Dezember: Die Inbetriebnahme der Eisenbahn-Neubaustrecke Erfurt–Leipzig/Halle führt zu erheblichen Reisezeitverkürzungen im Ost-West-Fernverkehr in Deutschland.
- Dezember: Das KI-Unternehmen OpenAI wird von Sam Altman, Greg Brockman, Elon Musk und Ilya Sutskever gegründet.

### Wissenschaft und Technik
- 06. März: Die NASA-Raumsonde Dawn erreicht den Zwergplaneten Ceres.
- 05. April: Der Large Hadron Collider wird nach über zwei Jahre dauernden Umbauarbeiten wieder in Betrieb genommen und kann nun eine Kollisionsenergie von 13 TeV erreichen.
- 09. Mai: Absturz eines Airbus A400M bei seinem ersten Testflug
- 23. Juni: Mit dem Verkaufsstart des Amazon Echo werden erstmals Smart Speaker im Handel angeboten.
- 14. Juli: Die NASA-Raumsonde New Horizons passiert Pluto.
- 29. Juli: Microsoft veröffentlicht das Betriebssystem Windows 10.
- 30. Dezember: Die International Union of Pure and Applied Chemistry erkennt die Elemente mit den Ordnungszahlen 113, 115, 117 und 118 offiziell an und vervollständigt damit die siebte Reihe des Periodensystems. Die offizielle Benennung der Elemente erfolgte erst im November 2016.

### Astronomie
- 26. Januar: Der Asteroid (357534) 2004 RO186 nähert sich der Erde bis auf eine Entfernung von 1,2 Millionen Kilometer an.
- Totale Sonnenfinsternis vom 20. März 2015 im Nordatlantik sowie partielle Sonnenfinsternis in ganz Europa
- Partielle Sonnenfinsternis am 13. September; sichtbar im südlichen Afrika, Madagaskar bis in die Antarktis
- 14. September: Erstmals werden Gravitationswellen direkt nachgewiesen. Sie stammen vom Ereignis GW150914, dem Verschmelzen zweier 1,3 Milliarden Lichtjahre entfernter Schwarzer Löcher.
- Totale Mondfinsternis am 28. September

### Wetter und Klima
Das Jahr 2015 war global das bisher wärmste Jahr seit Beginn der Aufzeichnungen im Jahr 1880. Die Durchschnittstemperatur (über Land und Meer kombiniert) lag 0,90 Grad über dem Durchschnittswert des 20. Jahrhunderts (13,9 Grad Celsius), und 0,16 Grad höher als 2014. Es war das 39. Jahr in Folge, in dem die globalen Temperaturen über dem Durchschnitt lagen. Weltweit lagen fünfzehn der sechzehn wärmsten Jahre im 21. Jahrhundert. In Deutschland war 2015 das bislang zweitwämste Jahr.

### Katastrophen
- Das seit Mitte 2014 in Westafrika epidemisch auftretende Ebolafieber hält an, lässt jedoch seit Mitte des Jahres immer stärker nach; bei angenommener hoher Dunkelziffer hat bis 27. Dezember 2015 die Zahl der Todesopfer 11.315 erreicht.

#### Naturkatastrophen
- 14./15. März: Einer der stärksten je gemessenen Zyklone richtet in dem pazifischen Inselstaat Vanuatu schwere Zerstörungen an.
- 31. März: Das Sturmtief Niklas fordert in Deutschland mehrere Menschenleben und führt zu zahlreichen Unfällen und schweren Verkehrs-Beeinträchtigungen.
- 25. April: Von einem Erdbeben der Stärke 7,8 und zahlreichen Nachbeben werden in Nepal insgesamt acht Millionen Menschen betroffen; mehr als 8600 Menschen sterben.
- Mai/Juni: Bei einer Hitzewelle sterben in Indien mehr als 2000 Menschen durch Dehydratation und Hitzschlag;[6] ab Mitte Juni ist auch Pakistan von extremen Temperaturen betroffen, denen mehr als 1000 Menschen zum Opfer fallen.
- Seit Ende Juni werden weite Teile Europas von einer außergewöhnlich langen Hitzewelle und z. T. extremer Trockenheit heimgesucht.
- Ende August: Bei schweren Überschwemmungen im Nordosten des Landes kommen in Nordkorea mindestens 40 Menschen ums Leben.
- 16. September: Ein schweres Erdbeben der Stärke 8,3 ereignet sich im südlichen Pazifischen Ozean vor der chilenischen Küste. Es fordert 20 Menschenleben und richtet Zerstörungen an.
- 26. Oktober: Bei einem Erdbeben am Hindukusch sterben mehr als 350 Menschen und mehrere tausend werden verletzt.

#### Schwere Unglücksfälle
Kleinere Unglücksfälle sind in den Unterartikeln von Katastrophe und in der Liste von Katastrophen aufgeführt.
- 24. März: Bei dem vorsätzlich herbeigeführten Absturz eines Airbus A320 der Germanwings sterben im Massif des Trois-Évêchés in den französischen Seealpen alle 150 Personen an Bord.
- 01. April: Beim Untergang eines Fischtrawlers sterben im Ochotskischen Meer vor der russischen Halbinsel Kamtschatka mehr als 50 Menschen.
- 19. April: Bei einem Schiffsunglück vor Lampedusa sterben beim Kentern eines Flüchtlingsboots etwa 675 Menschen.[7]
- 01. Juni: Das Flusskreuzfahrtschiff Dong Fang Zhi Xing kentert mit 454 Personen an Bord auf dem Jangtsekiang; 12 Menschen überleben.
- 04. Juni: Bei der Explosion einer Tankstelle im Zentrum der ghanaischen Hauptstadt Accra kommen mindestens 150 Menschen ums Leben.
- 20. Juni: Bei einer Amokfahrt in der Grazer Innenstadt tötet ein Mann mit seinem SUV drei Menschen und verletzt weitere 36 Passanten teilweise schwer.
- 12. August: Bei einer Explosionskatastrophe in der nordostchinesischen Metropole Tianjin kommt es zu schweren Zerstörungen. Es sterben 173 Menschen und 797 werden verletzt.
- 11. September: Beim Sturz eines Krans auf die Große Moschee in Mekka sterben mehr als 100 Menschen und etwa 240 werden verletzt.
- 24. September: Bei einer Massenpanik im Rahmen des diesjährigen Haddsch werden in Minā mehr als 700 Menschen getötet und mehr als 800 werden verletzt.
- 23. Oktober: Bei einem Busunfall im französischen Département Gironde sterben 43 Menschen.
- 30. Oktober: Durch den Brand in einem Nachtclub der rumänischen Hauptstadt Bukarest sterben bis zu 60 Menschen und mehr als 150 werden verletzt. Nach davon ausgelösten massiven Protesten der Bevölkerung tritt am 4. November die gesamte rumänische Regierung zurück.
- 14. November: Bei dem Eisenbahnunfall von Eckwersheim eines TGV während einer Testfahrt im Elsass kommen elf Menschen ums Leben und 42 werden verletzt.
- 20. Dezember: Am Rande eines Industriegebietes im chinesischen Shenzhen begräbt der Erdrutsch einer Abraumhalde 33 Gebäude unter sich. Mindestens sieben Menschen werden getötet, 75 werden vermisst.
- 24. Dezember: Bei der Explosion einer Gasabfüllstation sterben in Nnewi (Anambra) im Süden Nigerias mehrere Menschen.

### Wissenschaftspreise

#### Nobelpreise
Die Bekanntgabe der Nobelpreisträger des Jahres 2015 erfolgte vom 5. bis zum 12. Oktober. Die Verleihungen fanden am 10. Dezember, dem Todestag Alfred Nobels, in Stockholm und Oslo (nur Friedensnobelpreis) statt.
- Physiologie oder Medizin: William C. Campbell und Satoshi Ōmura „für ihre Entdeckungen betreffend einer neuartigen Therapie für von Fadenwürmern verursachten Infektionen“ und Tu Youyou „für ihre Entdeckungen betreffend einer neuartigen Therapie für Malaria“.[9]
- Physik: Takaaki Kajita und Arthur McDonald „für die Entdeckung von Neutrinooszillationen, die zeigen, dass Neutrinos eine Masse haben“.[10]
- Chemie: Tomas Lindahl, Paul Modrich und Aziz Sancar „für mechanistische Studien zur DNA-Reparatur“.[11]
- Literatur: Swetlana Alexijewitsch „für ihr vielstimmiges Werk, das dem Leiden und dem Mut in unserer Zeit ein Denkmal setzt“.[12]
- Frieden: Tunesisches Quartet du dialogue national „für seinen entscheidenden Beitrag zum Aufbau einer pluralistischen Demokratie in Tunesien infolge der Jasminrevolution des Jahres 2011“.[13]
- Alfred-Nobel-Gedächtnispreis für Wirtschaftswissenschaften: Angus Deaton „für seine Analyse von Konsum, Armut und Sozialstaat“.[14]

#### Turing Award
- Whitfield Diffie und Martin E. Hellman für herausragende Beiträge zur modernen Kryptografie.

### Gedenktage
- 02. Januar: 100. Todestag des französischen Unternehmers Armand Peugeot
- 24. Januar: 50. Todestag von Winston Churchill
- 27. Januar: 70. Jahrestag der Befreiung des Vernichtungslagers Auschwitz
- 15. Februar: 50. Jahrestag der Uraufführung der Oper Die Soldaten von Bernd Alois Zimmermann
- 12. März: 650 Jahre Universität Wien
- 13. März: 90. Jahrestag des Butler Act, dem Gesetz, nach dem in Tennessee der Unterricht der Evolutionstheorie verboten wurde und in dessen Folge es zum Scopes-Prozess kam.
- 24. März: 250 Jahre Veterinärmedizinische Universität Wien
- 28. März: 500. Geburtstag der Karmelitin und Mystikerin Teresa von Ávila
- 01. April: 200. Geburtstag des deutschen Politikers Otto von Bismarck
- 07. April: 100. Geburtstag der US-amerikanischen Jazzsängerin Billie Holiday
- 09. April: 100. Todestag des deutschen Mediziners, Hygienikers und Bakteriologen Friedrich Loeffler
- 15. April: 150. Todestag von Abraham Lincoln
- 24. April: 100. Jahrestag des Beginns des Völkermords an den Armeniern
- 01. Mai: 150 Jahre Wiener Ringstraße
- 06. Mai: 100. Geburtstag des US-amerikanischen Filmregisseurs und Schauspielers Orson Welles
- 29. Mai: 150 Jahre Deutsche Gesellschaft zur Rettung Schiffbrüchiger – Die Seenotretter
- 01. Juni: 800. Jahrestag des Endes der Belagerung von Peking durch die Mongolen
- 09. Juni: Vor 200 Jahren endet der Wiener Kongress mit der Unterzeichnung der Kongressakte
- 15. Juni: 800. Jahrestag der Magna Carta
- 18. Juni: 200. Jahrestag der Schlacht bei Waterloo
- 20. Juni: Zusammen mit dem Weltflüchtlingstag findet in Deutschland erstmals der Gedenktag für die Opfer von Flucht und Vertreibung statt.
- 20. Juni: 100. Todestag des deutschen Unternehmers und Gründers der AEG Emil Rathenau
- 28. Juni: 175. Jahrestag der Gründung des "Allgemeinen Deutschen Kindergartens durch Friedrich Fröbel in Blankenburg/Thüringen.
- 06. Juli: 600. Todestag des Predigers und Reformators Jan Hus
- 12. Juli: 300. Jahrestag des Beginns der Belagerung von Stralsund (Ende am 23. Dezember 1715)
- 26. Juli: 200. Geburtstag des deutschen Arztes Robert Remak
- 16. August: 200. Geburtstag des italienischen Ordensgründers und Pädagogen Johannes Bosco
- 20. August: 100. Todestag des deutschen Arztes Paul Ehrlich
- 29. August: 100. Geburtstag der schwedischen Schauspielerin Ingrid Bergman
- 01. September: 300. Todestag des französischen Königs Ludwig XIV. (Sonnenkönig)
- 06. September: 100. Geburtstag des deutschen Politikers Franz Josef Strauß
- 21. September: 600. Geburtstag des deutschen Kaisers Friedrich III.
- 01. Oktober: 2100. Geburtstag des römischen Geschichtsschreibers und Politikers Sallust
- 03. Oktober: 25 Jahre Deutsche Wiedervereinigung
- 04. Oktober: 500. Geburtstag des deutschen Malers Lucas Cranach der Jüngere
- 15. Oktober: 100. Todestag des deutschen Biologen Theodor Boveri
- 25. Oktober: 600. Jahrestag der Schlacht von Azincourt (einer der größten militärischen Siege der Engländer über die Franzosen während des Hundertjährigen Kriegs)
- 06. November: 200 Jahre Technische Universität Wien
- 08. Dezember: 200. Geburtstag des deutschen Malers Adolph von Menzel
- 12. Dezember: 100. Geburtstag des US-amerikanischen Schauspielers Frank Sinatra
- 13. Dezember: 100. Geburtstag des deutschen Schauspielers Curd Jürgens
- 19. Dezember: 100. Geburtstag der französischen Chansonsängerin Édith Piaf
- 19. Dezember: 100. Todestag des deutschen Arztes Alois Alzheimer

## Jahreswidmungen

### Initiativen
- Wissenschaftsjahr 2015: Zukunftsstadt
- Internationales Jahr des Lichts und lichtbasierter Technologien (UNESCO)[15]
- Internationales Jahr der Böden der Vereinten Nationen

### Artenschutz
- Der Habicht (Accipiter gentilis) ist Vogel des Jahres (Naturschutzbund Deutschland NABU).
- Der Gewöhnliche Teufelsabbiss (Succisa pratensis) ist Blume des Jahres (Stiftung Natur und Pflanzen).
- Der Feldahorn (Acer campestre) ist Baum des Jahres (Kuratorium Baum des Jahres).
- Die Becherkoralle (Artomyces pyxidatus) ist Pilz des Jahres (Deutsche Gesellschaft für Mykologie).
- Der Huchen (Hucho hucho) ist Fisch des Jahres (Deutscher Angelfischerverband DAFV).

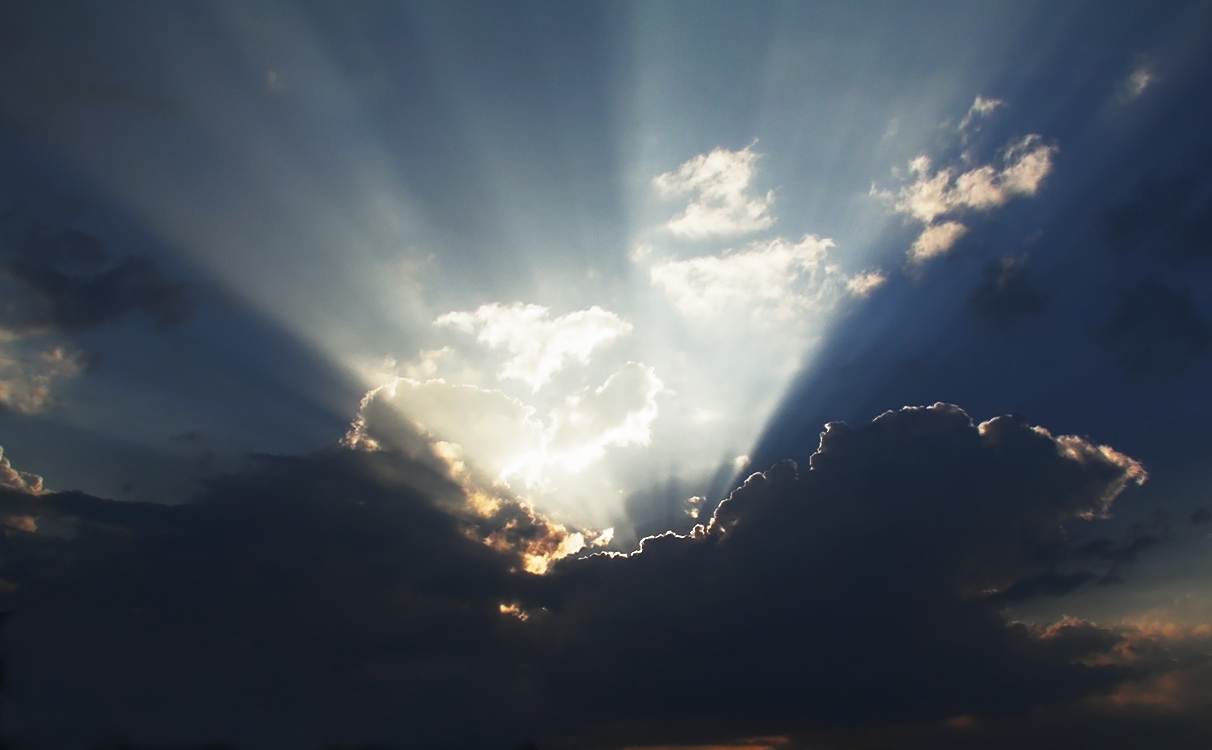
Jahr des Lichts
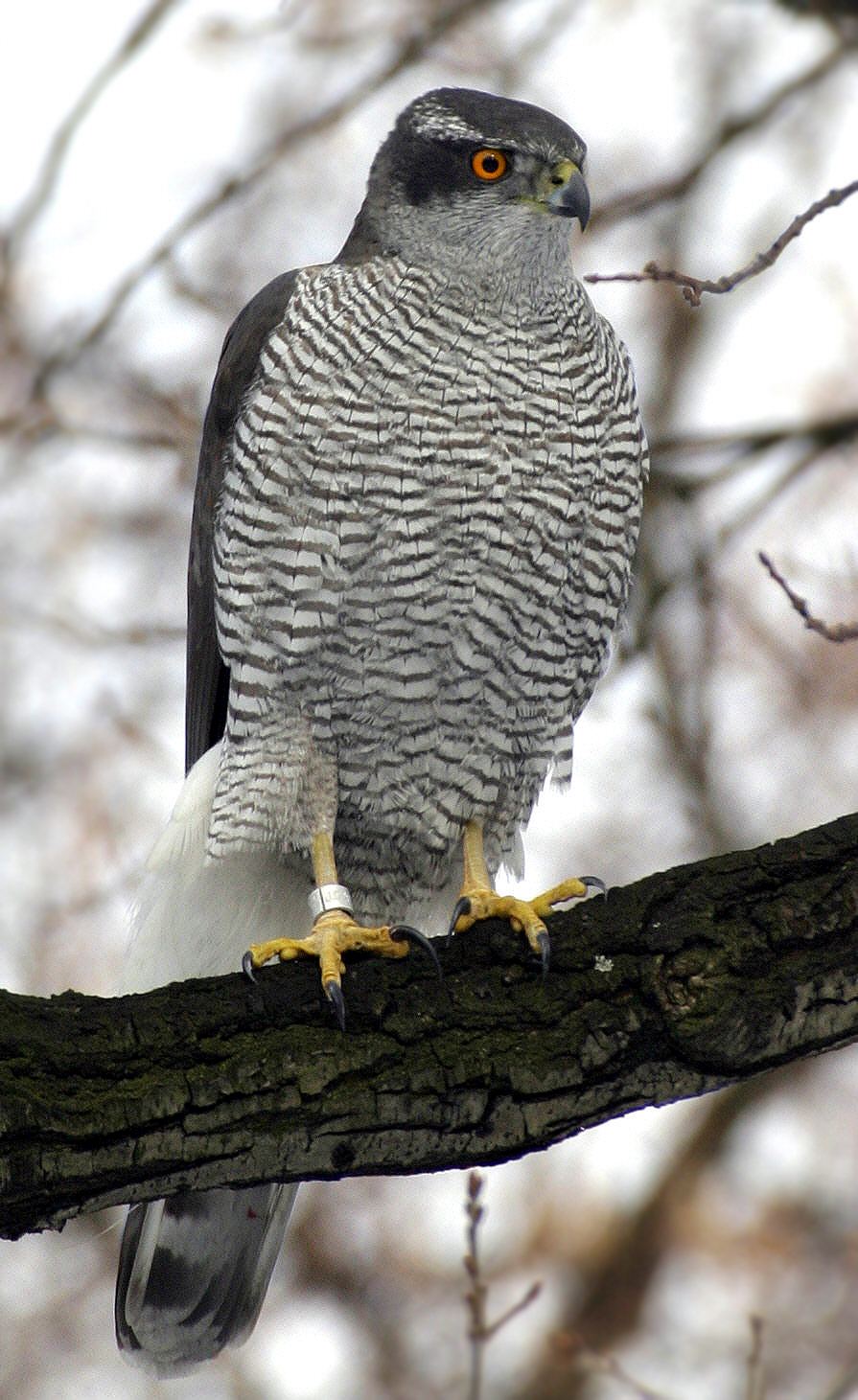
Habicht (Accipiter gentilis)
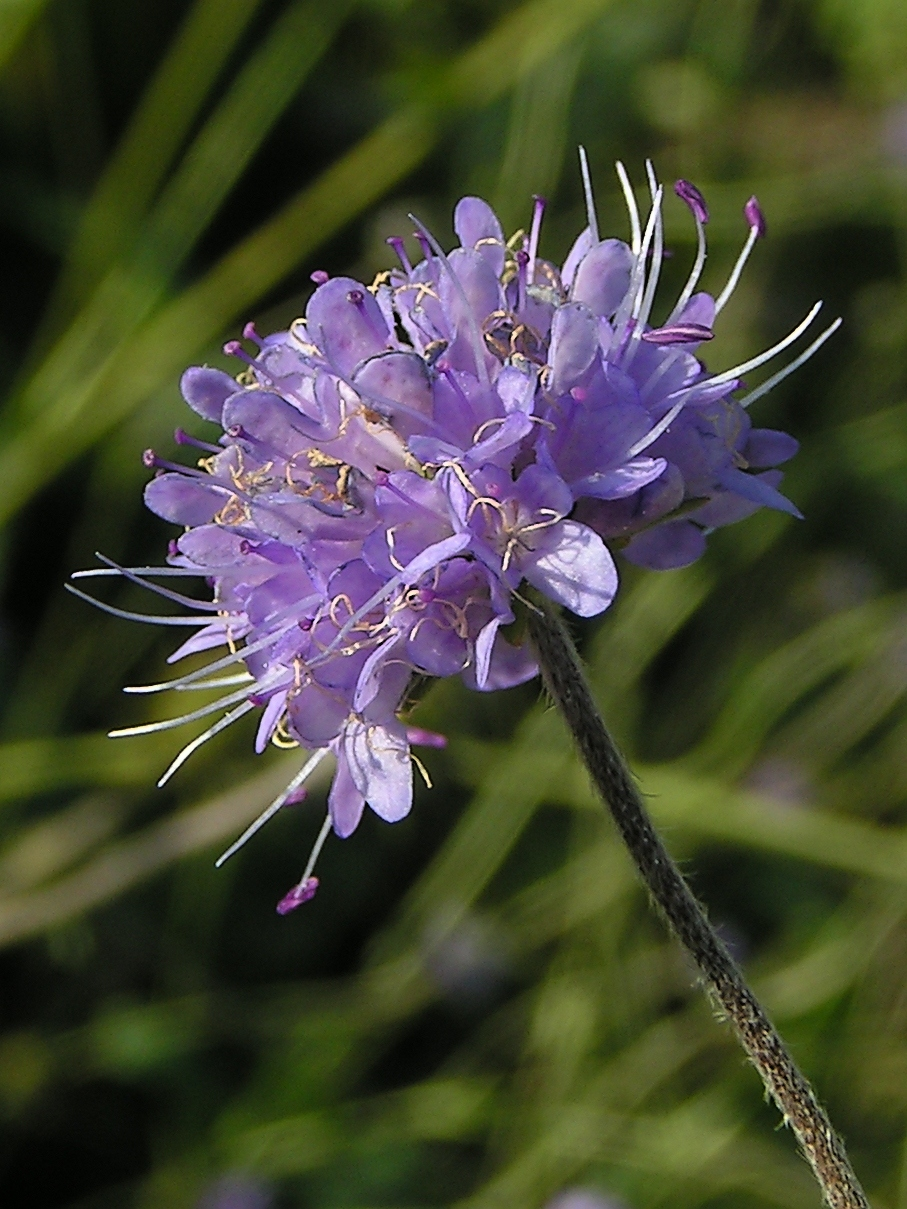
Gewöhnlicher Teufelsabbiss (Succisa pratensis)
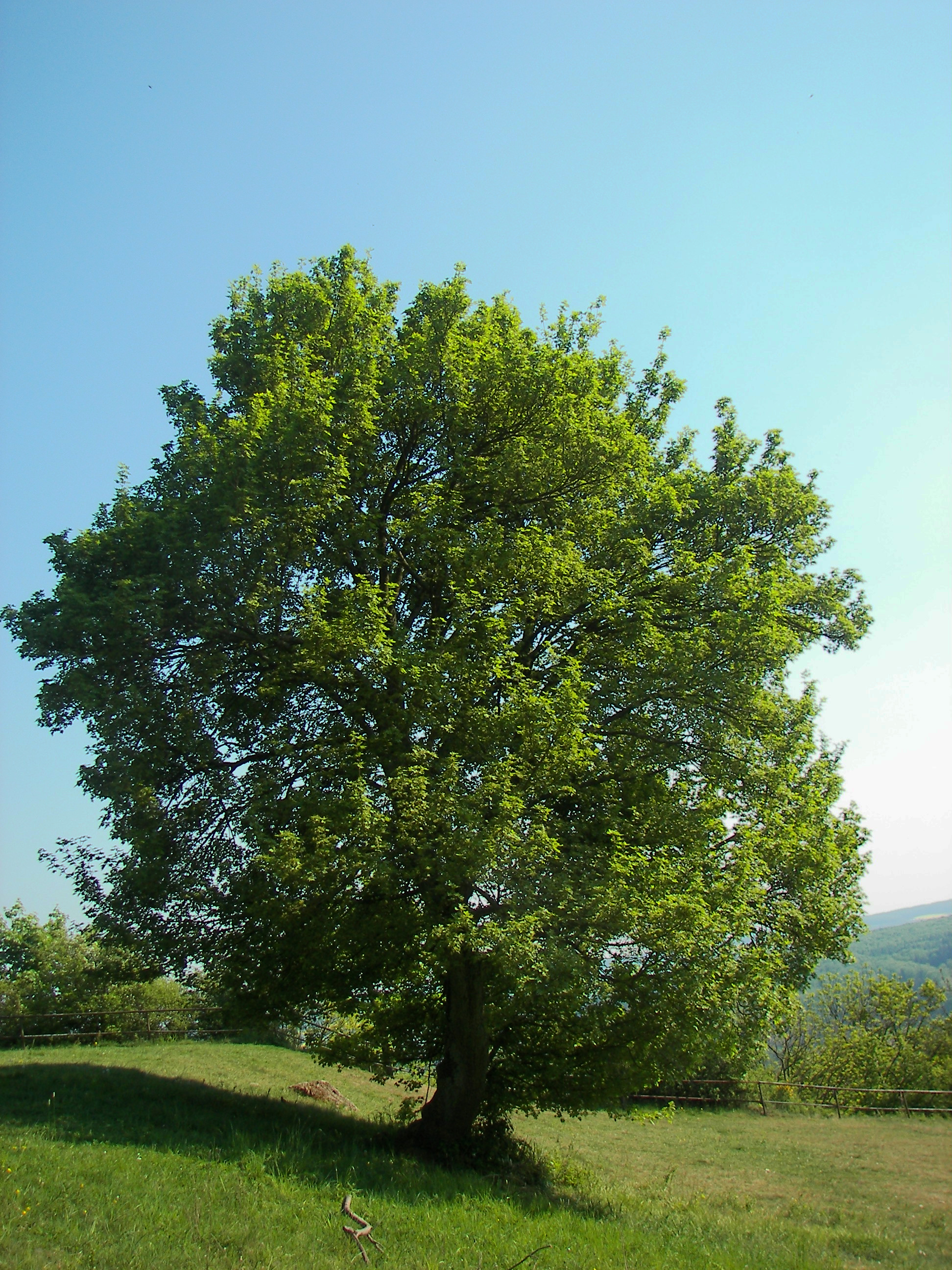
Feld-Ahorn (Acer campestre)
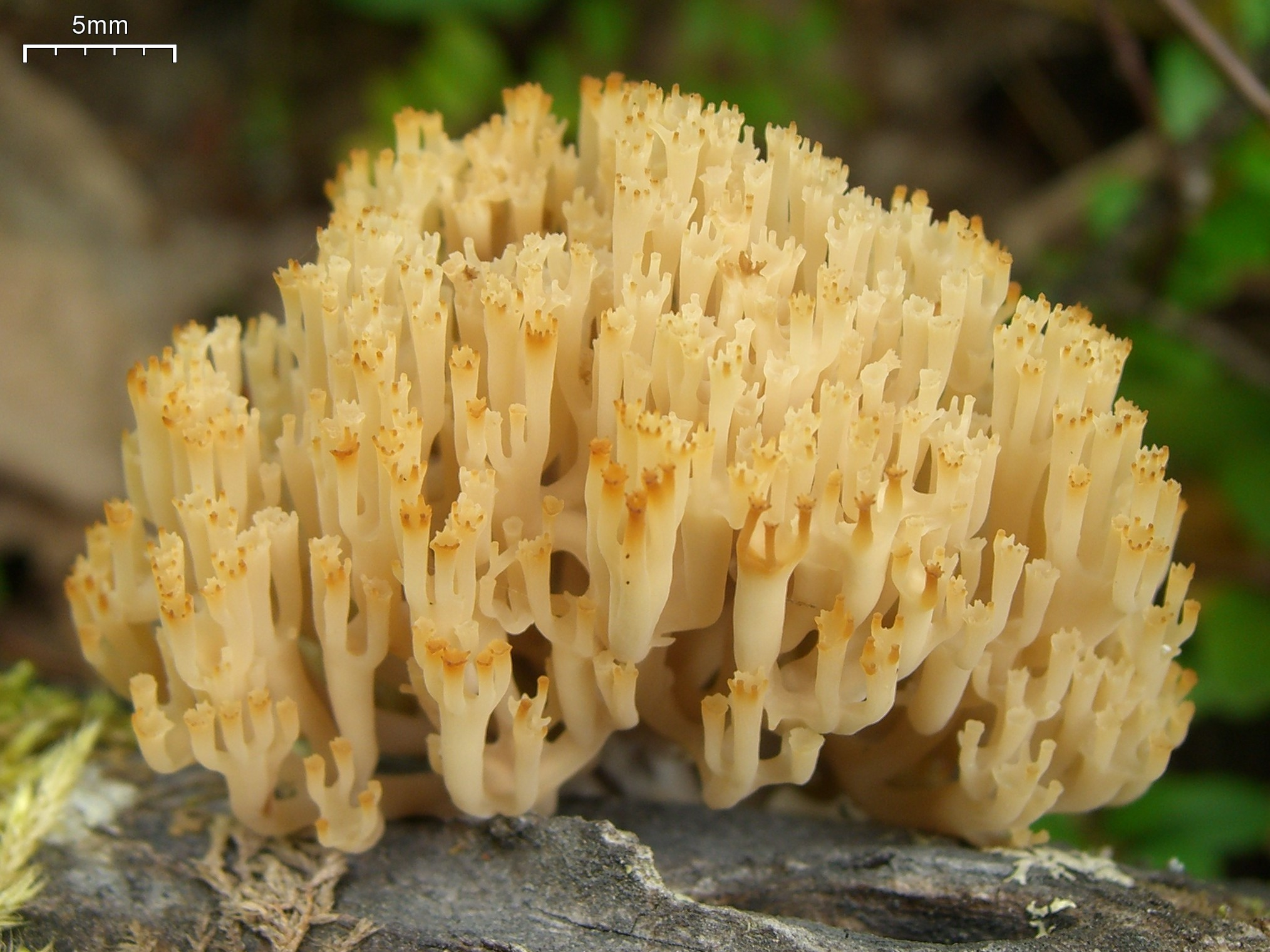
Becherkoralle (Artomyces pyxidatus)
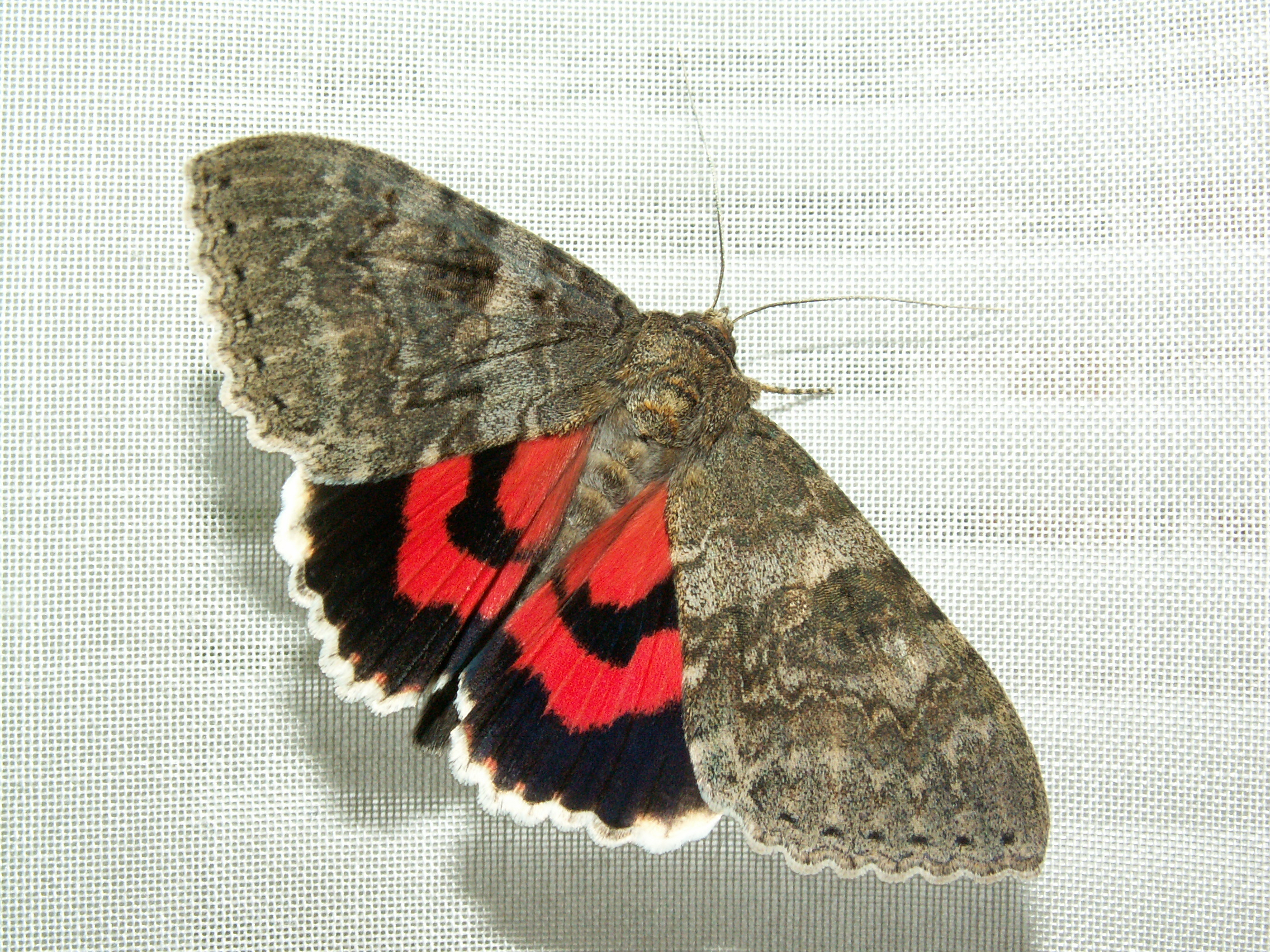
Rotes Ordensband (Catocala nupta)
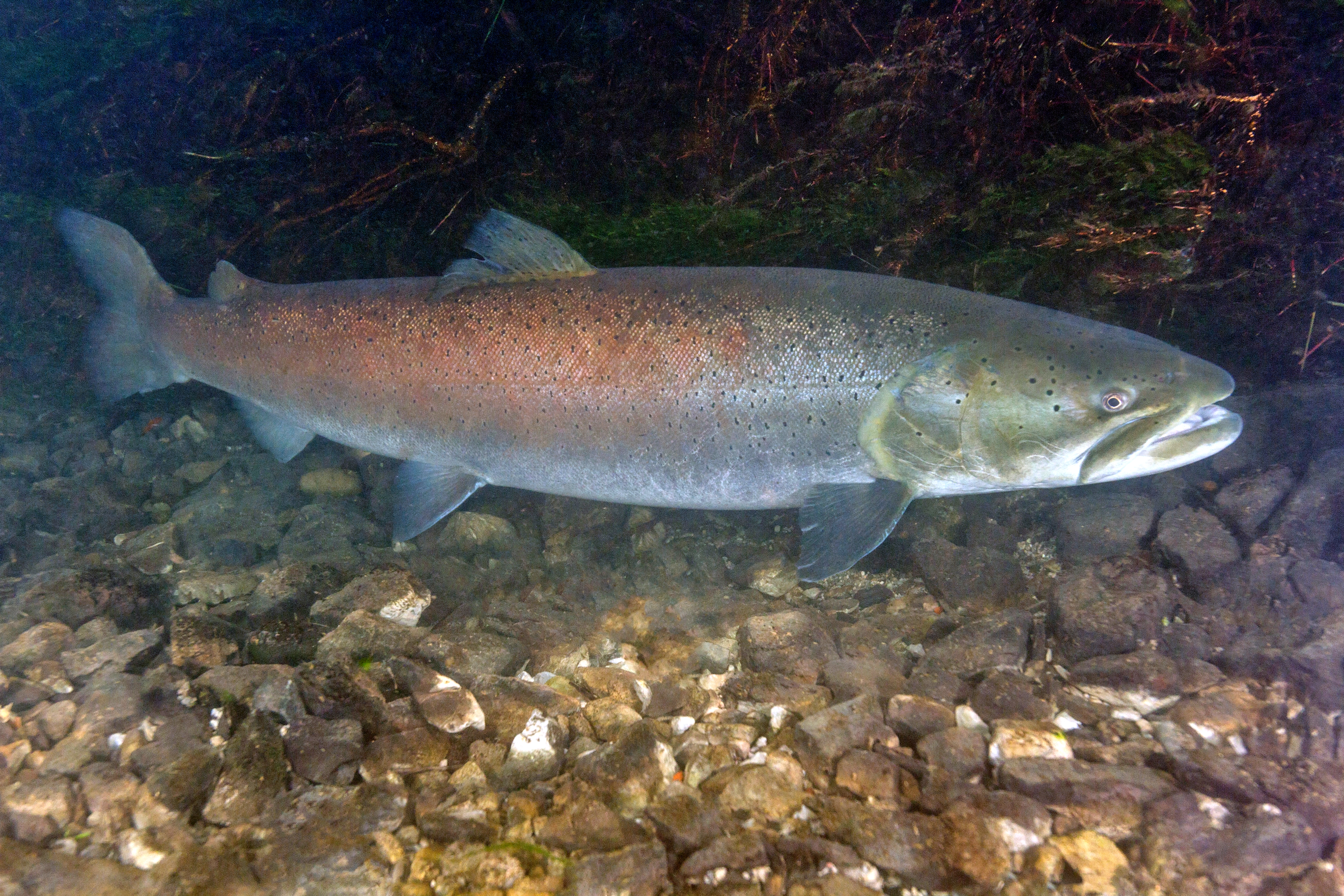
Huchen (Hucho hucho)

## Kulturelle Referenzen
- Der 1989 erschienene Film Zurück in die Zukunft II spielt teilweise im Jahr 2015.

## Geboren
- 02. Mai: Charlotte of Cambridge, britische Prinzessin
- 15. Juni: Nicolas von Schweden, schwedischer Prinz

## Gestorben

### Januar
- 01. Januar: Ulrich Beck, deutscher Soziologe (* 1944)
- 01. Januar: Mario Cuomo, US-amerikanischer Politiker (* 1932)
- 02. Januar: Per-Olof Åstrand, schwedischer Physiologe und Sportwissenschaftler (* 1922)
- 03. Januar: Edward Brooke, US-amerikanischer Politiker (* 1919)
- 04. Januar: Pino Daniele, italienischer Sänger und Musiker (* 1955)
- 07. Januar: Tadeusz Konwicki, polnischer Schriftsteller und Filmregisseur (* 1926)
- 07. Januar: Bernard Maris, französischer Ökonom und Schriftsteller (* 1946)
- 07. Januar: Jethro Pugh, US-amerikanischer American-Football-Spieler und Unternehmer (* 1944)
- 07. Januar: Rod Taylor, australischer Schauspieler (* 1930)
- 07. Januar: Georges Wolinski, französischer Comiczeichner und Cartoonist (* 1934)
- 10. Januar: Junior Malanda, belgischer Fußballspieler (* 1994)
- 10. Januar: Francesco Rosi, italienischer Filmregisseur (* 1922)
- 11. Januar: Jenő Buzánszky, ungarischer Fußballspieler (* 1925)
- 11. Januar: Anita Ekberg, schwedische Schauspielerin (* 1931)
- 13. Januar: Franz Orgler, deutscher Leichtathlet (* 1914)
- 14. Januar: Eckhard Müller-Mertens, deutscher Historiker (* 1923)
- 19. Januar: Kamlang-ek Arthit, thailändischer Militär und Politiker (* 1925)
- 19. Januar: Ward Swingle, US-amerikanischer Musiker und Arrangeur (* 1927)
- 20. Januar: Edgar Froese, deutscher Komponist und Musiker (* 1944)
- 20. Januar: Georg Lohmeier, deutscher Schriftsteller und Dramatiker (* 1926)
- 23. Januar: Abdullah ibn Abd al-Aziz, saudischer König (* 1924)
- 24. Januar: Otto Carius, deutscher Offizier (* 1922)
- 25. Januar: Demis Roussos, griechischer Sänger (* 1946)
- 27. Januar: Charles Hard Townes, US-amerikanischer Physiker und Nobelpreisträger (* 1915)
- 28. Januar: Yves Chauvin, französischer Chemiker und Nobelpreisträger (* 1930)
- 29. Januar: Will McBride, US-amerikanischer Fotograf und Maler (* 1931)
- 29. Januar: Colleen McCullough, australische Schriftstellerin (* 1937)
- 29. Januar: Reiner Süß, deutscher Kammersänger und Entertainer (* 1930)
- 30. Januar: Carl Djerassi, österreichisch-amerikanischer Chemiker und Schriftsteller (* 1923)
- 30. Januar: Geraldine McEwan, britische Schauspielerin (* 1932)
- 30. Januar: Schelju Schelew, bulgarischer Politiker und Staatspräsident (* 1935)
- 31. Januar: Udo Lattek, deutscher Fußballspieler und -trainer (* 1935)
- 31. Januar: Lizabeth Scott, US-amerikanische Schauspielerin (* 1922)
- 31. Januar: Richard von Weizsäcker, deutscher Politiker und Bundespräsident (* 1920)

### Februar
- 01. Februar: Martin Ťapák, tschechischer Schauspieler, Regisseur, Drehbuchautor und Choreograph (* 1926)
- 03. Februar: Martin Gilbert, britischer Historiker (* 1936)
- 05. Februar: Val Fitch, US-amerikanischer Physiker und Nobelpreisträger (* 1923)
- 06. Februar: Peter Abraham, deutscher Schriftsteller (* 1936)
- 06. Februar: André Brink, südafrikanischer Schriftsteller (* 1935)
- 06. Februar: Assia Djebar, algerische Schriftstellerin (* 1936)
- 07. Februar: Jürgen Dietz, deutscher Fastnachts-Büttenredner (* 1941)
- 10. Februar: Rolf Arland, deutscher Komponist (* 1922)
- 10. Februar: Karl Josef Becker, deutscher Kardinal (* 1928)
- 11. Februar: Roger Hanin, französischer Schauspieler und Filmregisseur (* 1925)
- 12. Februar: Steve Strange, britischer Musiker (* 1959)
- 13. Februar: David Maxwell, US-amerikanischer Bluespianist (* 1943)
- 14. Februar: Michele Ferrero, italienischer Unternehmer (* 1925)
- 14. Februar: Louis Jourdan, französischer Schauspieler (* 1921)
- 16. Februar: Lesley Gore, US-amerikanische Sängerin (* 1946)
- 16. Februar: Heinrich Windelen, deutscher Politiker und Bundesminister (* 1921)
- 18. Februar: Leanne Payne, US-amerikanische evangelikale Theologin, Seelsorgerin und Autorin (* 1932)
- 19. Februar: Ruth Bietenhard, Schweizer Lehrerin, Journalistin, Autorin und Bibelübersetzerin (* 1920)
- 21. Februar: Clark Terry, US-amerikanischer Jazzmusiker und Komponist (* 1920)
- 22. Februar: Konrad Toenz, Schweizer Radiojournalist und Fernsehmoderator (* 1939)
- 26. Februar: Fritz J. Raddatz, deutscher Literat und Kritiker (* 1931)
- 27. Februar: Boris Nemzow, russischer Politiker (* 1959)
- 27. Februar: Leonard Nimoy, US-amerikanischer Schauspieler und Filmregisseur (* 1931)
- 27. Februar: Anna Szatkowska, polnische Schriftstellerin und Widerstandskämpferin (* 1928)
- 28. Februar: Braulio Castillo, puerto-ricanischer Schauspieler (* 1933)
- 28. Februar: Yaşar Kemal, kurdisch-türkischer Schriftsteller (* 1923)

### März
- 01. März: Orrin Keepnews, US-amerikanischer Musikproduzent (* 1923)
- 01. März: Christian Welp, deutscher Basketballspieler und -trainer (* 1964)
- 01. März: Wolfram Wuttke, deutscher Fußballspieler (* 1961)
- 02. März: Fred Düren, deutscher Schauspieler (* 1928)
- 08. März: Sam Simon, US-amerikanischer Fernsehproduzent (* 1955)
- 09. März: Peter Dannenberg, deutscher Musikkritiker und Intendant (* 1930)
- 09. März: Dick Irish, US-amerikanischer Automobilrennfahrer (* 1930)
- 09. März: Camille Muffat, französische Schwimmerin (* 1989)
- 09. März: Frei Otto, deutscher Architekt (* 1925)
- 09. März: Rose-Marie Wörner, deutsche Landschaftsarchitektin und Gartendenkmalpflegerin (* 1927)
- 11. März: Walter Burkert, deutscher Altphilologe und Religionshistoriker (* 1931)
- 12. März: Michael Graves, US-amerikanischer Architekt und Designer (* 1934)
- 12. März: Terry Pratchett, britischer Schriftsteller (* 1948)
- 13. März: Jean-Louis Capette, französischer Automobilrennfahrer (* 1946)
- 14. März: Walentin Rasputin, russischer Schriftsteller und Umweltaktivist (* 1937)
- 16. März: Buddy Elias, Schweizer Schauspieler und Komiker (* 1925)
- 16. März: Andy Fraser, britischer Musiker (* 1952)
- 16. März: Johannes Gründel, deutscher Theologe und Autor (* 1929)
- 20. März: Malcolm Fraser, australischer Politiker (* 1930)
- 21. März: Hans Erni, Schweizer bildender Künstler (* 1909)
- 21. März: Jørgen Ingmann, dänischer Musiker (* 1925)
- 22. März: Horst Buhtz, deutscher Fußballspieler und -trainer (* 1923)
- 23. März: Lee Kuan Yew, singapurischer Politiker und Premierminister (* 1923)
- 24. März: Andreas Lubitz, deutscher Pilot (* 1987)
- 25. März: Gerhard Rill, österreichischer Archivar (* 1927)
- 26. März: Friedrich L. Bauer, deutscher Informatiker (* 1924)
- 26. März: Karl Moik, österreichischer Fernsehmoderator (* 1938)
- 26. März: Tomas Tranströmer, schwedischer Lyriker und Nobelpreisträger (* 1931)
- 27. März: Rik Battaglia, italienischer Schauspieler (* 1927)
- 28. März: Marie Laurent, französische Automobilrennfahrerin (* 1944)
- 28. März: Douglas Leedy, US-amerikanischer Komponist, Dirigent, Hornist, Cembalist, Sänger und Musikpädagoge (* 1938)
- 30. März: Helmut Dietl, deutscher Regisseur und Drehbuchautor (* 1944)

### April
- 02. April: Manoel de Oliveira, portugiesischer Filmregisseur und Drehbuchautor (* 1908)
- 02. April: Alberto Ricardo da Silva, osttimoresischer Bischof (* 1943)
- 03. April: Andrew Porter, britischer Musikkritiker und -wissenschaftler (* 1928)
- 04. April: Klaus Rifbjerg, dänischer Schriftsteller (* 1931)
- 08. April: Bodo Bröse, deutscher Pädagoge und Hochschullehrer (* 1927)
- 10. April: Judith Malina, US-amerikanische Schauspielerin und Regisseurin (* 1926)
- 13. April: Eduardo Galeano, uruguayischer Journalist und Schriftsteller (* 1940)
- 13. April: Günter Grass, deutscher Schriftsteller und Nobelpreisträger (* 1927)
- 14. April: Klaus Bednarz, deutscher Journalist und Moderator (* 1942)
- 14. April: Percy Sledge, US-amerikanischer Soul- und Rhythm-and-Blues-Sänger (* 1940)
- 17. April: Francis George, US-amerikanischer Kardinal (* 1937)
- 18. April: Erwin Waldner, deutscher Fußballspieler (* 1933)
- 20. April: Werner Zimmer, deutscher Sportjournalist und -moderator (* 1936)
- 21. April: Werner Leismann, deutscher Sänger (* 1936)
- 22. April: Lois Lilienstein, US-amerikanisch-kanadische Schauspielerin, Sängerin und Pianistin (* 1934)
- 24. April: Władysław Bartoszewski, polnischer Publizist und Politiker (* 1922)
- 26. April: Wolfgang Sauer, deutscher Sänger und Musiker (* 1928)
- 27. April: Andrew Lesnie, australischer Kameramann (* 1956)
- 30. April: Ben E. King, US-amerikanischer Sänger (* 1938)

### Mai
- 01. Mai: Geoff Duke, britischer Motorradrennfahrer (* 1923)
- 01. Mai: Lucía Huergo, kubanische Komponistin, Musikproduzentin, Arrangeurin und Multiinstrumentalistin (* 1951)
- 02. Mai: Michael Blake, US-amerikanischer Schriftsteller (* 1945)
- 02. Mai: Clarice Carson, kanadische Sängerin (* 1929)
- 02. Mai: Maja Plissezkaja, sowjetische Primaballerina (* 1925)
- 02. Mai: Ruth Rendell, britische Schriftstellerin (* 1930)
- 03. Mai: Ben Aronov, US-amerikanischer Jazzpianist (* 1932)
- 05. Mai: Juan Nova Ramírez, dominikanischer Sportreporter und Rundfunksprecher (* 1939)
- 09. Mai: Kenan Evren, türkischer Militär und Politiker (* 1917)
- 09. Mai: Odo Marquard, deutscher Philosoph (* 1928)
- 12. Mai: Peter Gay, US-amerikanischer Historiker und Autor (* 1923)
- 13. Mai: Gunter Berger, deutscher Schauspieler (* 1943)
- 14. Mai: Roy Etzel, deutscher Trompeter und Bandleader (* 1925)
- 14. Mai: B. B. King, US-amerikanischer Blues-Gitarrist und -Sänger (* 1925)
- 15. Mai: Willy Hagara, österreichischer Schlagersänger und Schauspieler (* 1927)
- 19. Mai: Jack Heywood Aspinwall, britischer Politiker (* 1933)
- 19. Mai: Gerald Götting, deutscher Politiker in der DDR (* 1923)
- 20. Mai: Manfred Müller, deutscher Bischof (* 1926)
- 23. Mai: Anne Meara, US-amerikanische Schauspielerin und Komikerin (* 1929)
- 23. Mai: John Forbes Nash, US-amerikanischer Mathematiker und Nobelpreisträger (* 1928)
- 24. Mai: Tanith Lee, britische Schriftstellerin (* 1947)
- 25. Mai: Mary Ellen Mark, US-amerikanische Fotografin (* 1940)
- 26. Mai: Vicente Aranda, spanischer Filmregisseur (* 1926)
- 27. Mai: Elisabeth Wiedemann, deutsche Schauspielerin (* 1926)
- 28. Mai: Hans Bender, deutscher Schriftsteller und Herausgeber (* 1919)
- 29. Mai: Doris Hart, US-amerikanische Tennisspielerin (* 1925)
- 29. Mai: Walter Mossmann, deutscher Liedermacher und Aktivist (* 1941)
- 29. Mai: Käthe Recheis, österreichische Schriftstellerin und Übersetzerin (* 1928)
- 30. Mai: Alfred Neven DuMont, deutscher Verleger (* 1927)

### Juni
- 01. Juni: Charles Kennedy, britischer Politiker (* 1959)
- 01. Juni: Jacques Parizeau, kanadischer Politiker (* 1930)
- 02. Juni: Fernando de Araújo, osttimoresischer Politiker (* 1963)
- 02. Juni: Irwin Rose, US-amerikanischer Biochemiker und Nobelpreisträger (* 1926)
- 03. Juni: Horst Brandstätter, deutscher Unternehmer (* 1933)
- 04. Juni: Edith Hancke, deutsche Schauspielerin (* 1928)
- 04. Juni: Arno Klönne, deutscher Soziologe, Politologe und Autor (* 1931)
- 04. Juni: Albert West, niederländischer Popsänger und Musikproduzent (* 1949)
- 04. Juni: Hermann Zapf, deutscher Typograf und Schriftdesigner (* 1918)
- 05. Juni: Tariq Aziz, irakischer Politiker (* 1936)
- 06. Juni: Pierre Brice, französischer Schauspieler (* 1929)
- 07. Juni: Roger Asmussen, deutscher Politiker (* 1936)
- 07. Juni: Christopher Lee, britischer Schauspieler und Sänger (* 1922)
- 09. Juni: James Last, deutscher Bandleader (* 1929)
- 10. Juni: Wolfgang Jeschke, deutscher Schriftsteller und Herausgeber (* 1936)
- 11. Juni: Ornette Coleman, US-amerikanischer Jazz-Musiker und Komponist (* 1930)
- 12. Juni: Peter Boerner, deutsch-amerikanischer Literaturwissenschaftler und Goetheforscher (* 1926)
- 14. Juni: Zito, brasilianischer Fußballspieler (* 1932)
- 15. Juni: Schanna Wladimirowna Friske, russische Schauspielerin und Sängerin (* 1974)
- 15. Juni: Kirk Kerkorian, US-amerikanischer Unternehmer (* 1917)
- 15. Juni: Harry Rowohlt, deutscher Schriftsteller und Übersetzer (* 1945)
- 17. Juni: Ron Clarke, australischer Leichtathlet (* 1937)
- 17. Juni: Süleyman Demirel, türkischer Politiker und Staatspräsident (* 1924)
- 19. Juni: Bernhard Jagoda, deutscher Bundesbeamter und Politiker (* 1940)
- 19. Juni: Richard Meier, deutscher Jurist (* 1928)
- 21. Juni: Alexander Schalck-Golodkowski, deutscher Politiker und DDR-Wirtschaftsfunktionär (* 1932)
- 21. Juni: Gunther Schuller, US-amerikanischer Musiker und Komponist (* 1925)
- 22. Juni: Laura Antonelli, italienische Schauspielerin (* 1941)
- 22. Juni: James Horner, US-amerikanischer Filmkomponist (* 1953)
- 22. Juni: Gabriele Wohmann, deutsche Schriftstellerin (* 1932)
- 23. Juni: Helmuth Lohner, österreichischer Schauspieler und Regisseur (* 1933)
- 23. Juni: Eduard Lohse, deutscher Bischof und Ratsvorsitzender (* 1924)
- 25. Juni: Patrick Macnee, britisch-US-amerikanischer Schauspieler (* 1922)
- 26. Juni: Jewgeni Primakow, russischer Politiker (* 1929)
- 27. Juni: Gerd Bacher, österreichischer Journalist und Intendant (* 1925)
- 28. Juni: Jack Carter, US-amerikanischer Schauspieler und Komiker (* 1922)
- 29. Juni: Josef Masopust, tschechoslowakischer Fußballspieler und -trainer (* 1931)

### Juli
- Anf. Juli: Utta Danella, deutsche Schriftstellerin (* 1920)
- 01. Juli: Nicholas Winton, britischer Retter jüdischer Kinder vor dem Holocaust (* 1909)
- 06. Juli: Jerry Weintraub, US-amerikanischer Filmproduzent (* 1937)
- 07. Juli: John Greenwood, US-amerikanischer Automobilrennfahrer (* 1945)
- 07. Juli: Sabine Zimmerebner, österreichische Höhlenforscherin (* 1970)
- 10. Juli: Roger Rees, britisch-US-amerikanischer Schauspieler (* 1944)
- 10. Juli: Omar Sharif, ägyptischer Schauspieler (* 1932)
- 11. Juli: Giacomo Biffi, italienischer Kardinal (* 1928)
- 11. Juli: Satoru Iwata, japanischer Manager (* 1959)
- 12. Juli: Sergei Nikolajewitsch Arzibaschew, russischer Theaterregisseur und Schauspieler (* 1951)
- 13. Juli: Philipp Mißfelder, deutscher Politiker (* 1979)
- 13. Juli: Martin Litchfield West, britischer klassischer Philologe (* 1937)
- 13. Juli: Gerhard Zwerenz, deutscher Schriftsteller (* 1925)
- 14. Juli: Wolf Gremm, deutscher Filmregisseur (* 1942)
- 16. Juli: Alcides Ghiggia, uruguayisch-italienischer Fußballspieler (* 1926)
- 17. Juli: Jules Bianchi, französischer Automobilrennfahrer (* 1989)
- 18. Juli: Alex Rocco, US-amerikanischer Schauspieler (* 1936)
- 19. Juli: Jörg Kaehler, deutscher Schauspieler und Regisseur (* 1930)
- 20. Juli: Sieghardt Rupp, österreichischer Schauspieler (* 1931)
- 21. Juli: Theodore Bikel, US-amerikanischer Sänger und Schauspieler (* 1924)
- 21. Juli: E. L. Doctorow, US-amerikanischer Schriftsteller (* 1931)
- 21. Juli: Gabrielle Traxler, österreichische Politikerin (* 1942)
- 25. Juli: Dieter Kühn, deutscher Schriftsteller (* 1935)
- 27. Juli: A. P. J. Abdul Kalam, indischer Politiker und Staatspräsident (* 1931)
- 30. Juli: Lynn Anderson, US-amerikanische Country-Sängerin (* 1947)
- 31. Juli: Roddy Piper, kanadischer Wrestler und Schauspieler (* 1954)

### August
- 02. August: Jacqueline Richard, kanadische Pianistin, Korrepetitorin und Dirigentin (* 1928)
- 03. August: Robert Conquest, britischer Historiker und Schriftsteller (* 1917)
- 04. August: Gerd Natschinski, deutscher Komponist und Dirigent (* 1928)
- 04. August: Siegfried Schnabl, deutscher Sexualwissenschaftler (* 1927)
- 07. August: Manuel Contreras, chilenischer General und Geheimdienstler (* 1929)
- 11. August: Harald Nielsen, dänischer Fußballspieler (* 1941)
- 12. August: Mundito Espinal, dominikanischer Journalist, Moderator und Komponist (* 1934)
- 12. August: Jaakko Hintikka, finnischer Philosoph (* 1929)
- 12. August: Reiner Pfeiffer, deutscher Journalist (* 1939)
- 15. August: Rafael Chirbes, spanischer Schriftsteller (* 1949)
- 15. August: Max Greger, deutscher Jazz-Musiker und Big-Band-Leader (* 1926)
- 16. August: Jacob Bekenstein, israelischer Physiker (* 1947)
- 17. August: Fynn Henkel, deutscher Schauspieler (* 1996)
- 17. August: Gerhard Mayer-Vorfelder, deutscher Politiker und Sportfunktionär (* 1933)
- 19. August: Egon Bahr, deutscher Politiker und Bundesminister (* 1922)
- 24. August: Justin Wilson, britischer Automobilrennfahrer (* 1978)
- 25. August: Peter Arens, schweizerischer Schauspieler und Theaterregisseur (* 1928)
- 26. August: Peter Kern, österreichischer Schauspieler und Regisseur (* 1949)
- 30. August: Wes Craven, US-amerikanischer Filmregisseur (* 1939)
- 30. August: Oliver Sacks, britischer Neurologe und Schriftsteller (* 1933)
- 31. August: Bernard Aubertin, französischer Künstler (* 1934)

### September
- 02. September: Dick Guldstrand, US-amerikanischer Unternehmer und Automobilrennfahrer (* 1927)
- 04. September: Rainer Kirsch, deutscher Schriftsteller und Dichter (* 1934)
- 04. September: Max Kruse, deutscher Schriftsteller und Kinderbuchautor (* 1921)
- 05. September: Setsuko Hara, japanische Schauspielerin (* 1920)
- 08. September: Habil Əliyev, aserbaidschanischer Kamantschespieler (* 1927)
- 08. September: Smokey Wilson, US-amerikanischer Bluesgitarrist (* 1936)
- 09. September: Kurt Diwok, deutscher Mediziner und Hochschullehrer (* 1933)
- 09. September: Christof Stählin, deutscher Kabarettist und Liedermacher (* 1942)
- 10. September: Adrian Frutiger, Schweizer Schriftgestalter (* 1928)
- 11. September: Rudolf Radke, deutscher Journalist und Publizist (* 1925)
- 13. September: Jean-Christophe Ammann, Schweizer Kunsthistoriker und Kurator (* 1939)
- 13. September: Moses Malone, US-amerikanischer Basketballspieler (* 1955)
- 17. September: Dettmar Cramer, deutscher Fußballtrainer (* 1925)
- 18. September: Thea Eymèsz, deutsche Filmeditorin (* 1936)
- 19. September: Georg Eder, österreichischer Erzbischof (* 1928)
- 20. September: Volker Kühn, deutscher Regisseur und Autor (* 1933)
- 22. September: Yogi Berra, US-amerikanischer Baseballspieler und -manager (* 1925)
- 23. September: Cecilia Martínez, venezolanische Schauspielerin, Rundfunksprecherin und Fernsehmoderatorin (* 1913)
- 24. September: Ellis Kaut, deutsche Kinderbuchautorin (* 1920)
- 27. September: John Guillermin, britischer Filmregisseur (* 1925)
- 27. September: Pietro Ingrao, italienischer Journalist und Politiker (* 1915)
- 29. September: Hellmuth Karasek, deutscher Journalist und Schriftsteller (* 1934)
- 29. September: Phil Woods, US-amerikanischer Jazzmusiker (* 1931)
- 30. September: Antje Huber, deutsche Politikerin und Bundesministerin (* 1924)

### Oktober
- 02. Oktober: Brian Friel, irischer Dramatiker (* 1929)
- 03. Oktober: Denis Healey, britischer Politiker (* 1917)
- 05. Oktober: Chantal Akerman, belgische Filmregisseurin (* 1950)
- 05. Oktober: Henning Mankell, schwedischer Schriftsteller und Theaterregisseur (* 1948)
- 06. Oktober: Árpád Göncz, ungarischer Schriftsteller, Politiker und Staatspräsident (* 1922)
- 06. Oktober: Horst Säcker, deutscher Jurist (* 1941)
- 08. Oktober: Robert Siegfried Dieter Athenstedt, deutscher Fechter und Fechttrainer (* 1922)
- 09. Oktober: Geoffrey Howe, britischer Politiker (* 1926)
- 09. Oktober: Andreas Mannkopff, deutscher Schauspieler (* 1939)
- 10. Oktober: Hilla Becher, deutsche Fotografin (* 1934)
- 10. Oktober: Richard F. Heck, US-amerikanischer Chemiker und Nobelpreisträger (* 1931)
- 10. Oktober: Hannelore Neeb, deutsche Malerin und Bildhauerin (* 1940)
- 12. Oktober: Joan Leslie, US-amerikanische Schauspielerin (* 1925)
- 14. Oktober: Mathieu Kérékou, beninischer Politiker und Staatspräsident (* 1933)
- 17. Oktober: Howard Kendall, britischer Fußballspieler und -trainer (* 1946)
- 19. Oktober: Paul Herrmann, deutscher Politiker (* 1913)
- 20. Oktober: Arno Gruen, deutsch-schweizerischer Psychoanalytiker und Schriftsteller (* 1923)
- 24. Oktober: Maureen O’Hara, irisch-amerikanische Schauspielerin (* 1920)
- 24. Oktober: Arndt Schmehl, deutscher Rechtswissenschaftler (* 1970)
- 26. Oktober: Leo Kadanoff, US-amerikanischer Physiker (* 1937)
- 27. Oktober: Ralph Richeson, US-amerikanischer Maler und Schauspieler (* 1952)
- 31. Oktober: Hans Teuscher, deutscher Schauspieler (* 1937)

### November
- 01. November: Günter Schabowski, deutscher Politiker (* 1929)
- 01. November: Fred Thompson, US-amerikanischer Politiker und Schauspieler (* 1942)
- 03. November: Ahmad al-Dschalabi, irakischer Politiker (* 1944)
- 04. November: René Girard, französischer Kulturanthropologe und Philosoph (* 1923)
- 05. November: Czesław Kiszczak, polnischer Politiker und Militär (* 1925)
- 05. November: Hans Mommsen, deutscher Historiker (* 1930)
- 06. November: Max Asam, deutscher General (* 1936)
- 06. November: Jitzchak Nawon, israelischer Politiker und Staatspräsident (* 1921)
- 09. November: Ernst Fuchs, österreichischer Maler (* 1930)
- 09. November: Allen Toussaint, US-amerikanischer Musiker und Produzent (* 1938)
- 10. November: Gene Amdahl, US-amerikanischer Informatiker und Unternehmer (* 1922)
- 10. November: André Glucksmann, französischer Philosoph (* 1937)
- 10. November: Klaus Friedrich Roth, britischer Mathematiker (* 1925)
- 10. November: Helmut Schmidt, deutscher Politiker und Bundeskanzler (* 1918)
- 11. November: Phil Taylor, britischer Schlagzeuger (* 1954)
- 18. November: Jonah Lomu, neuseeländischer Rugby-Union-Spieler (* 1975)
- 18. November: Rudolf von Thadden, deutscher Historiker (* 1932)
- 19. November: Mal Whitfield, US-amerikanischer Leichtathlet (* 1924)
- 22. November: Kim Young-sam, südkoreanischer Politiker und Staatspräsident (* 1927)
- 23. November: Douglass North, US-amerikanischer Ökonom und Nobelpreisträger (* 1920)
- 23. November: Willie Royster, US-amerikanischer Baseballspieler (* 1954)
- 24. November: Heinz Oberhummer, österreichischer Physiker und Moderator (* 1941)
- 26. November: Norbert Gastell, deutscher Schauspieler und Synchronsprecher (* 1929)
- 27. November: Barbro Hiort af Ornäs, schwedische Schauspielerin (* 1921)
- 28. November: Luc Bondy, Schweizer Regisseur und Intendant (* 1948)
- 30. November: Fatima Mernissi, marokkanische Soziologin und Autorin (* 1940)
- 30. November: Eldar Rjasanow, sowjetisch-russischer Filmregisseur (* 1927)

### Dezember
- 02. Dezember: Gabriele Ferzetti, italienischer Schauspieler (* 1925)
- 03. Dezember: Willi Vordenbäumen, deutscher Fußballspieler (* 1928)
- 04. Dezember: Robert Loggia, US-amerikanischer Schauspieler (* 1930)
- 06. Dezember: Ini Assmann, deutsche Schauspielerin (* 1945)
- 06. Dezember: Franzl Lang, deutscher Sänger und Musiker (* 1930)
- 09. Dezember: Carlo Furno, italienischer Kardinal (* 1921)
- 09. Dezember: Soshana, österreichische Malerin (* 1927)
- 10. Dezember: Dolph Schayes, US-amerikanischer Basketballspieler und -trainer (* 1928)
- 11. Dezember: Gaston Salvatore, deutschsprachiger Schriftsteller und Dramatiker (* 1941)
- 12. Dezember: Kenneth Johnson, britischer Langstrecken-, Cross- und Hindernisläufer (* 1928)
- 12. Dezember: Rolando Valdés, kubanischer Bandleader (* 1923)
- 13. Dezember: Benedict Anderson, US-amerikanischer Politologe (* 1936)
- 15. Dezember: Stella Doufexis, deutsche Opernsängerin (* 1968)
- 15. Dezember: Licio Gelli, italienischer Verschwörer (* 1919)
- 15. Dezember: Florentino P. Feliciano, philippinischer Richter am Obersten Gerichtshof der Philippinen und Mitglied des Appellate Body der WTO (* 1928)
- 19. Dezember: Kurt Masur, deutscher Dirigent (* 1927)
- 22. Dezember: Rolf Bossi, deutscher Strafverteidiger (* 1923)
- 22. Dezember: Freda Meissner-Blau, österreichische Politikerin (* 1927)
- 23. Dezember: Alfred Goodman Gilman, US-amerikanischer Pharmakologe und Nobelpreisträger (* 1941)
- 25. Dezember: Robert L. Spitzer, US-amerikanischer Psychiater (* 1932)
- 27. Dezember: Stein Eriksen, norwegischer Skirennläufer (* 1927)
- 27. Dezember: Ellsworth Kelly, US-amerikanischer Maler und Bildhauer (* 1923)
- 27. Dezember: Haskell Wexler, US-amerikanischer Kameramann (* 1922)
- 28. Dezember: Gottfried Arnold, deutscher Jurist und Politiker (* 1933)
- 28. Dezember: Guru Josh, britischer Musiker (* 1964)
- 28. Dezember: Lemmy Kilmister, britischer Rockmusiker (* 1945)
- 28. Dezember: Ian Murdock, US-amerikanischer Informatiker (* 1973)
- 30. Dezember: Douglas Leon Atkins, US-amerikanischer American-Football-Spieler (* 1930)
- 31. Dezember: Natalie Cole, US-amerikanische Sängerin und Songwriterin (* 1950)
- 31. Dezember: Wayne Rogers, US-amerikanischer Schauspieler und Unternehmer (* 1933)
- 31. Dezember: Richard Sapper, deutscher Industriedesigner (* 1932)
- Dezember: Steve Gohouri, ivorisch-französischer Fußballspieler (* 1981)

### Galerie der Verstorbenen

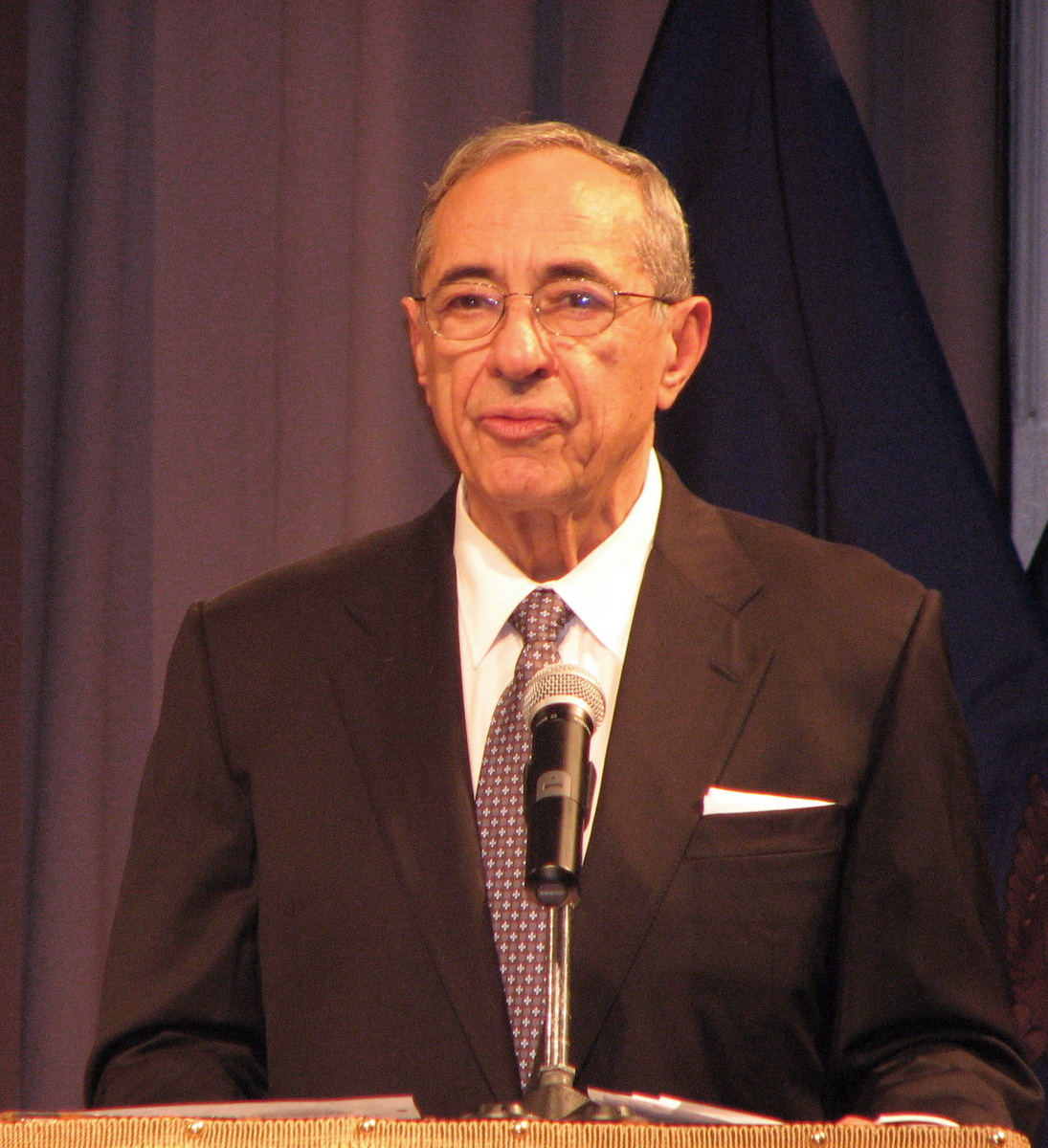
1. Januar: Mario Cuomo (2007)
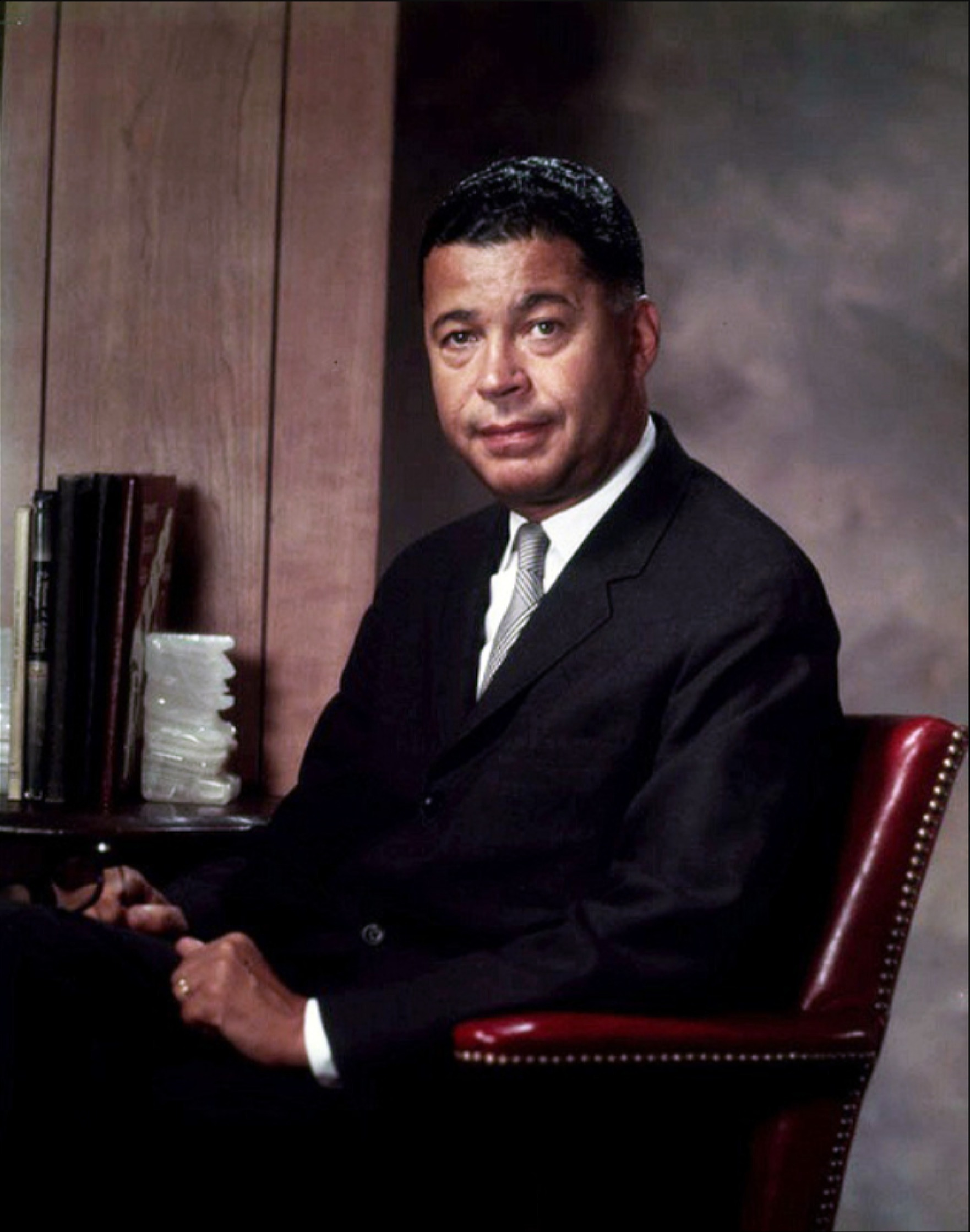
3. Januar: Edward Brooke (unbekannt)
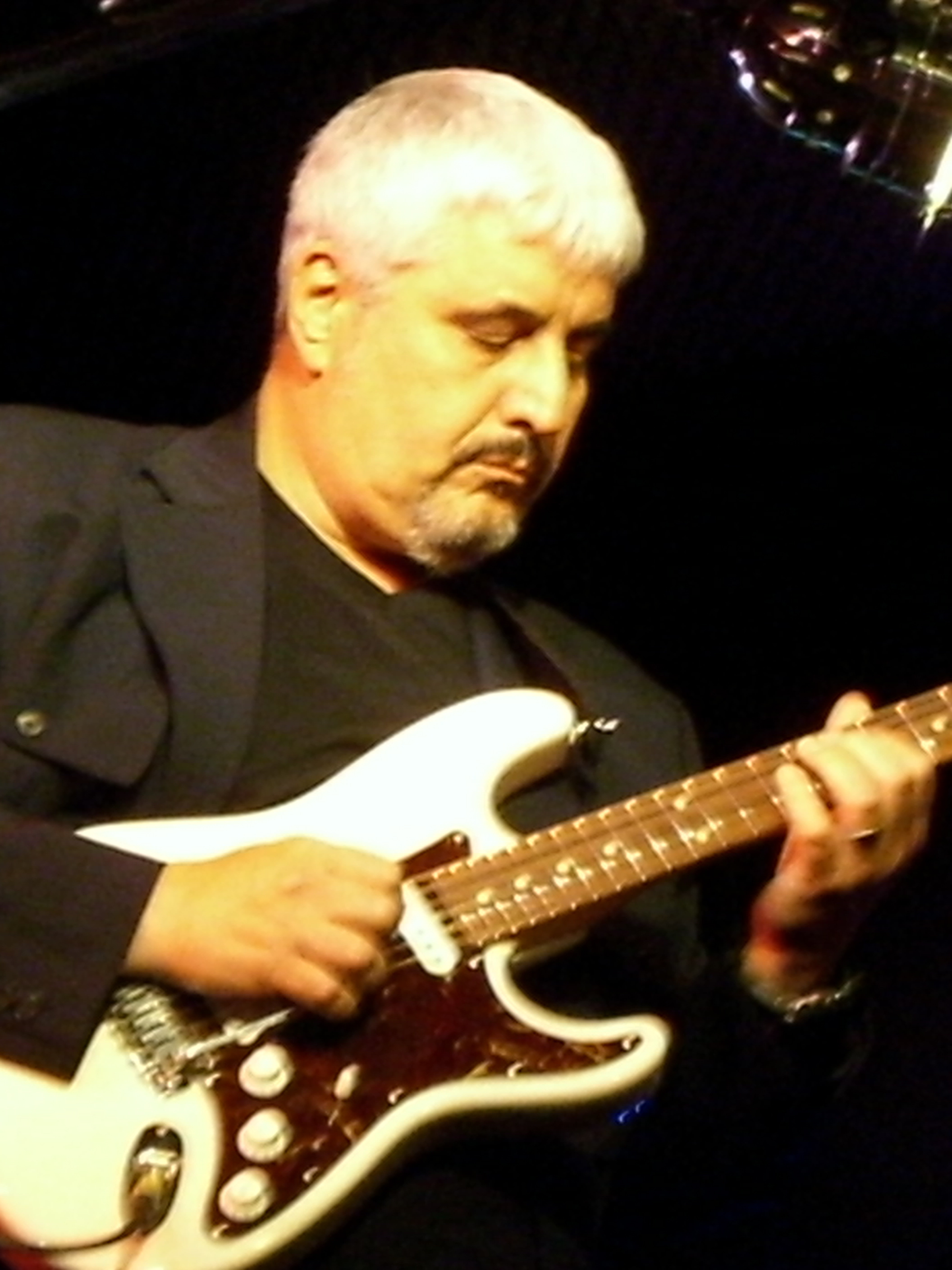
4. Januar: Pino Daniele (2008)
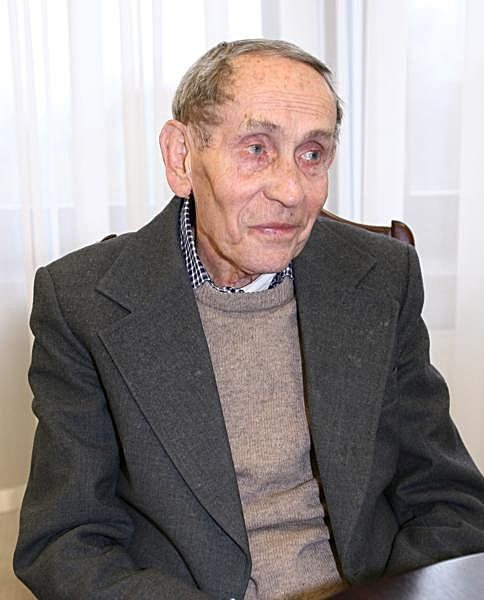
7. Januar: Tadeusz Konwicki (2008)
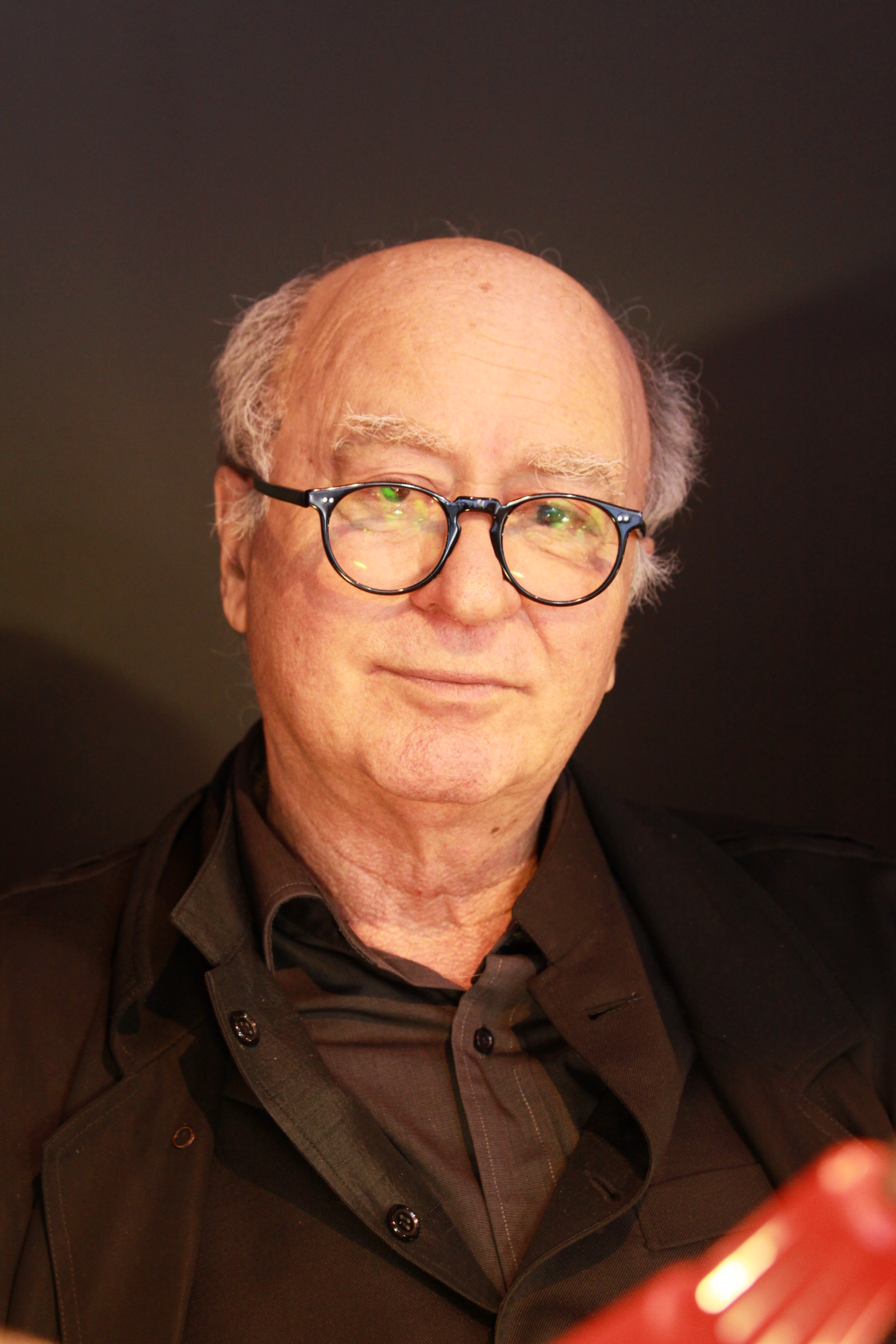
7. Januar: Georges Wolinski (2011)
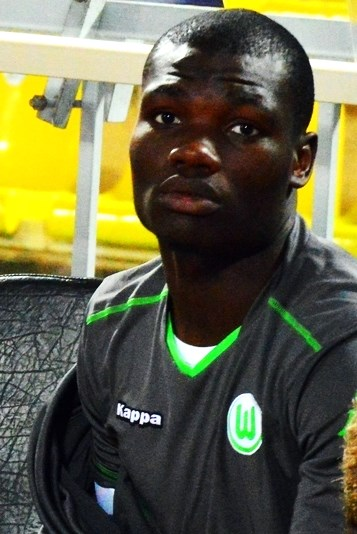
10. Januar: Junior Malanda (2014)
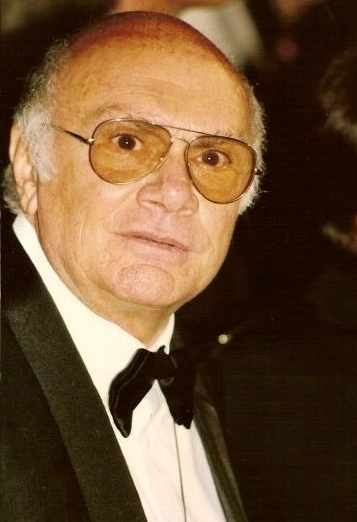
10. Januar: Francesco Rosi (1991)
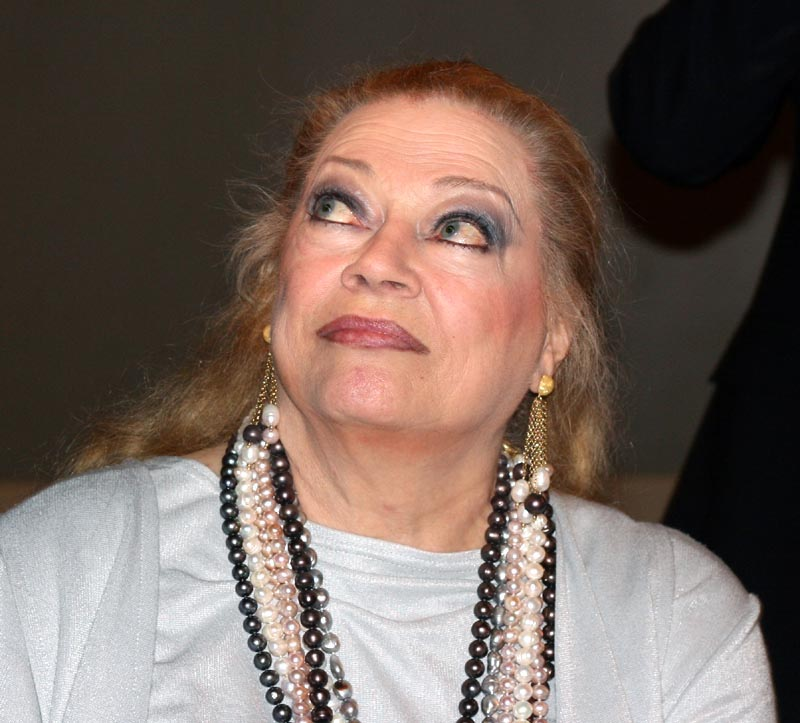
11. Januar: Anita Ekberg (2007)
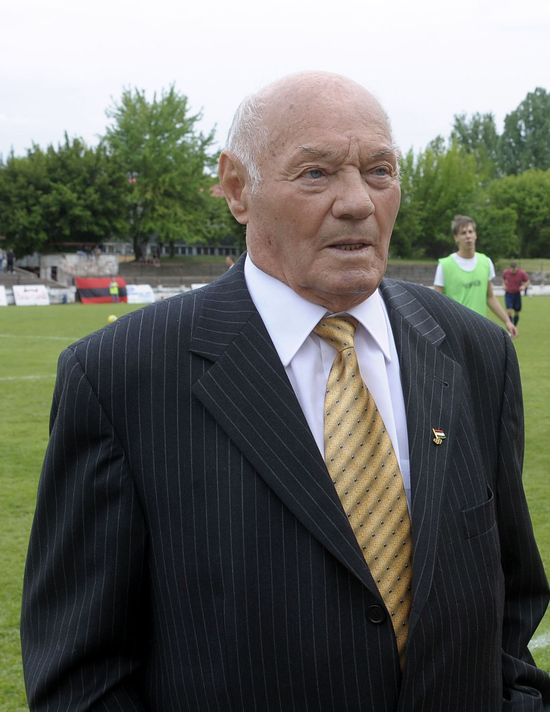
11. Januar: Jenő Buzánszky (2010)
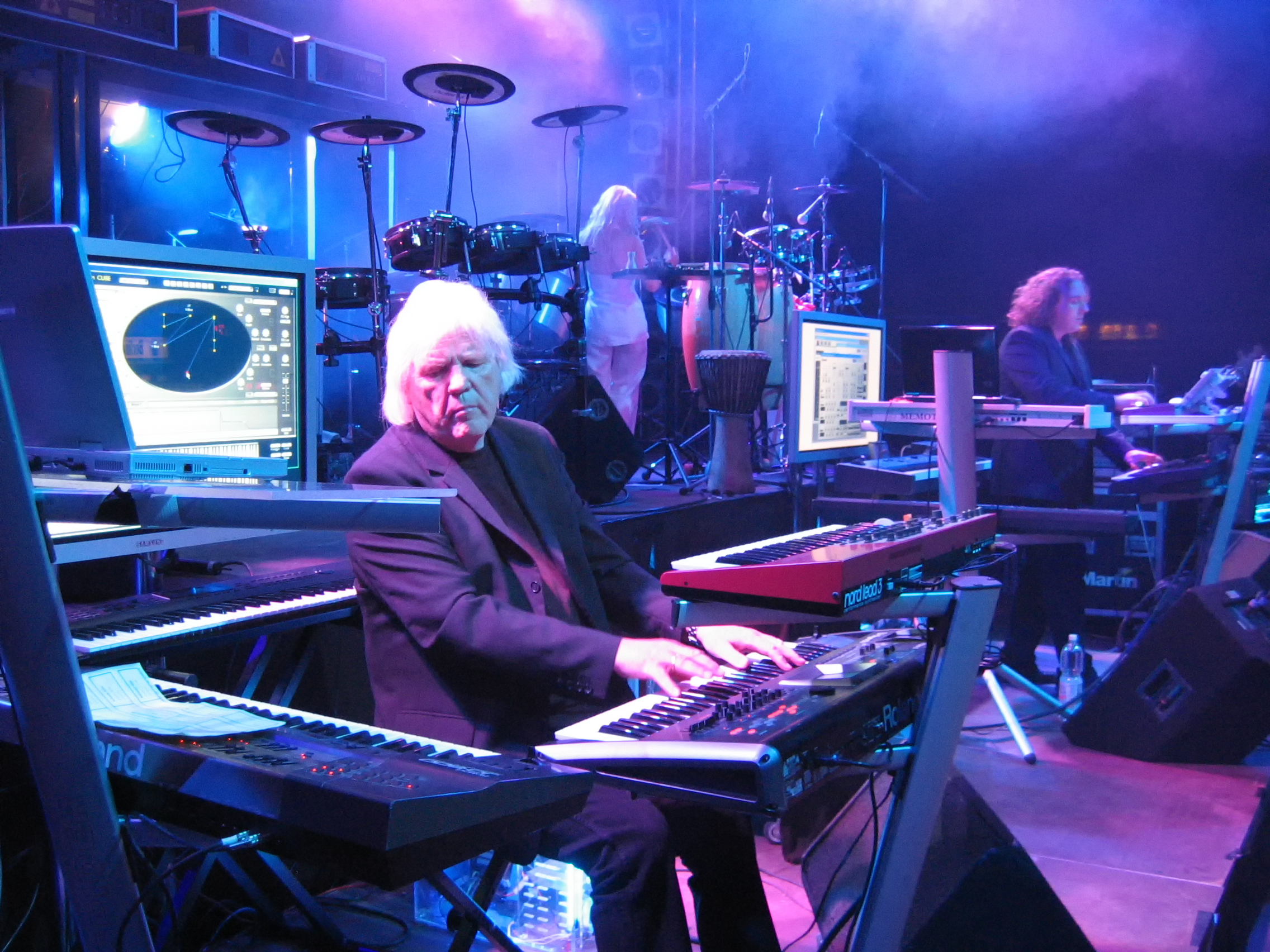
20. Januar: Edgar Froese (2007)
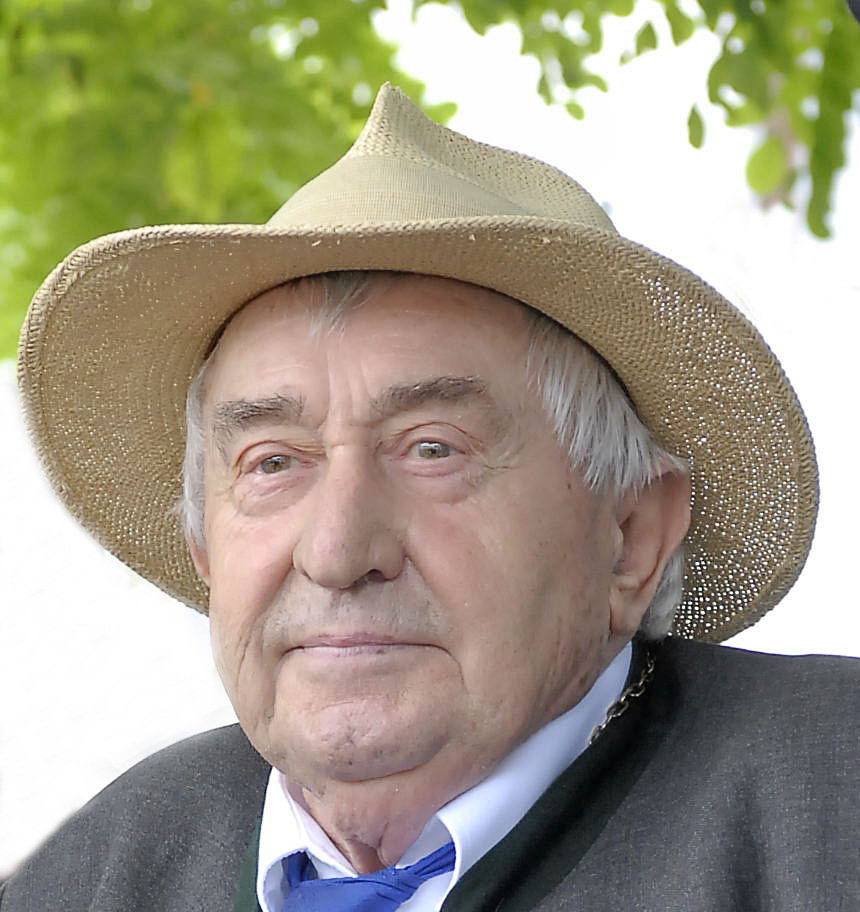
20. Januar: Georg Lohmeier (2007)
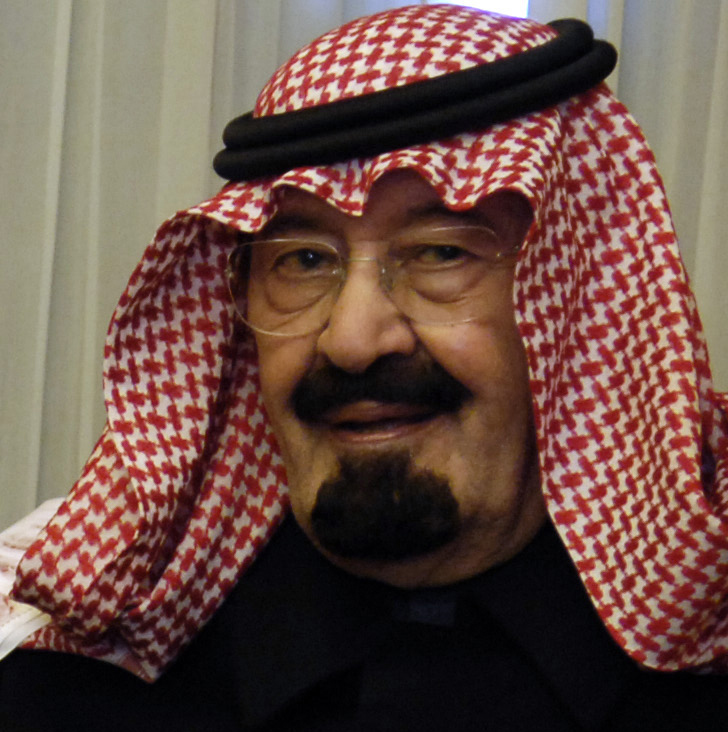
23. Januar: Abdullah ibn Abd al-Aziz (2007)
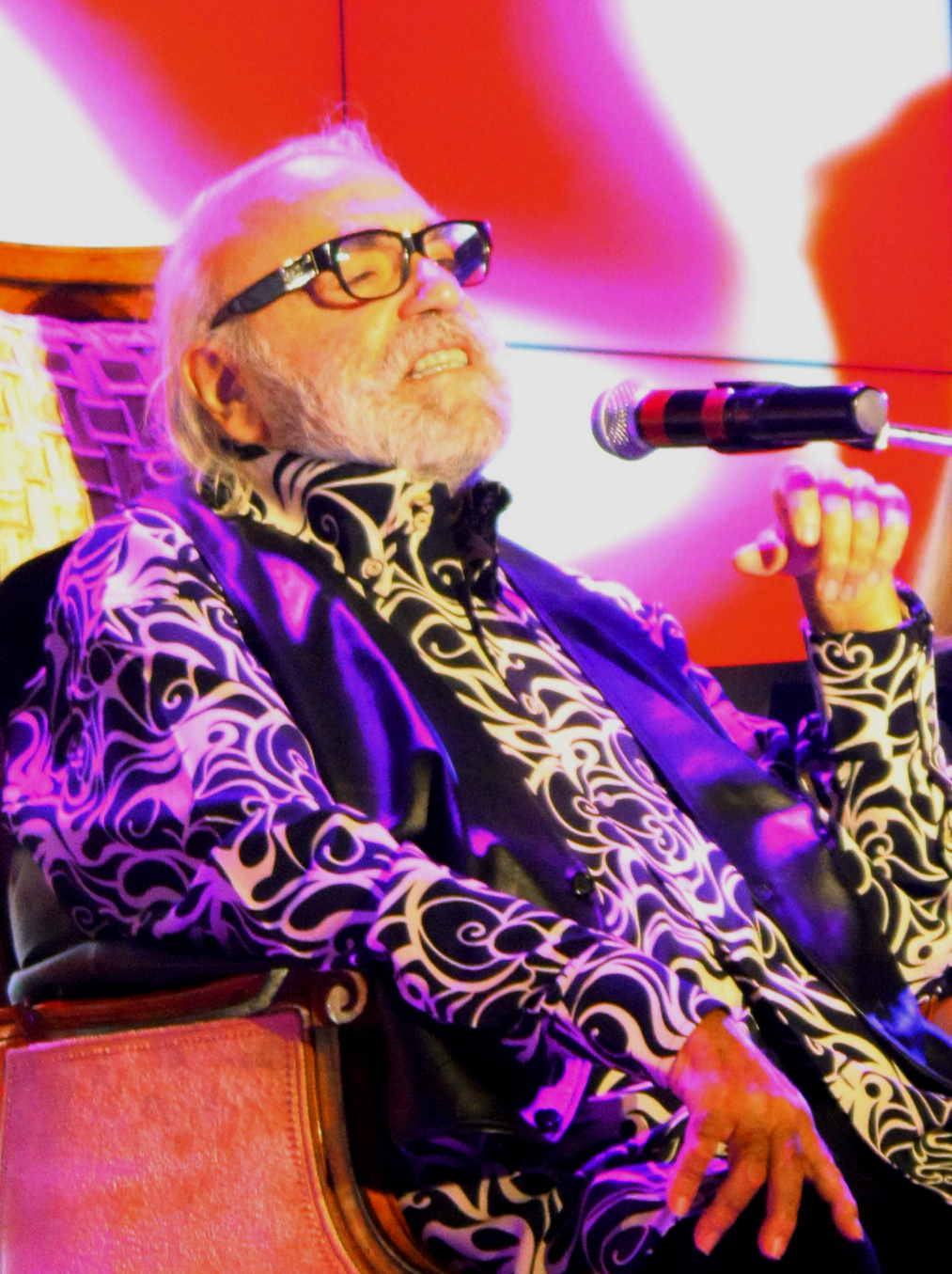
25. Januar: Demis Roussos (2013)
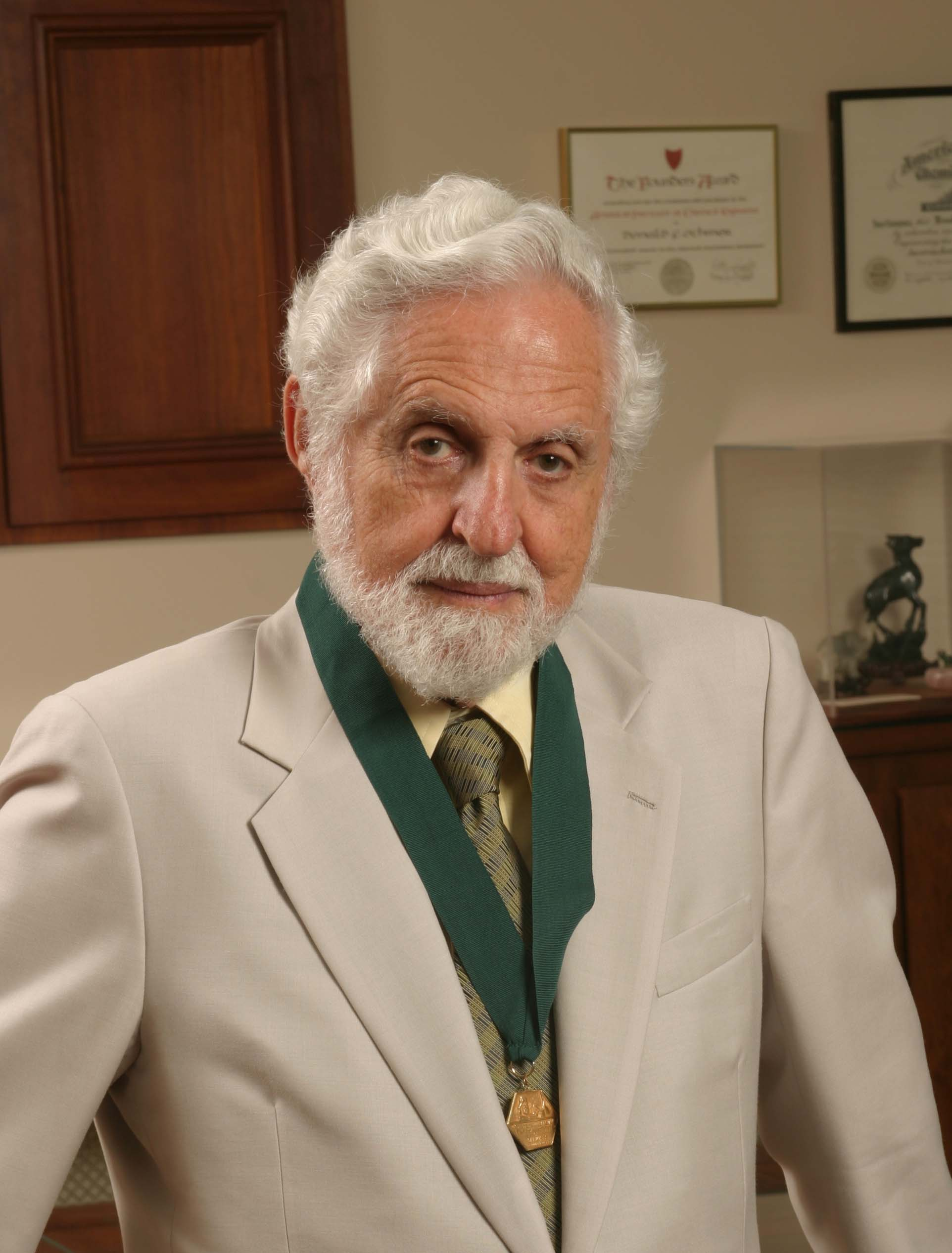
30. Januar: Carl Djerassi (2004)
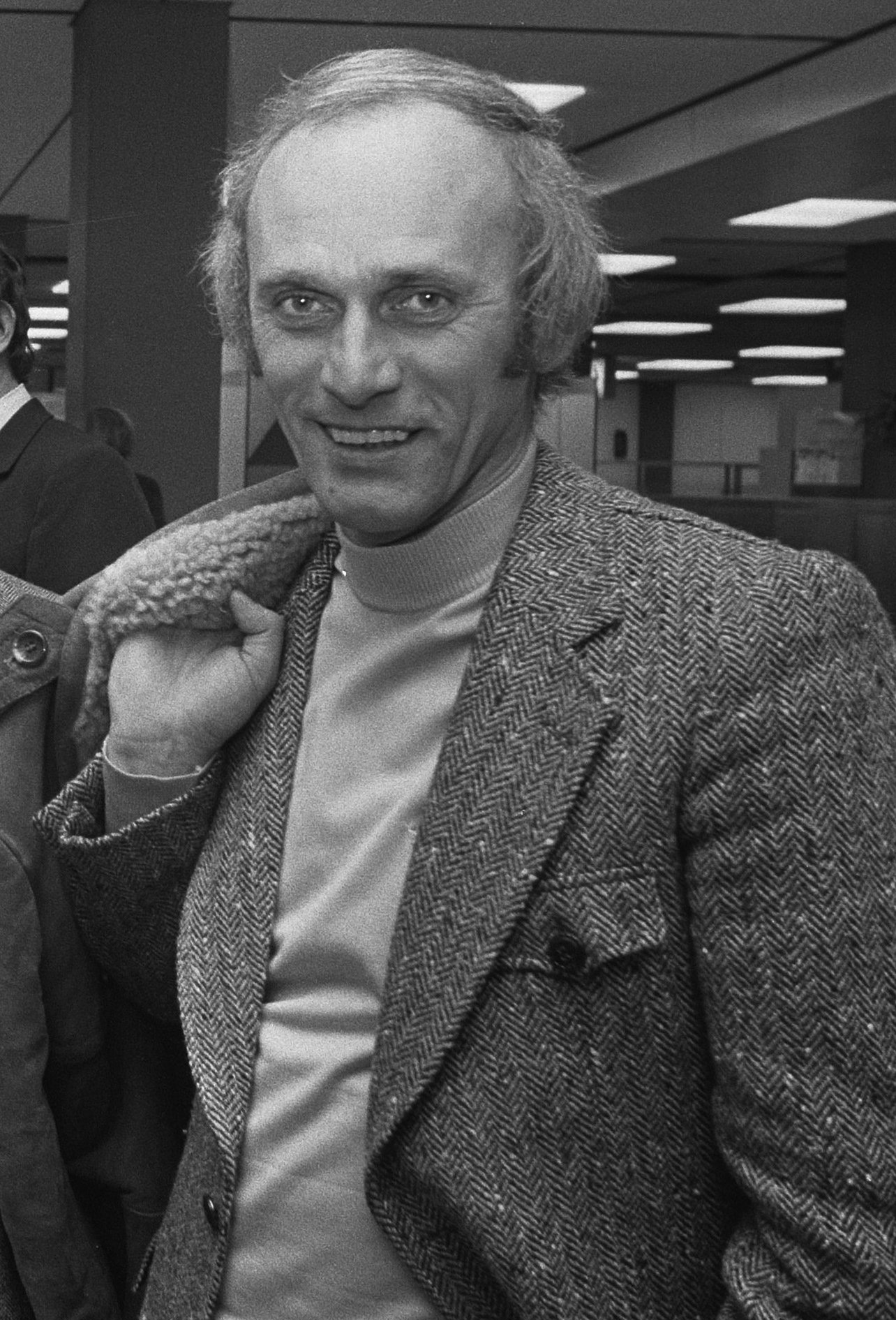
31. Januar: Udo Lattek (1973)
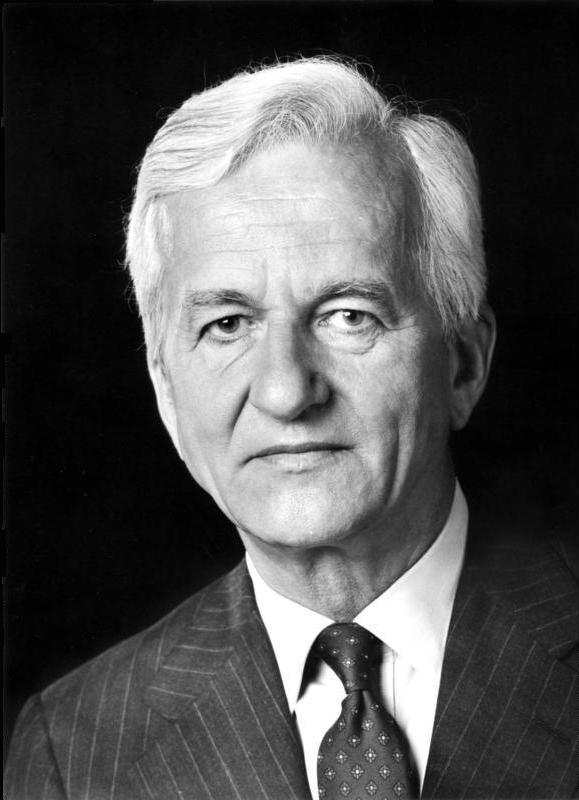
31. Januar: Richard von Weizsäcker (1984)
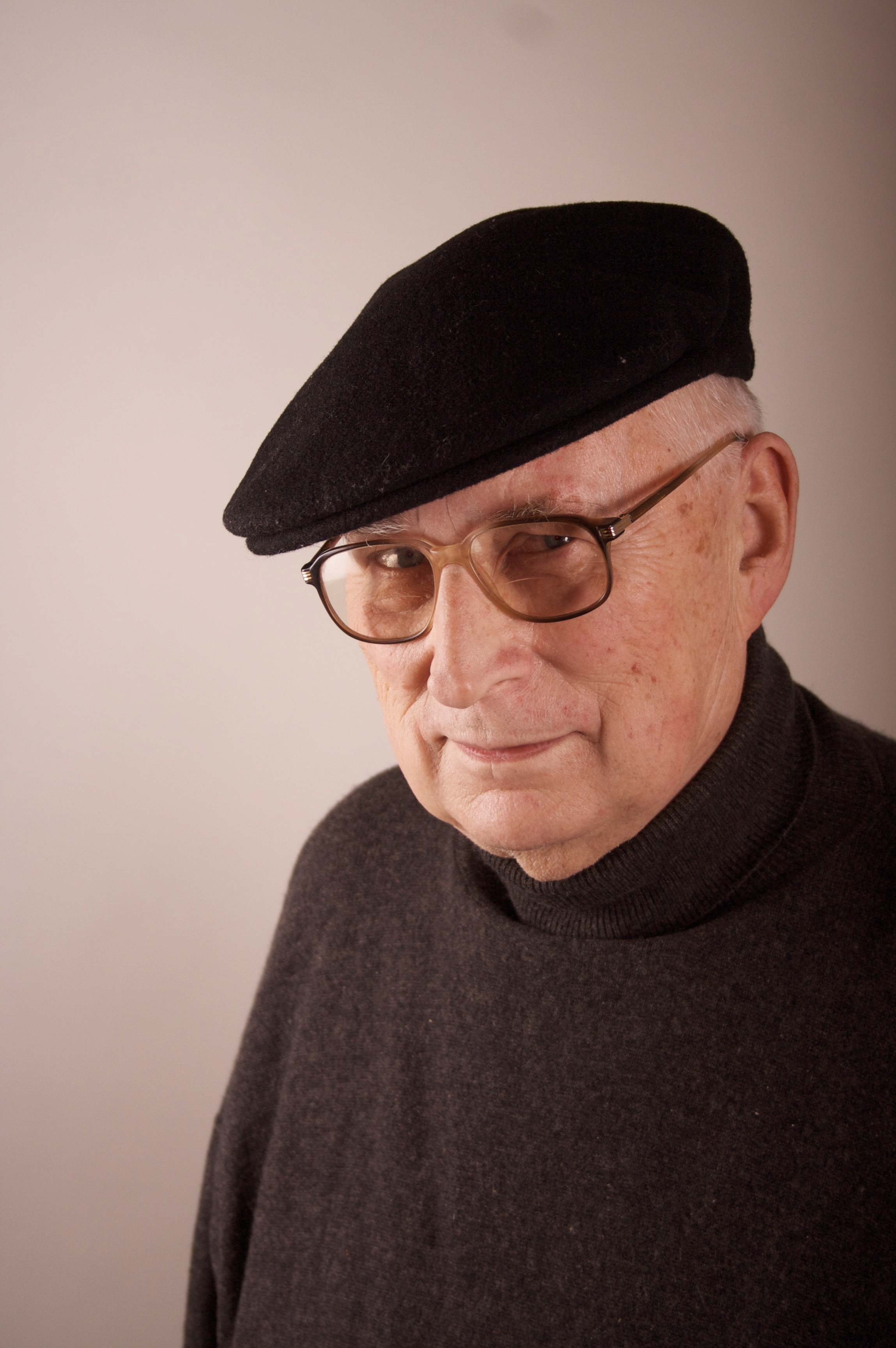
6. Februar: Peter Abraham (2009)
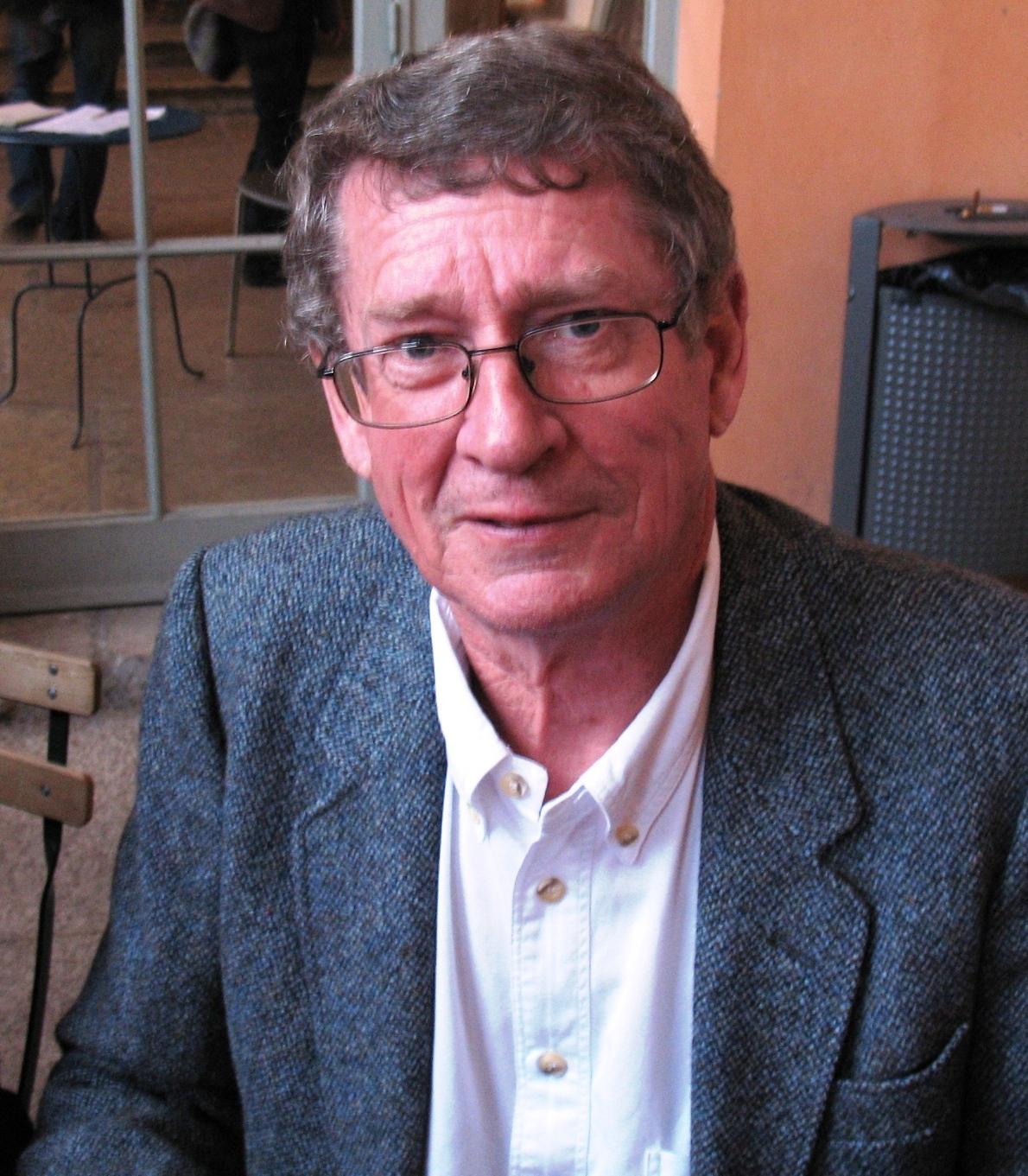
6. Februar: André Brink (2007)
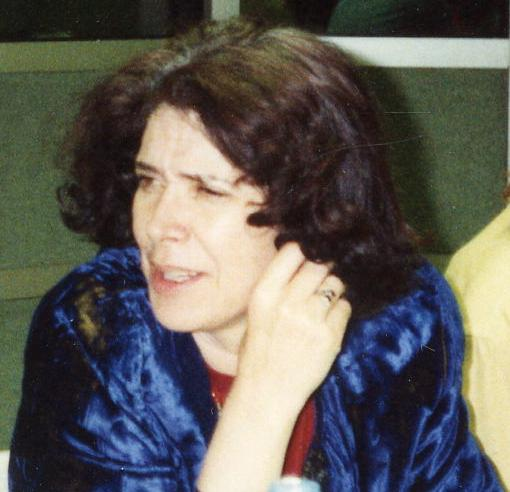
6. Februar: Assia Djebar (1992)
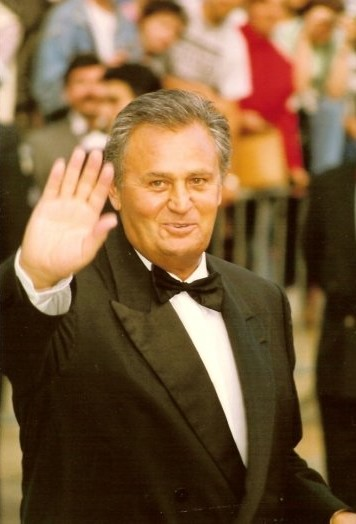
11. Februar: Roger Hanin (1992)
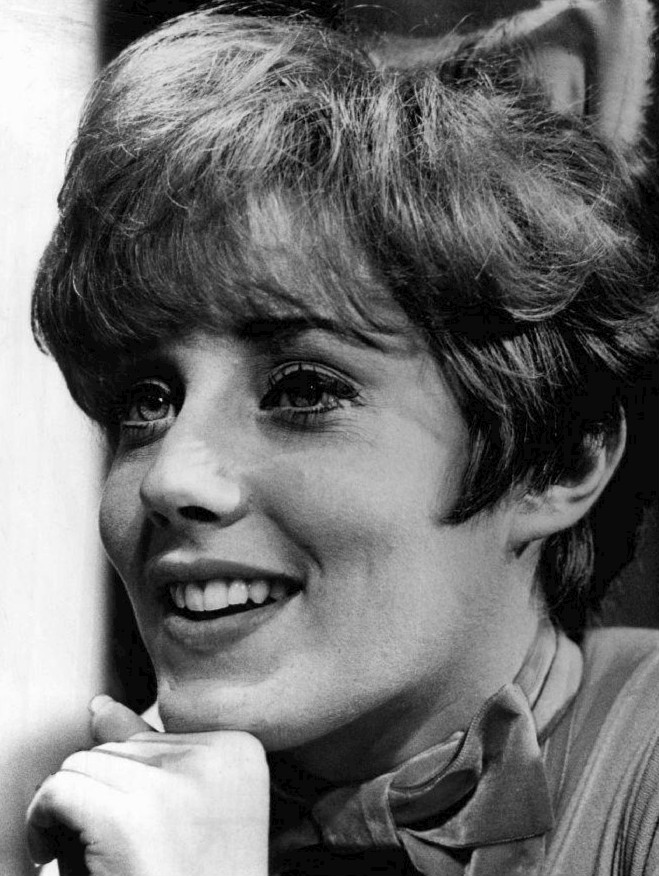
16. Februar: Lesley Gore (1967)
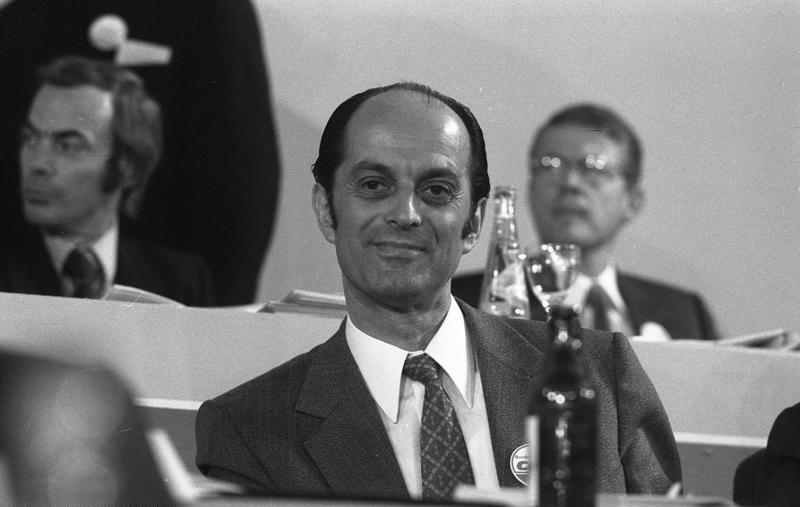
16. Februar: Heinrich Windelen (1972)
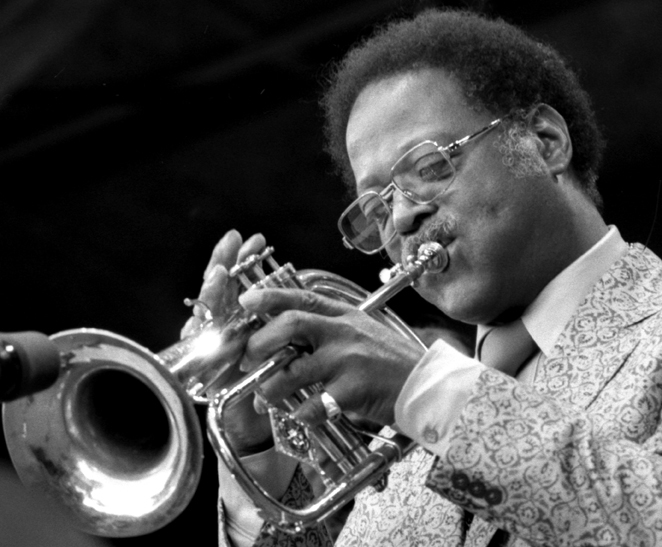
21. Februar: Clark Terry (1981)
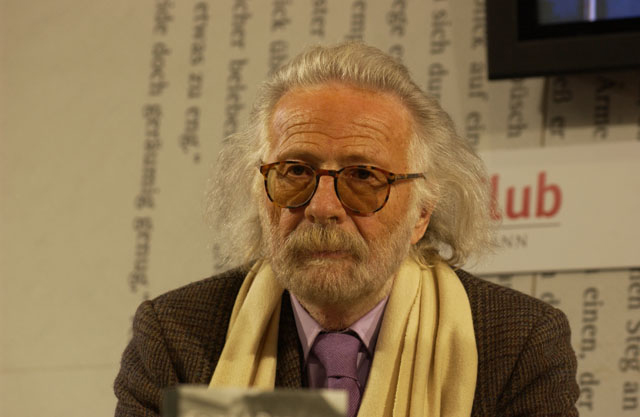
26. Februar: Fritz J. Raddatz (2003)
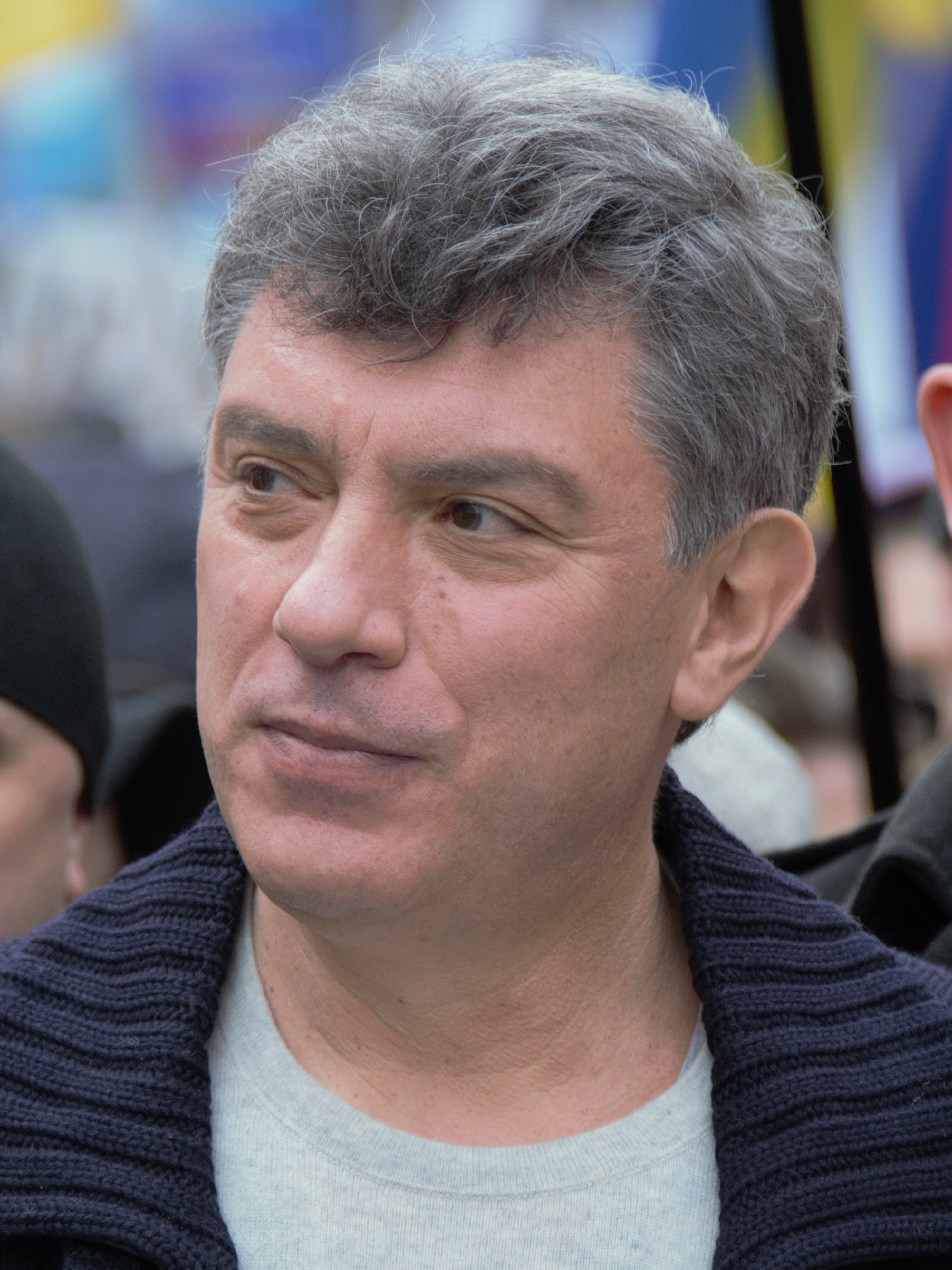
27. Februar: Boris Nemzow (2013)
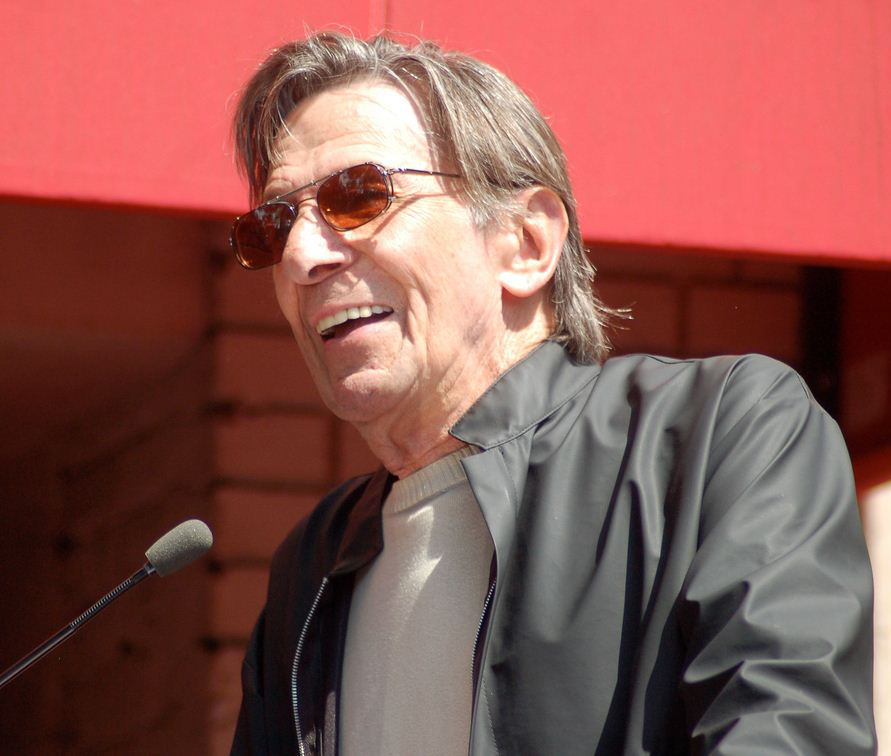
27. Februar: Leonard Nimoy (2012)
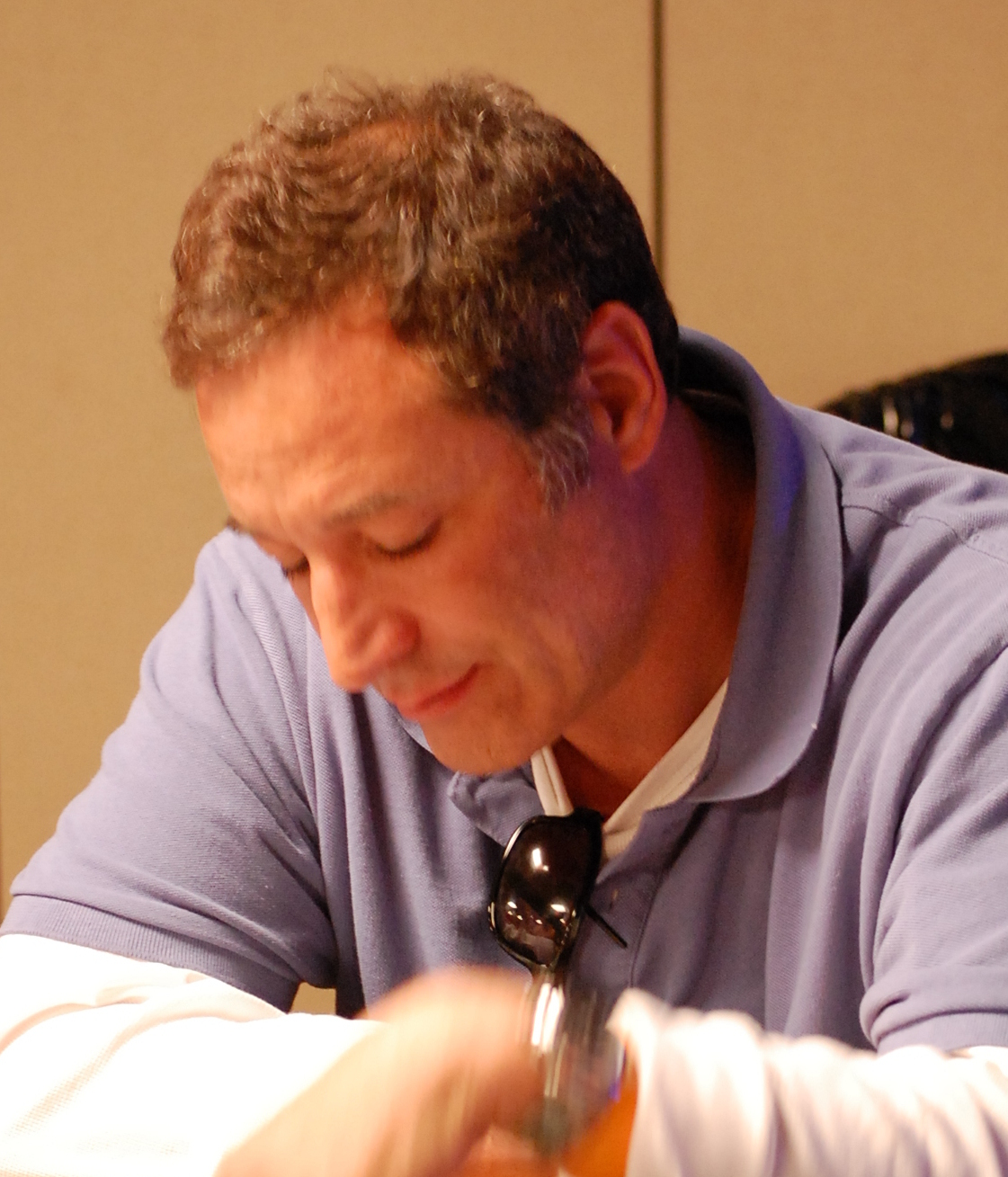
8. März: Sam Simon (2008)
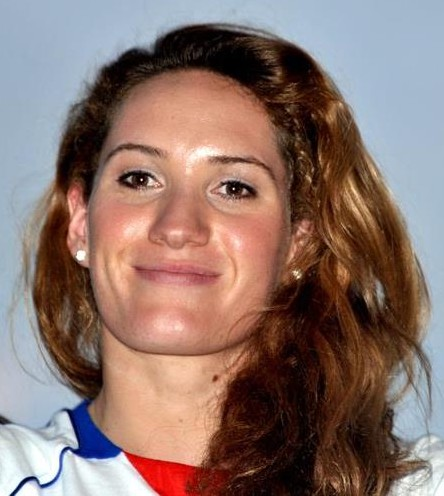
9. März: Camille Muffat (2012)
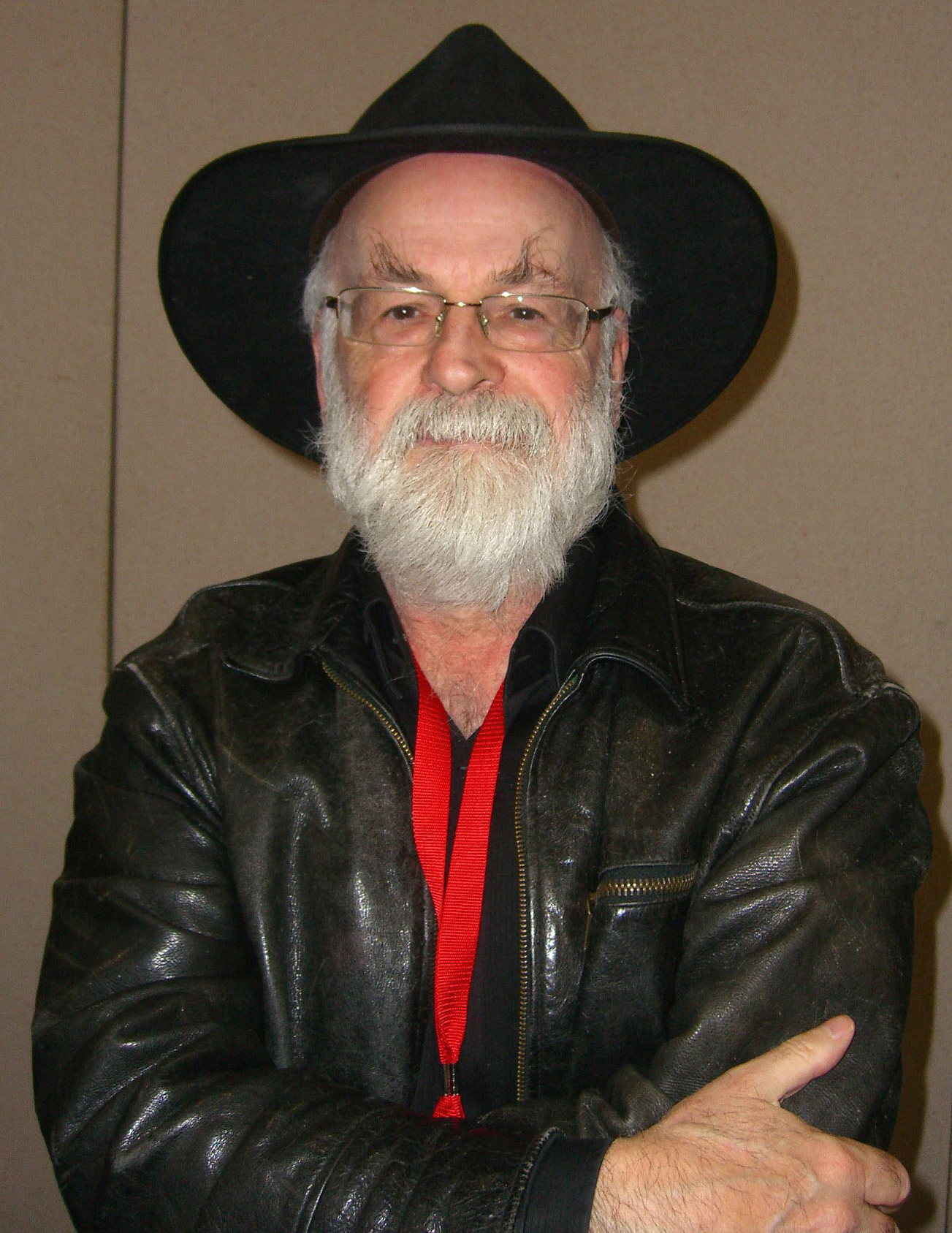
12. März: Terry Pratchett (2012)
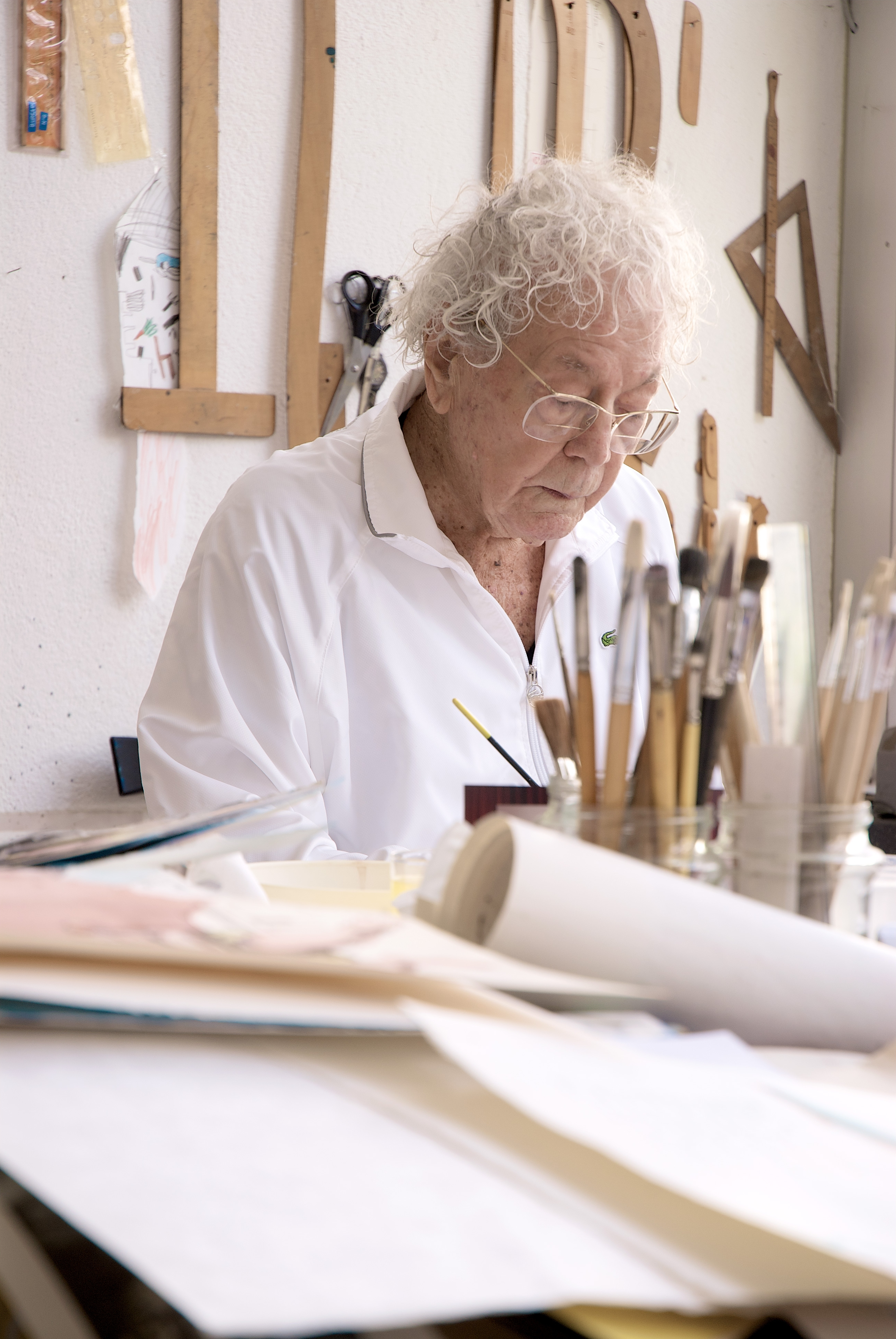
21. März: Hans Erni (2010)
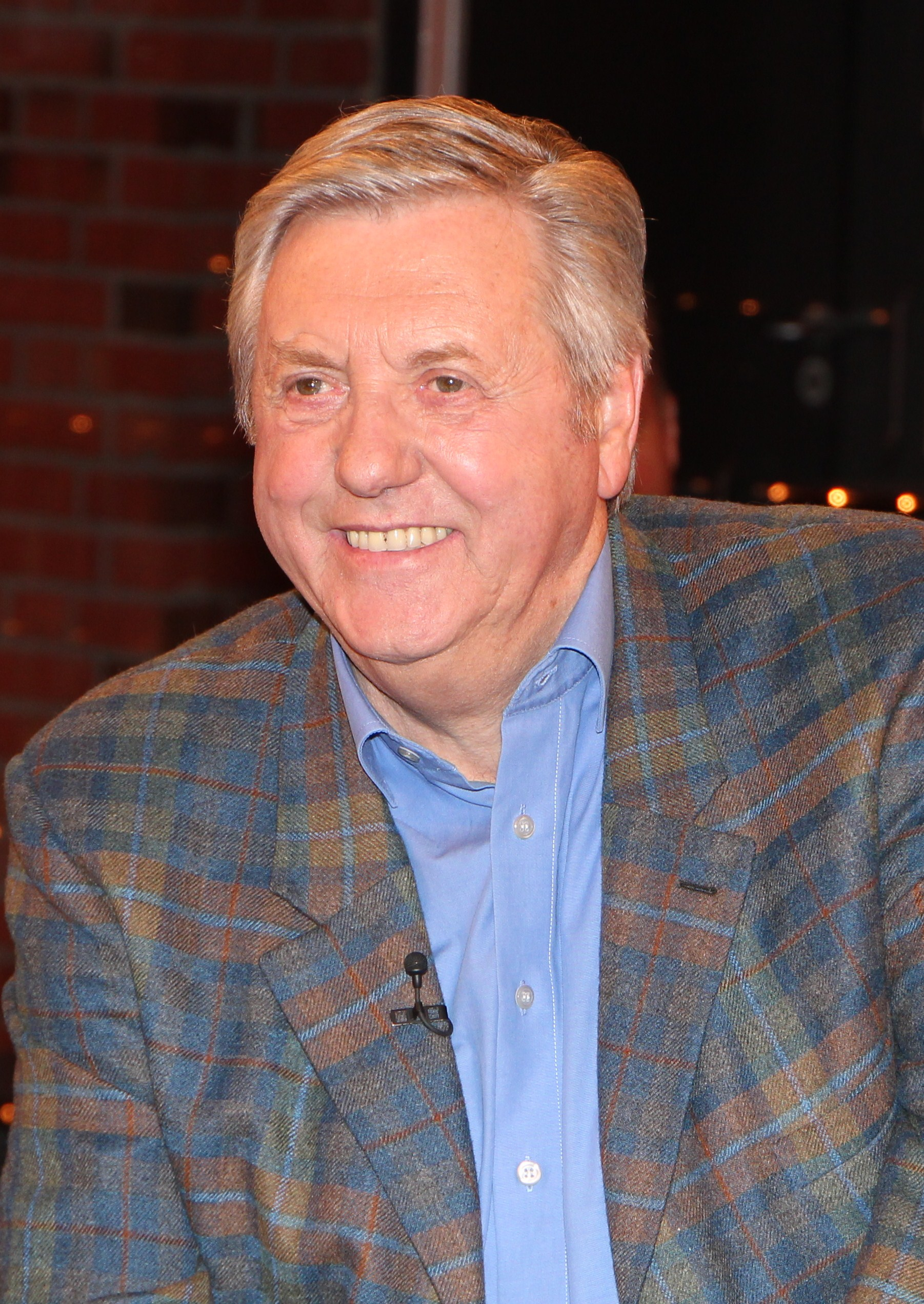
26. März: Karl Moik (2011)
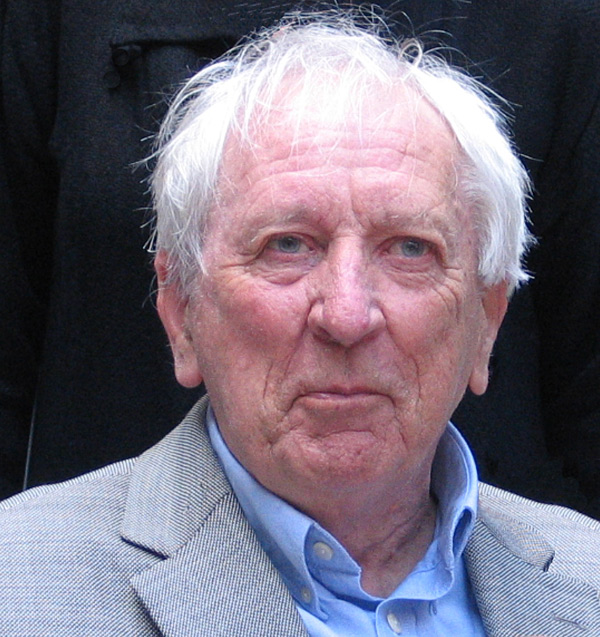
26. März: Tomas Tranströmer (2008)
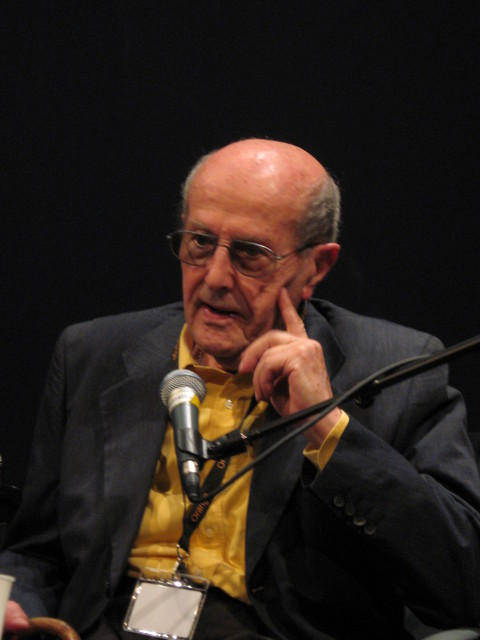
2. April: Manoel de Oliveira (2008)
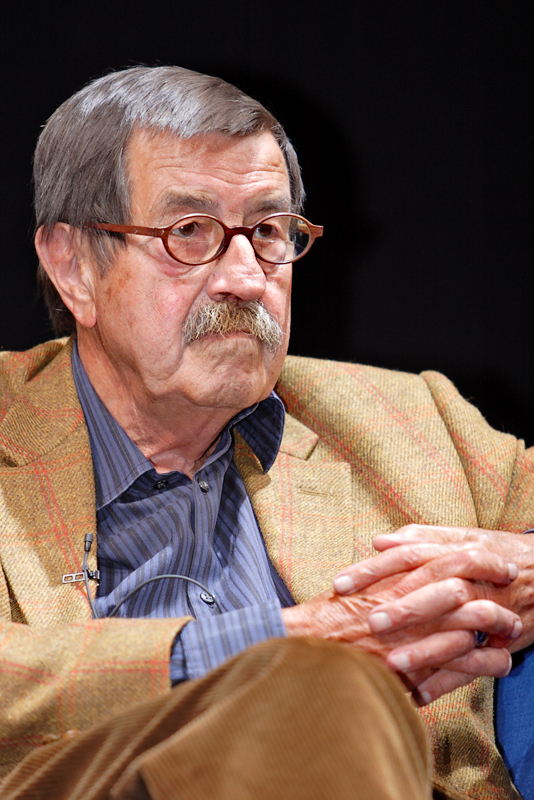
13. April: Günter Grass (2006)
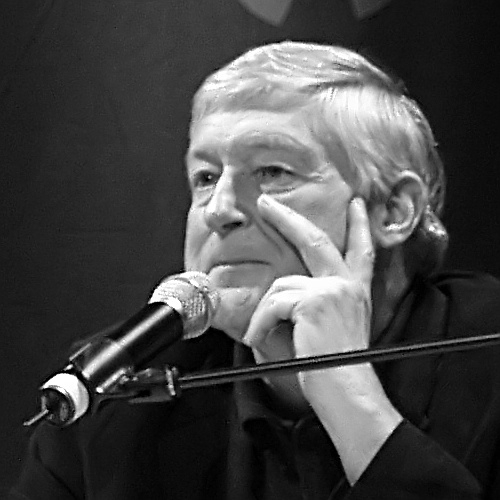
14. April: Klaus Bednarz (2007)
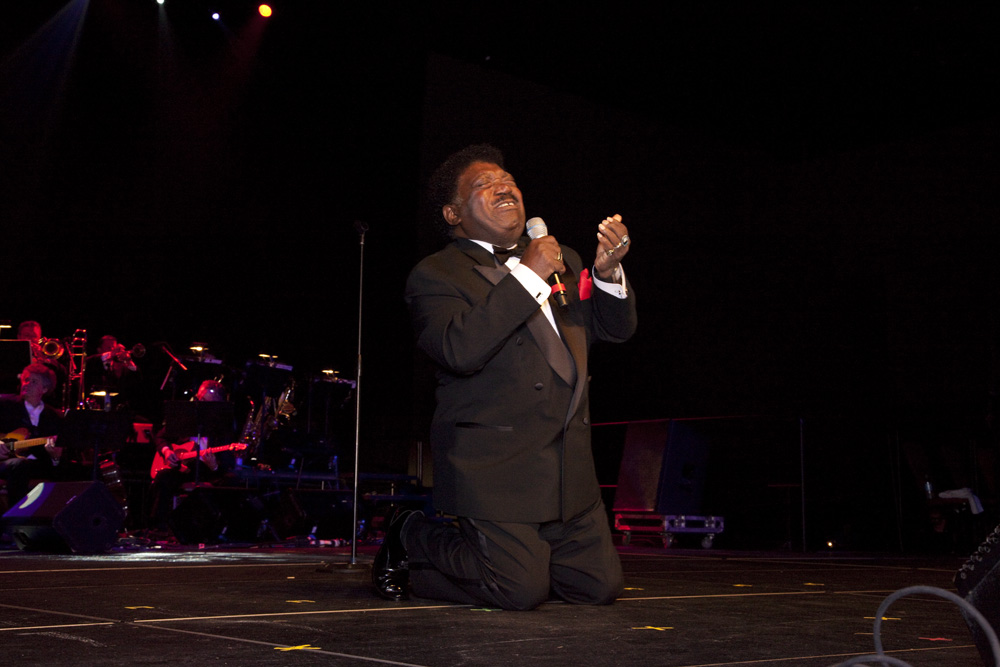
14. April: Percy Sledge (2010)
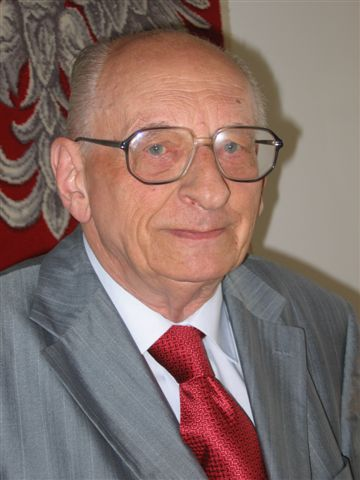
24. April: Władysław Bartoszewski (2006)
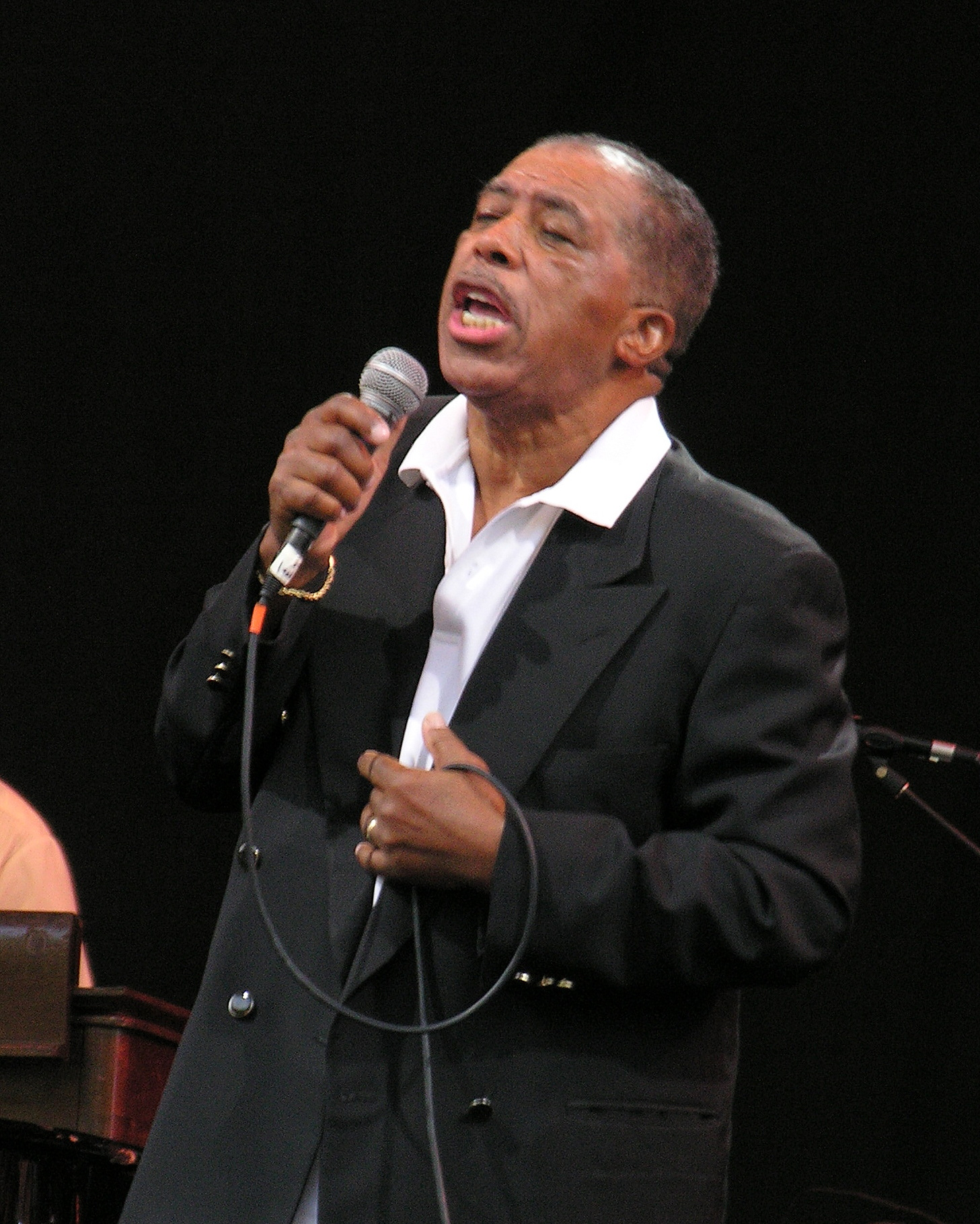
30. April: Ben E. King (2007)
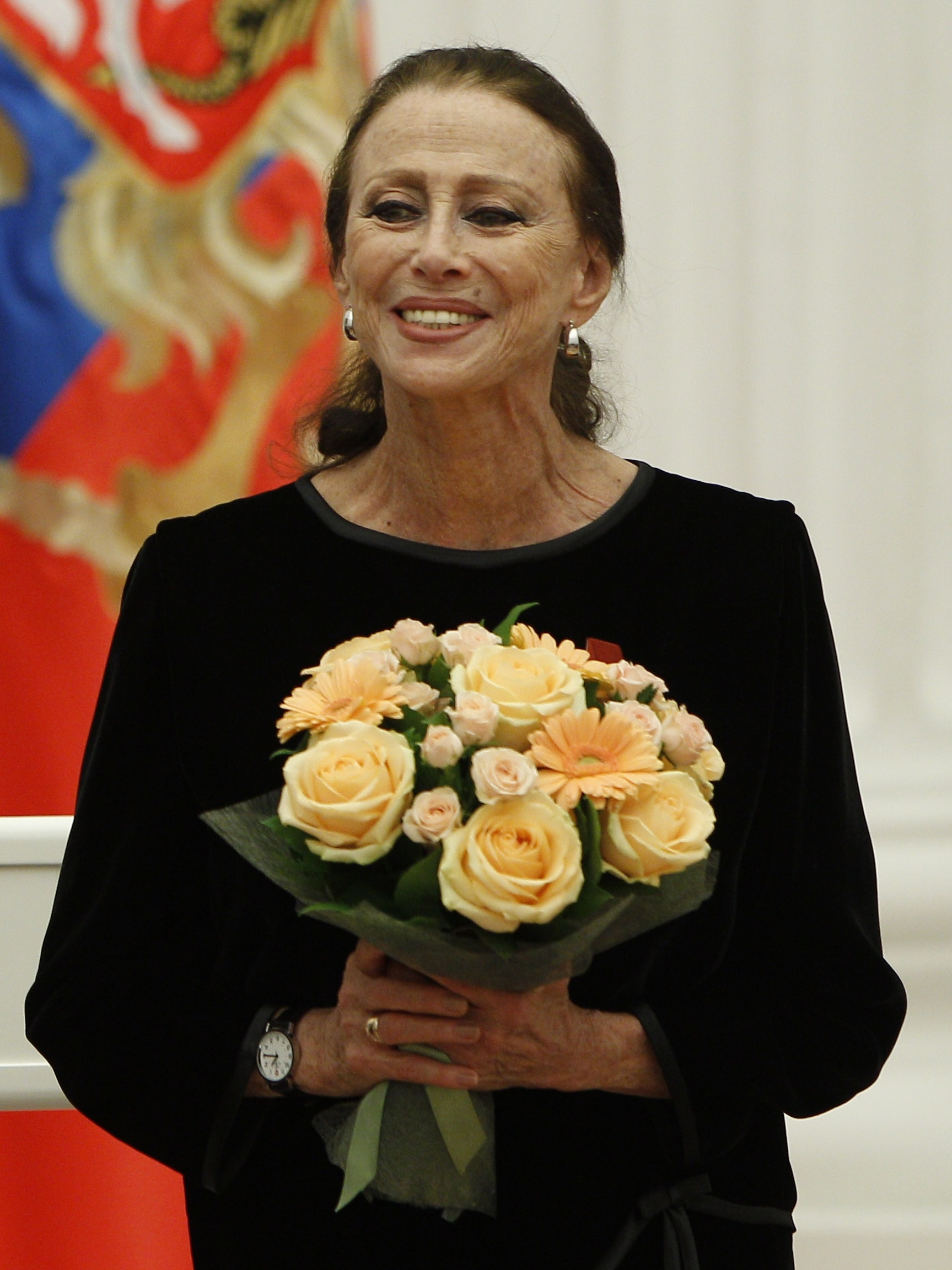
2. Mai: Maja Plissezkaja (2011)
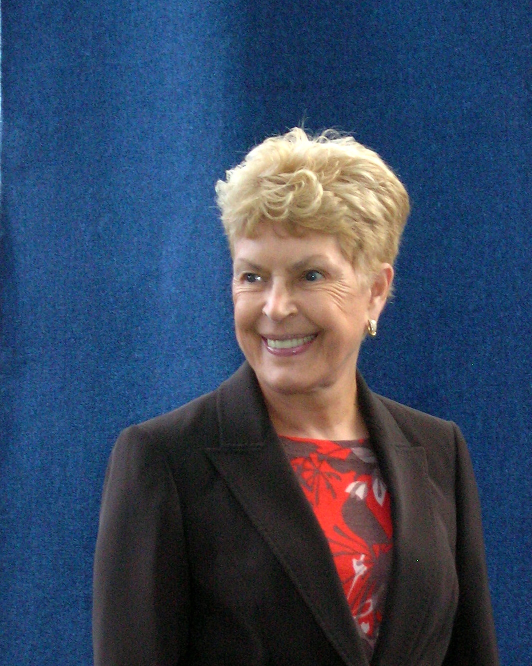
2. Mai: Ruth Rendell (2007)
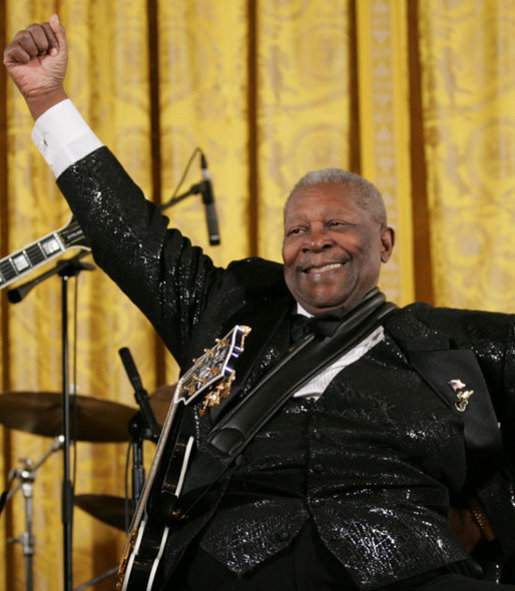
14. Mai: B. B. King (2006)
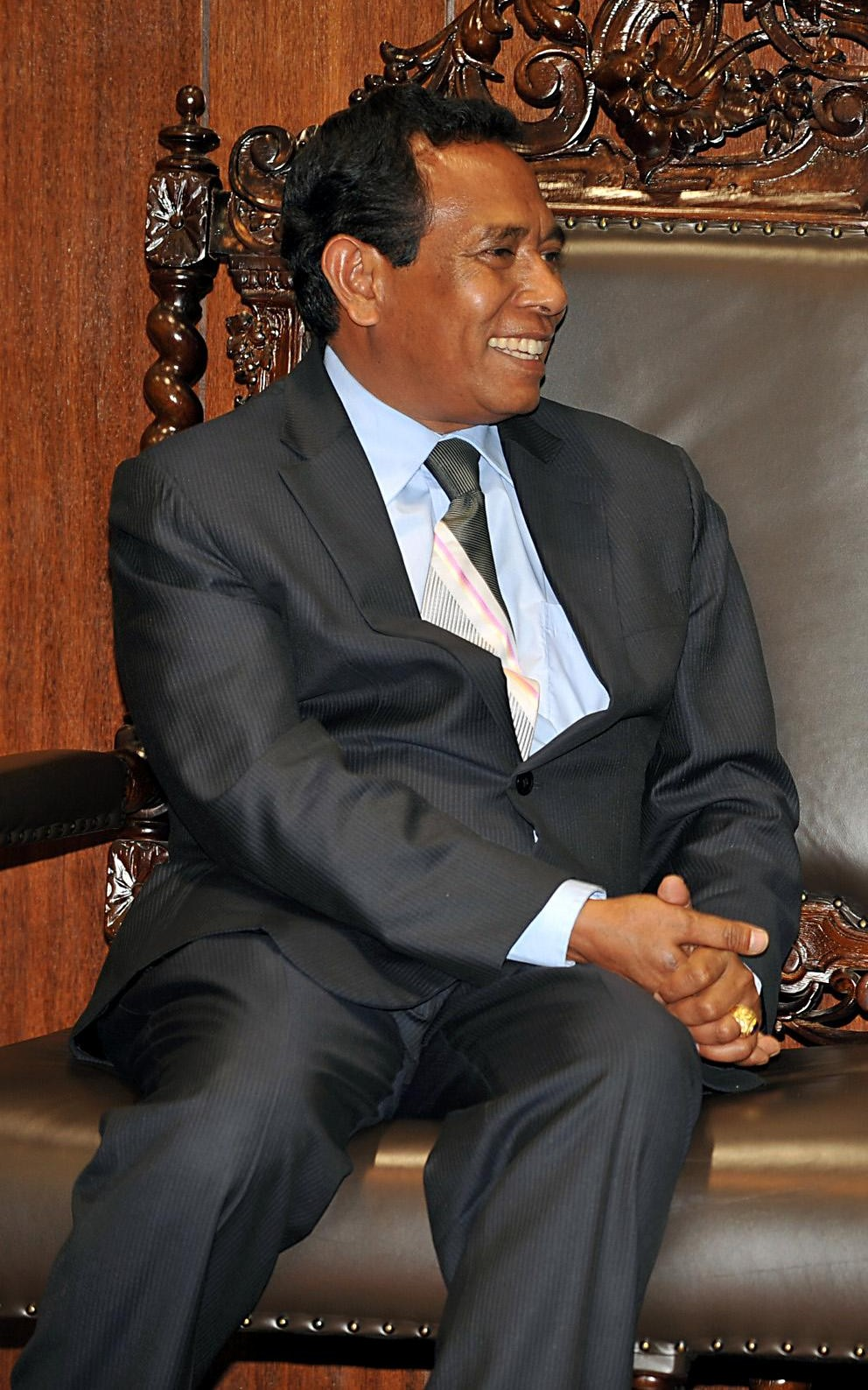
2. Juni: Fernando de Araújo (2009)
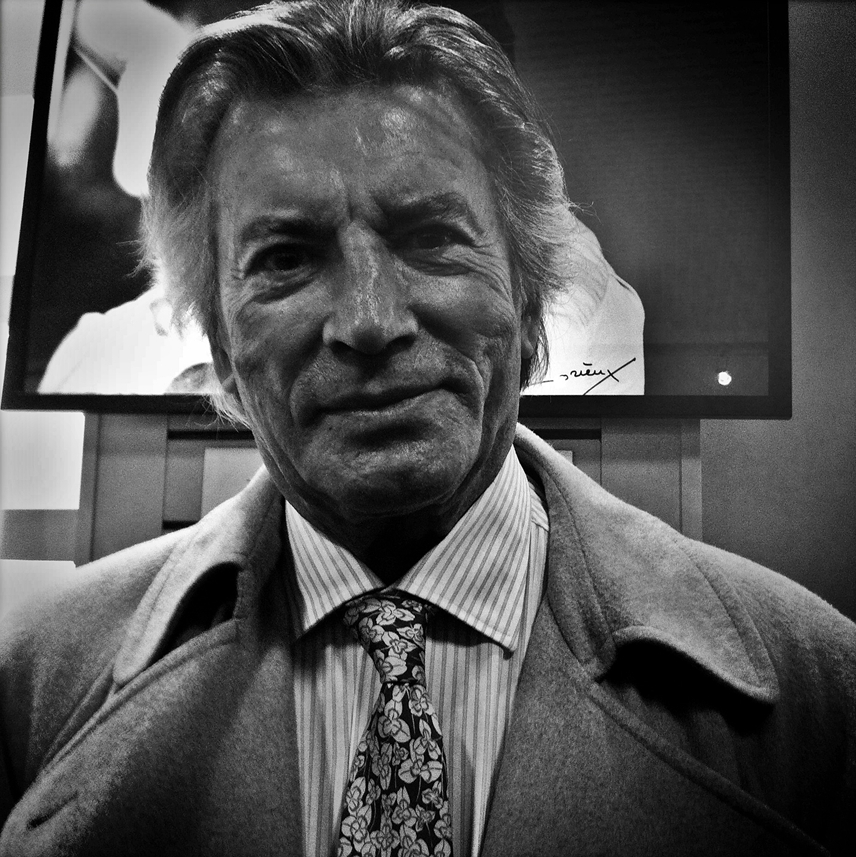
6. Juni: Pierre Brice (2011)
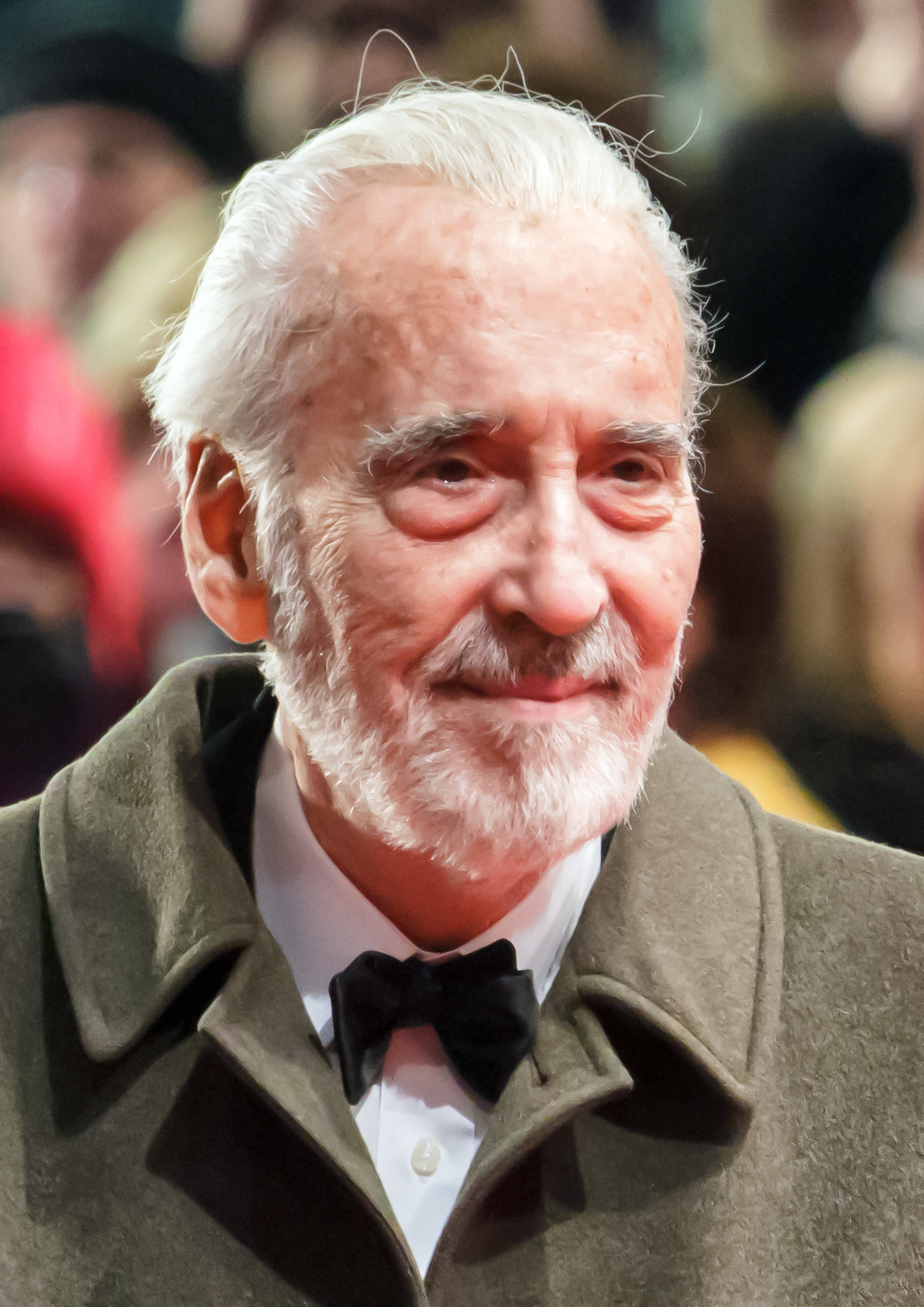
7. Juni: Christopher Lee (2013)
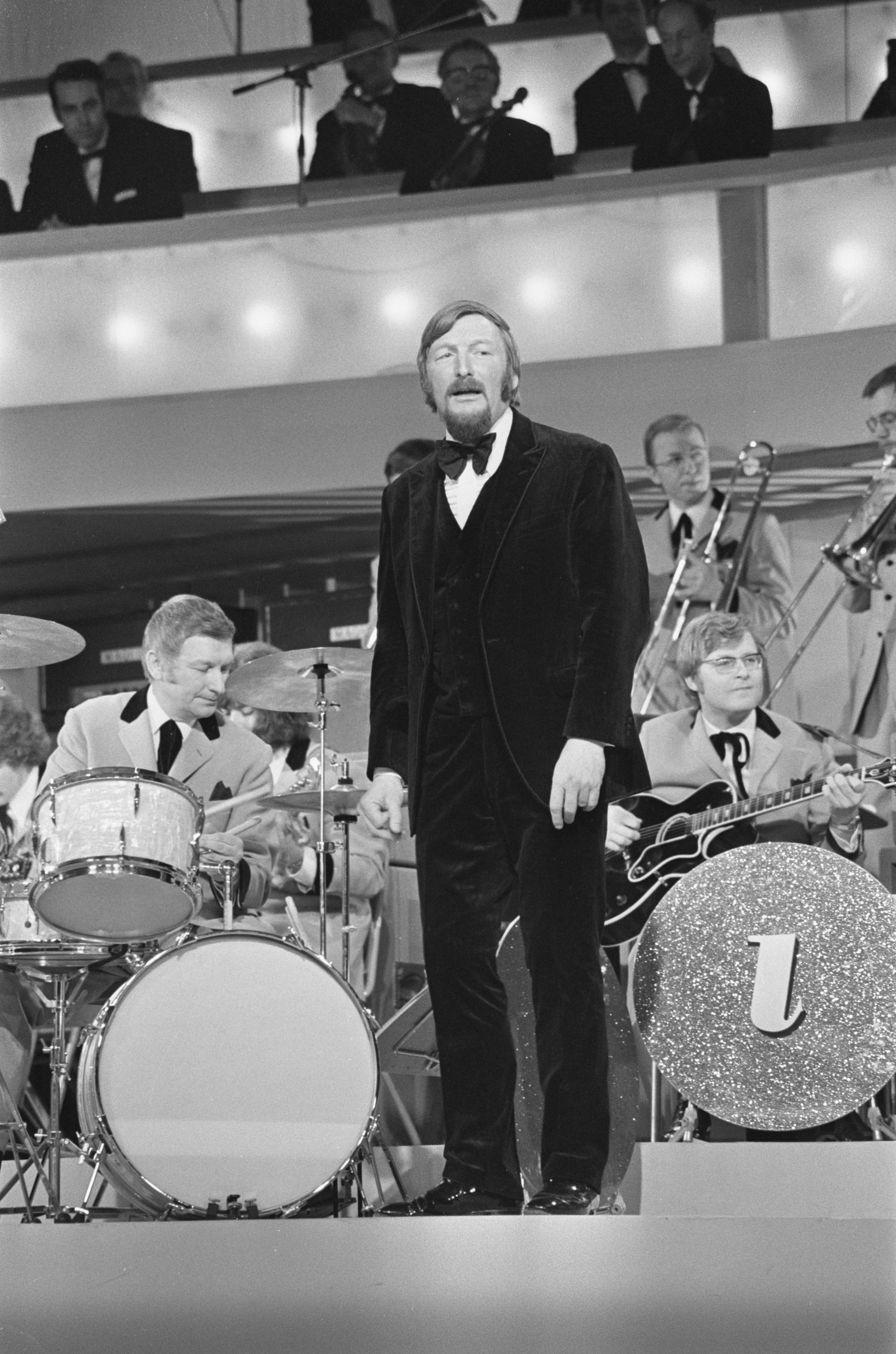
9. Juni: James Last (1970)
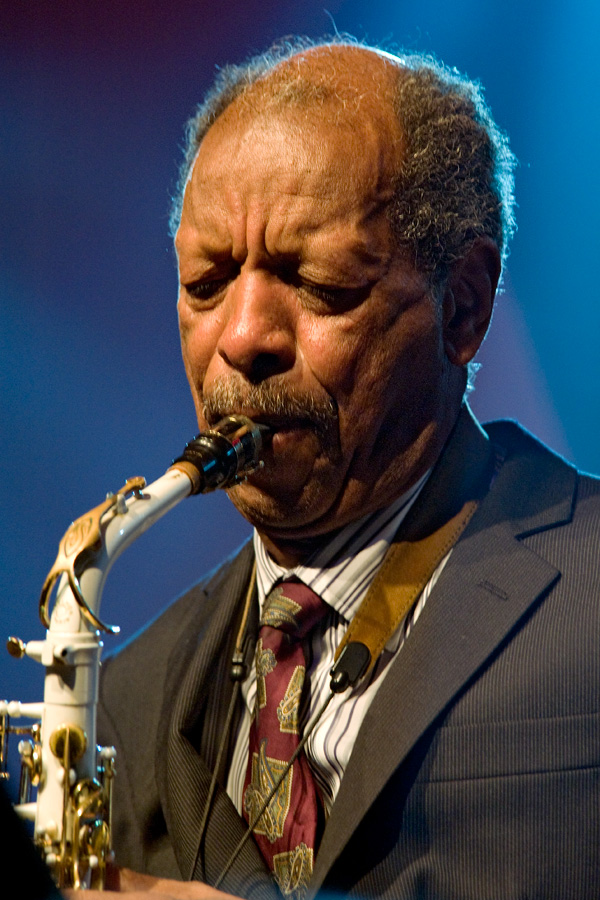
11. Juni: Ornette Coleman (2011)
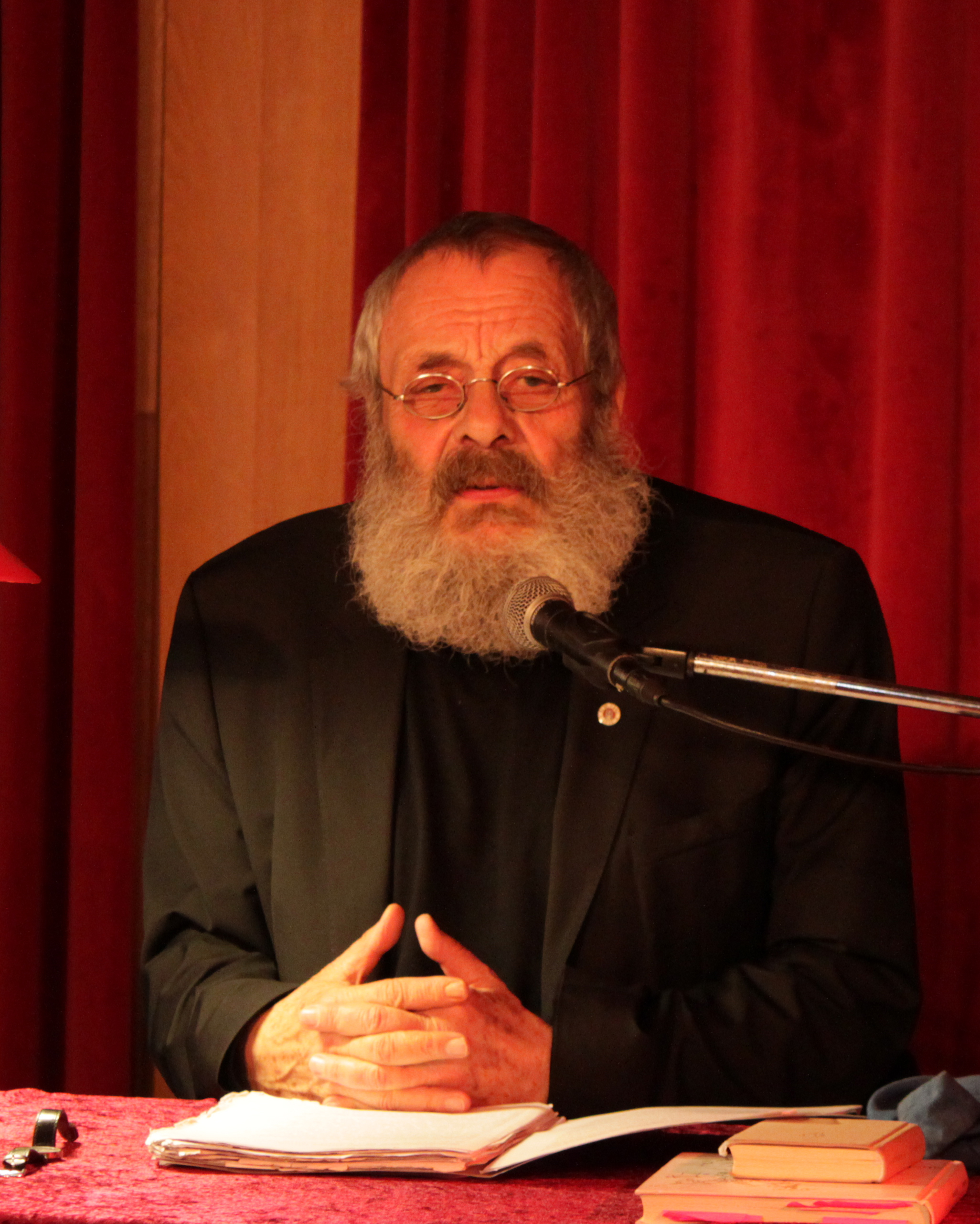
15. Juni: Harry Rowohlt (2013)
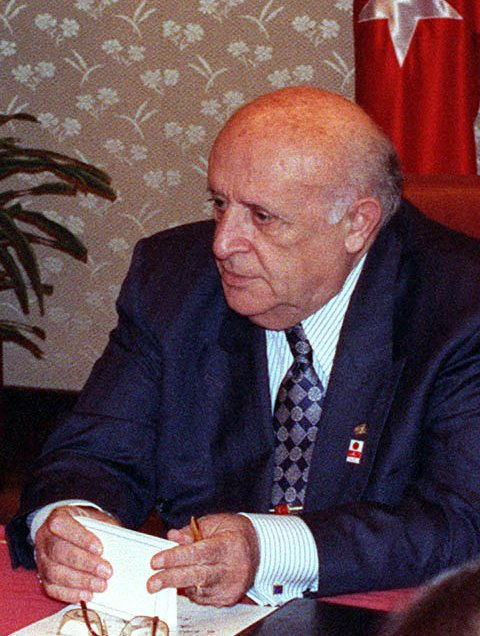
17. Juni: Süleyman Demirel (1998)
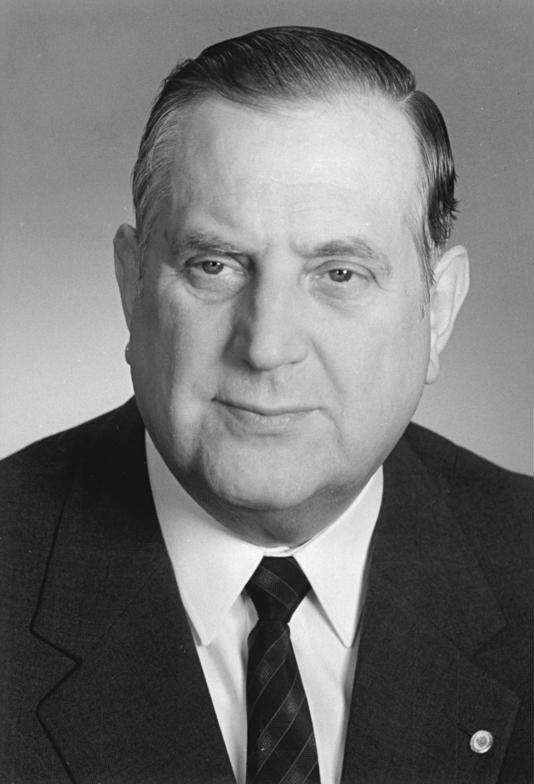
21. Juni: Alexander Schalck-Golodkowski (1988)
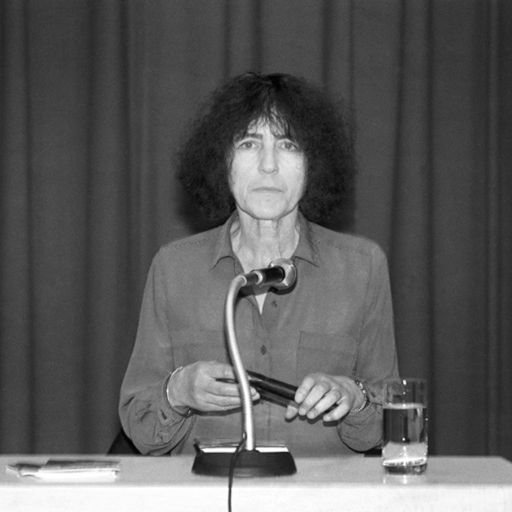
22. Juni: Gabriele Wohmann (1992)
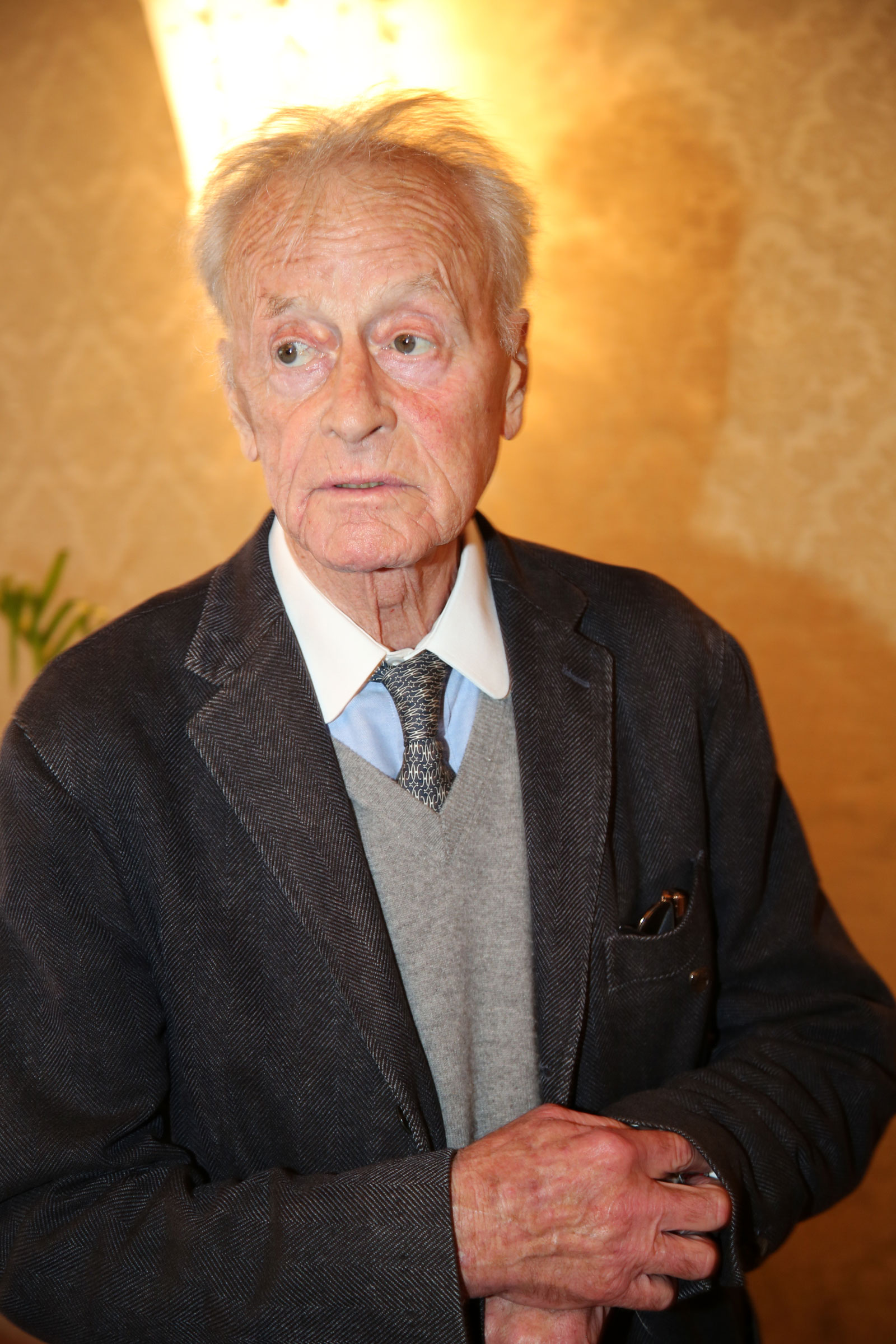
23. Juni: Helmuth Lohner (2015)
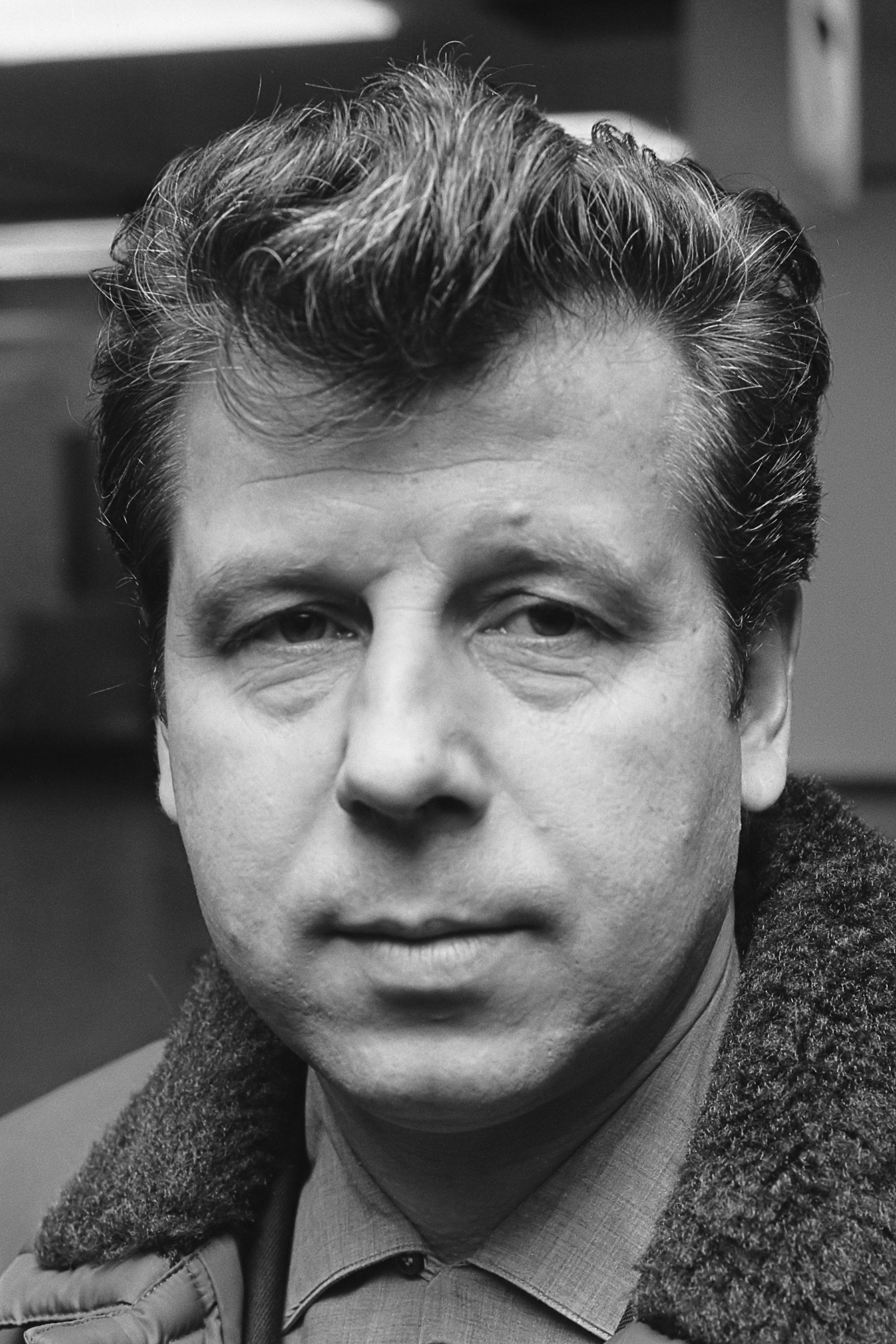
29. Juni: Josef Masopust (1974)
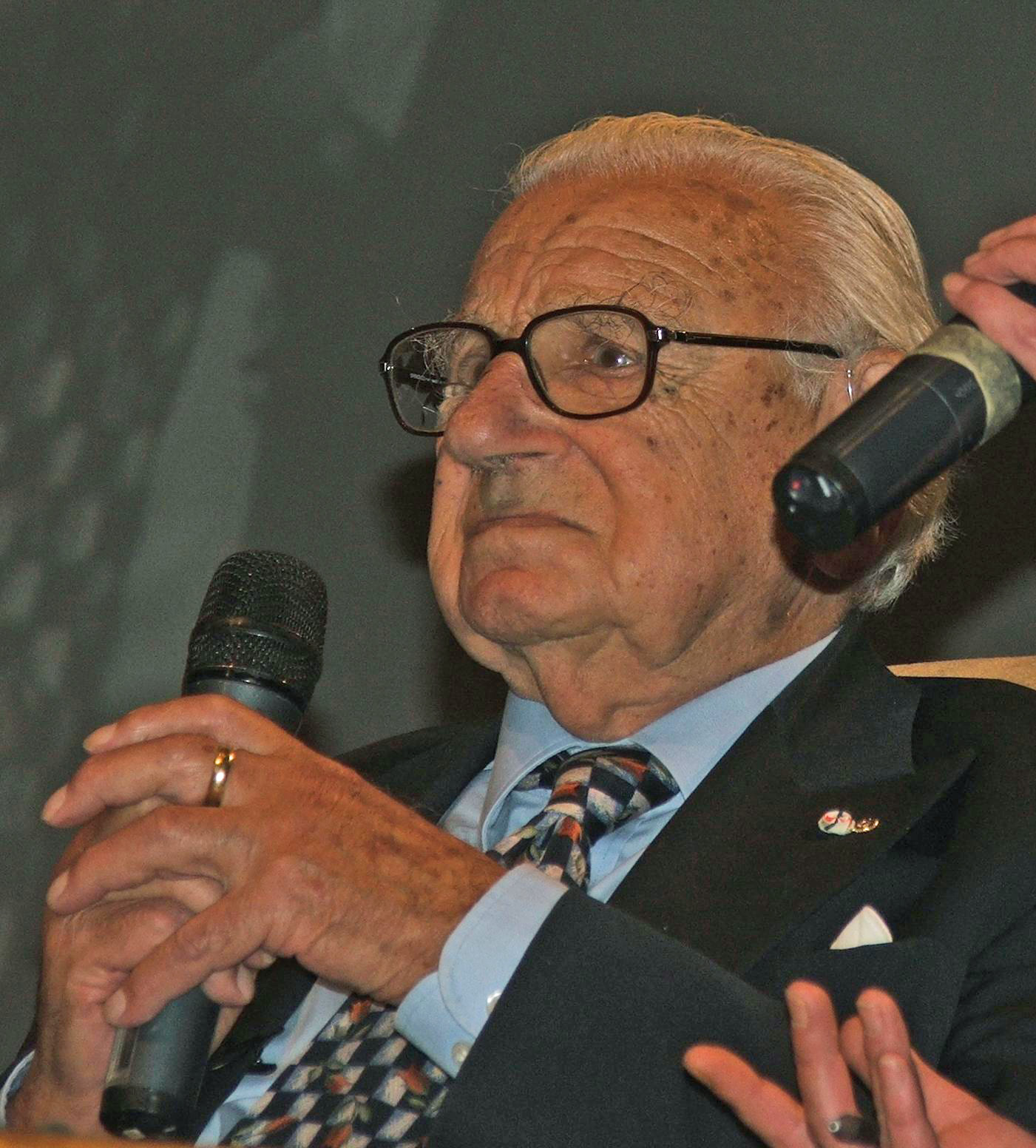
1. Juli: Nicholas Winton (2007)
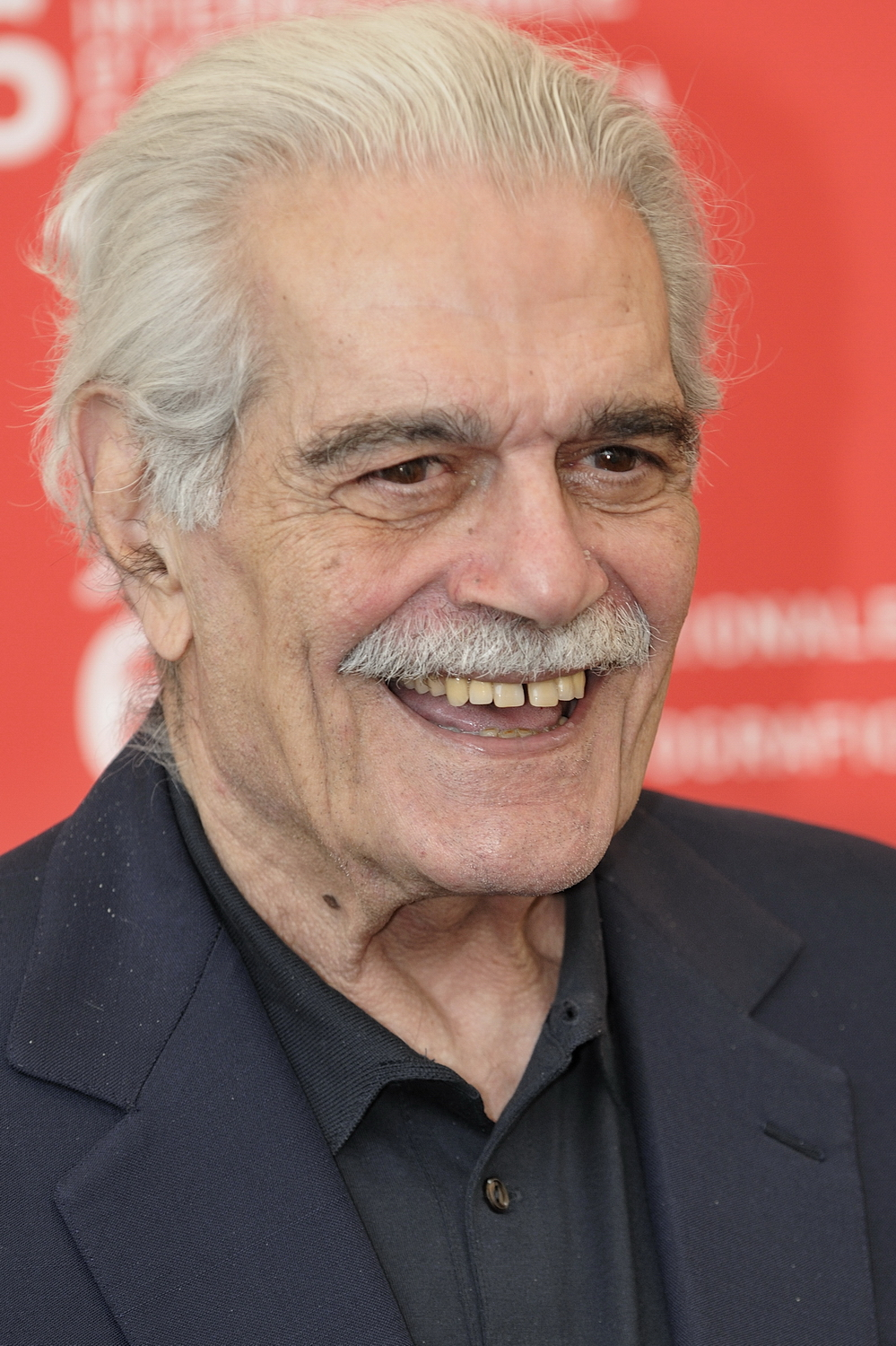
10. Juli: Omar Sharif (2009)
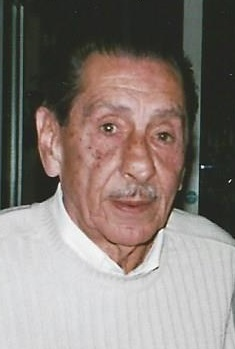
16. Juli: Alcides Ghiggia (2006)
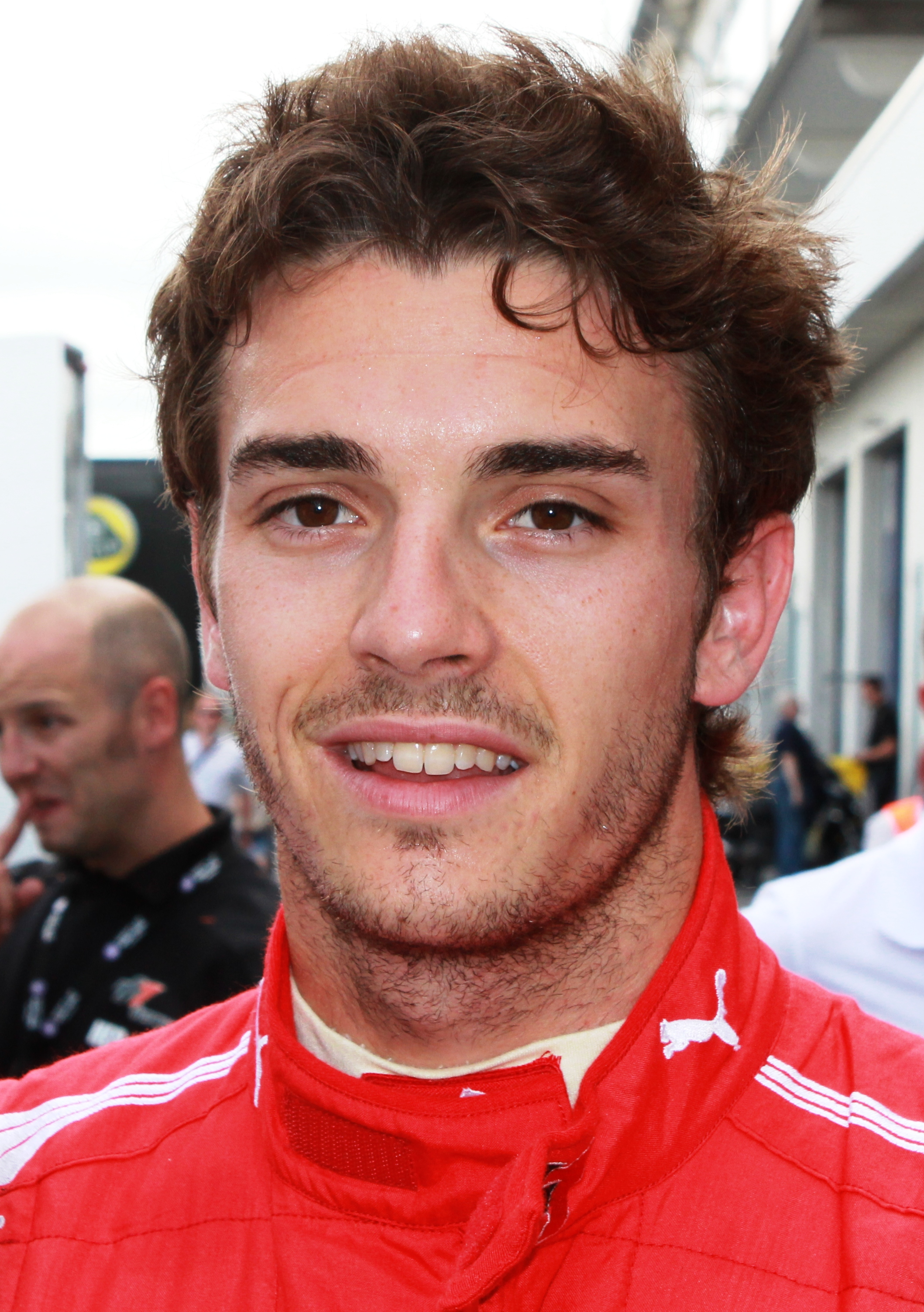
17. Juli: Jules Bianchi (2012)
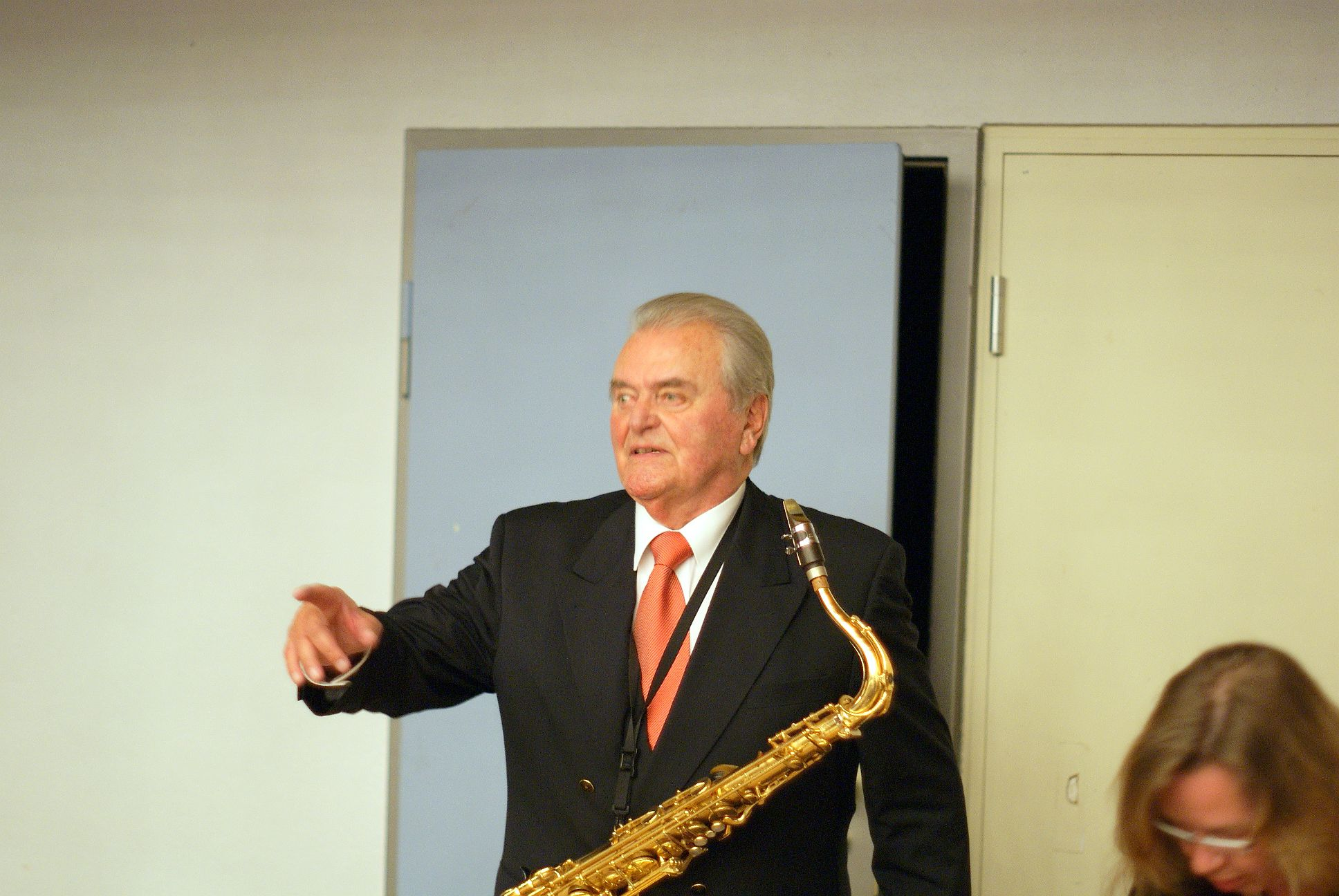
15. August: Max Greger (2008)
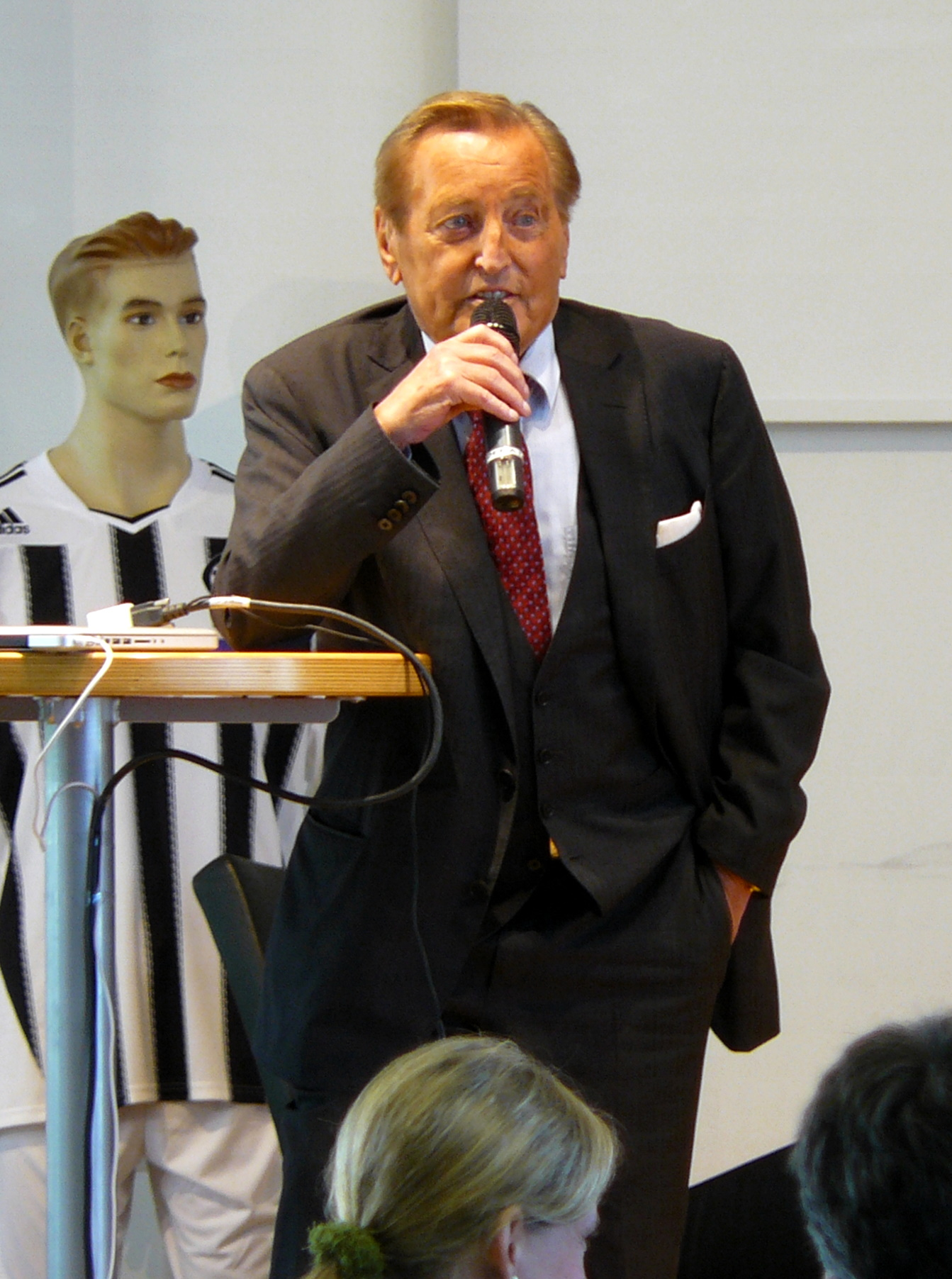
17. August: Gerhard Mayer-Vorfelder (2011)
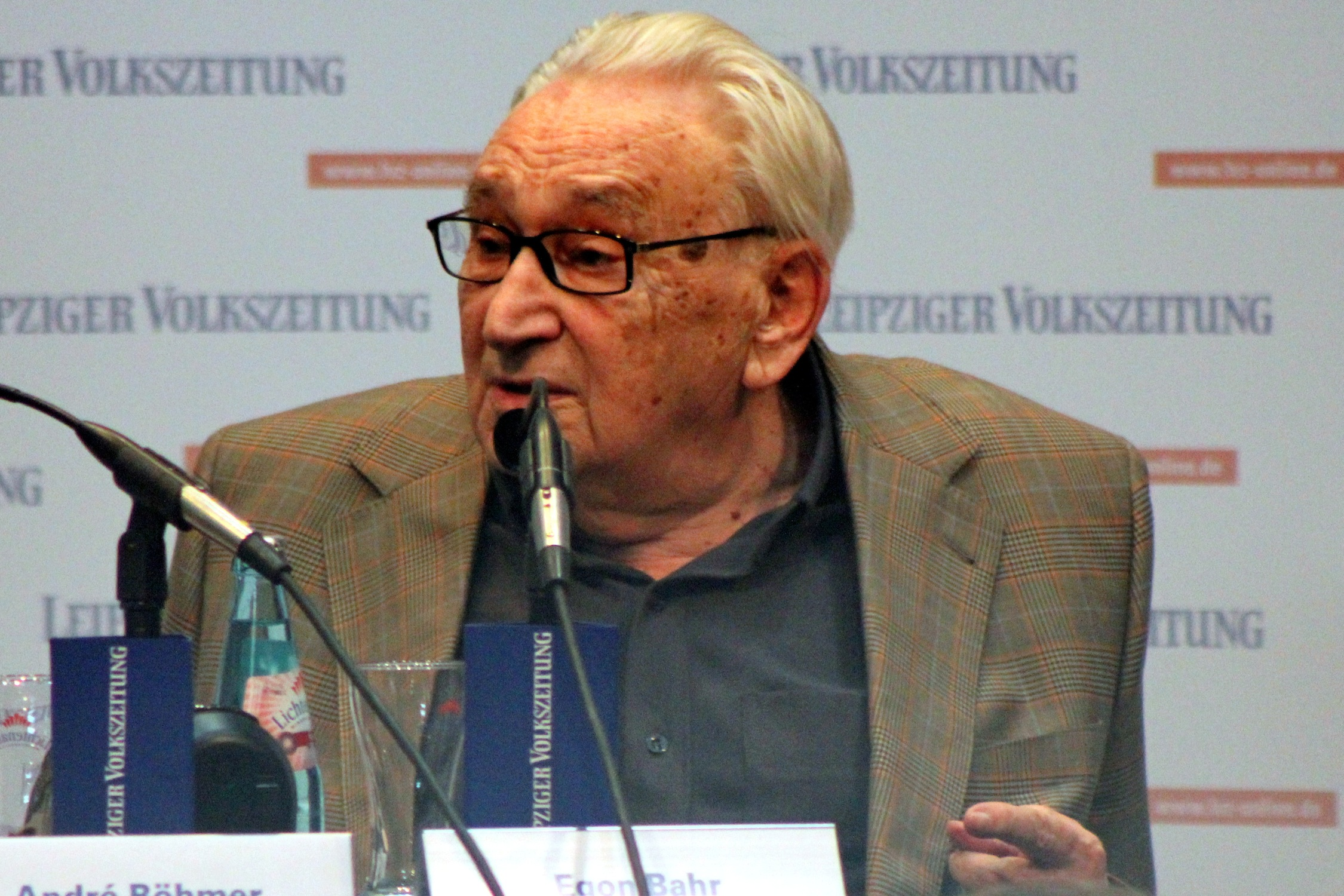
19. August: Egon Bahr (2013)
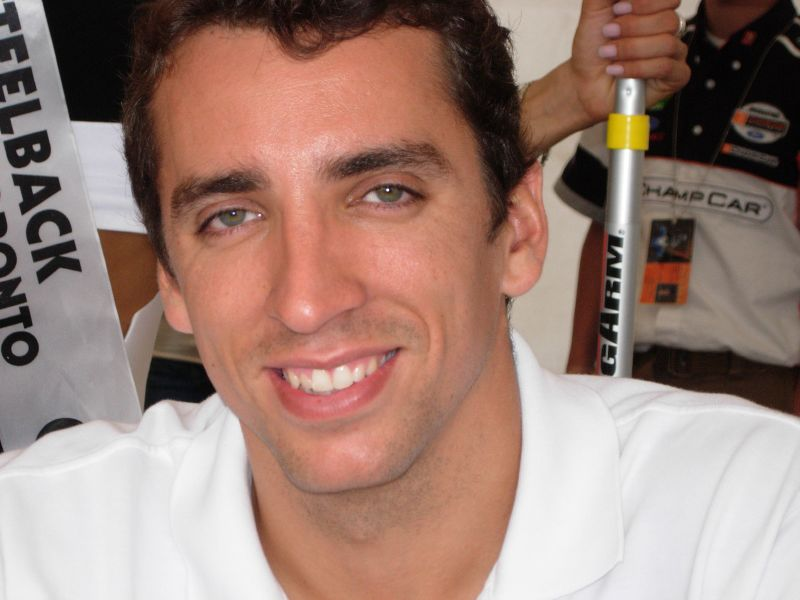
24. August: Justin Wilson (2007)
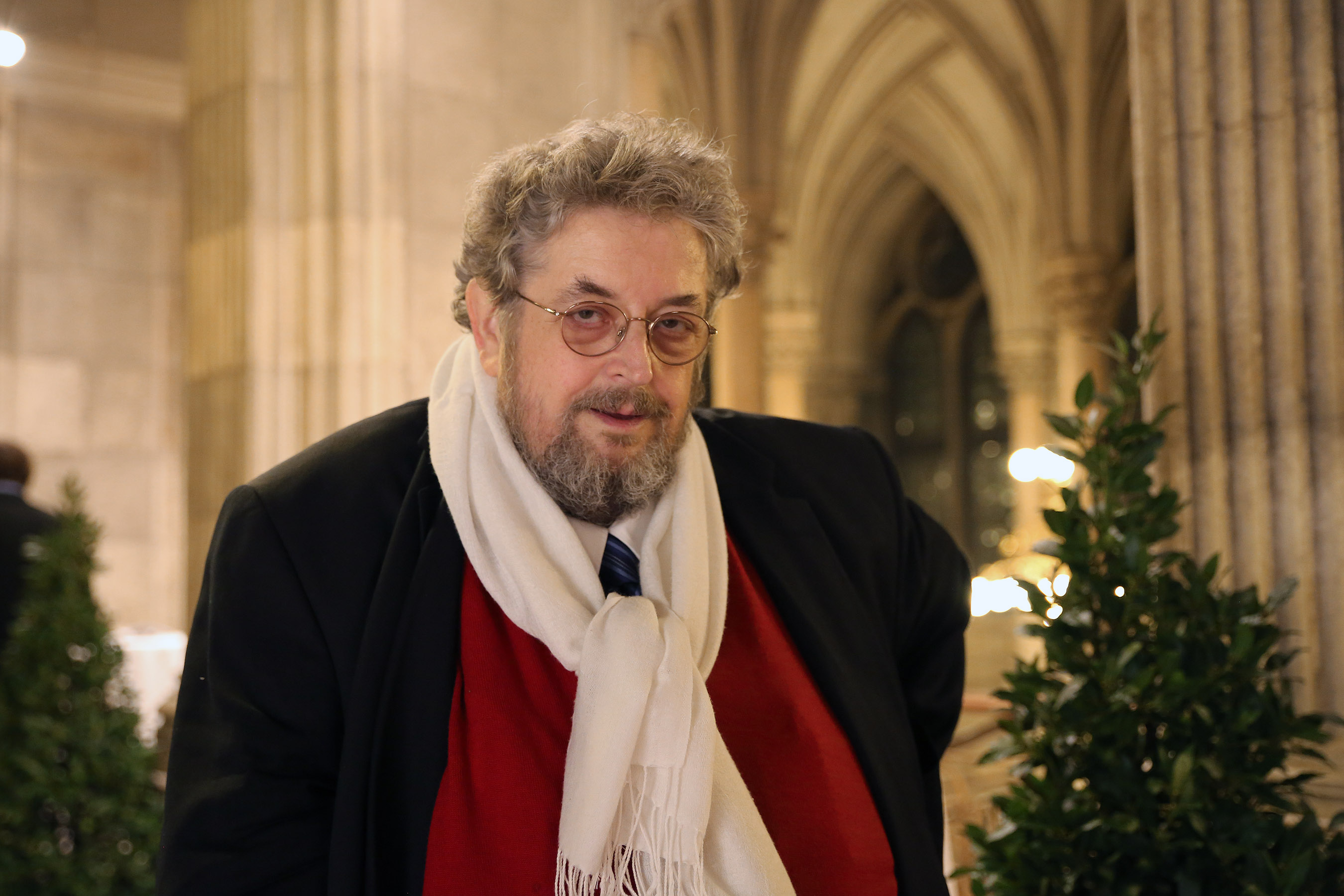
26. August: Peter Kern (2013)
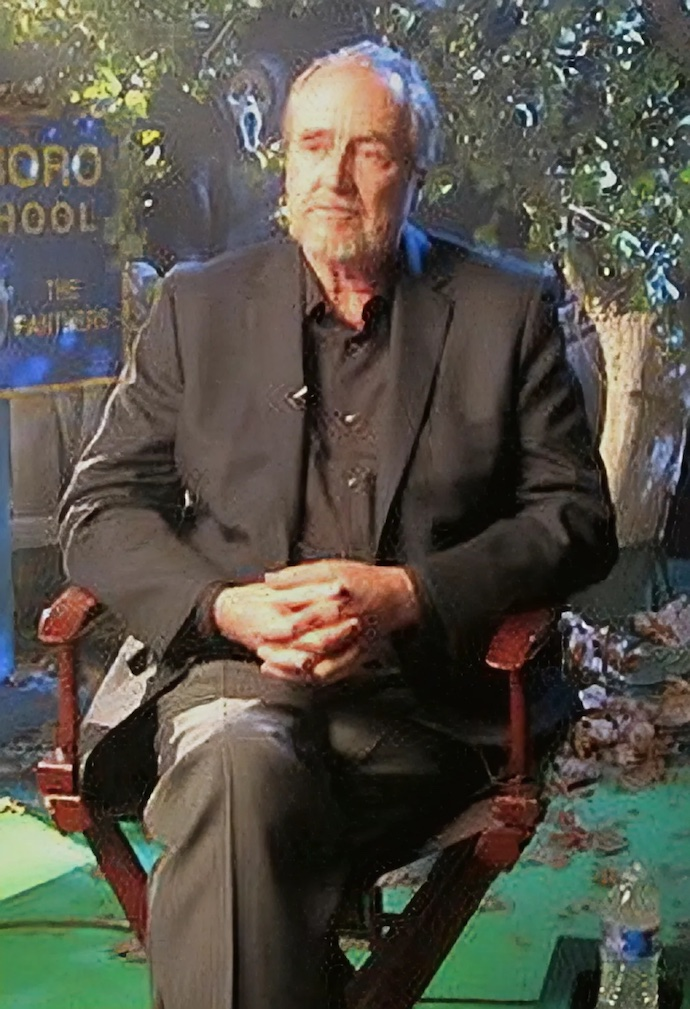
30. August: Wes Craven (2010)
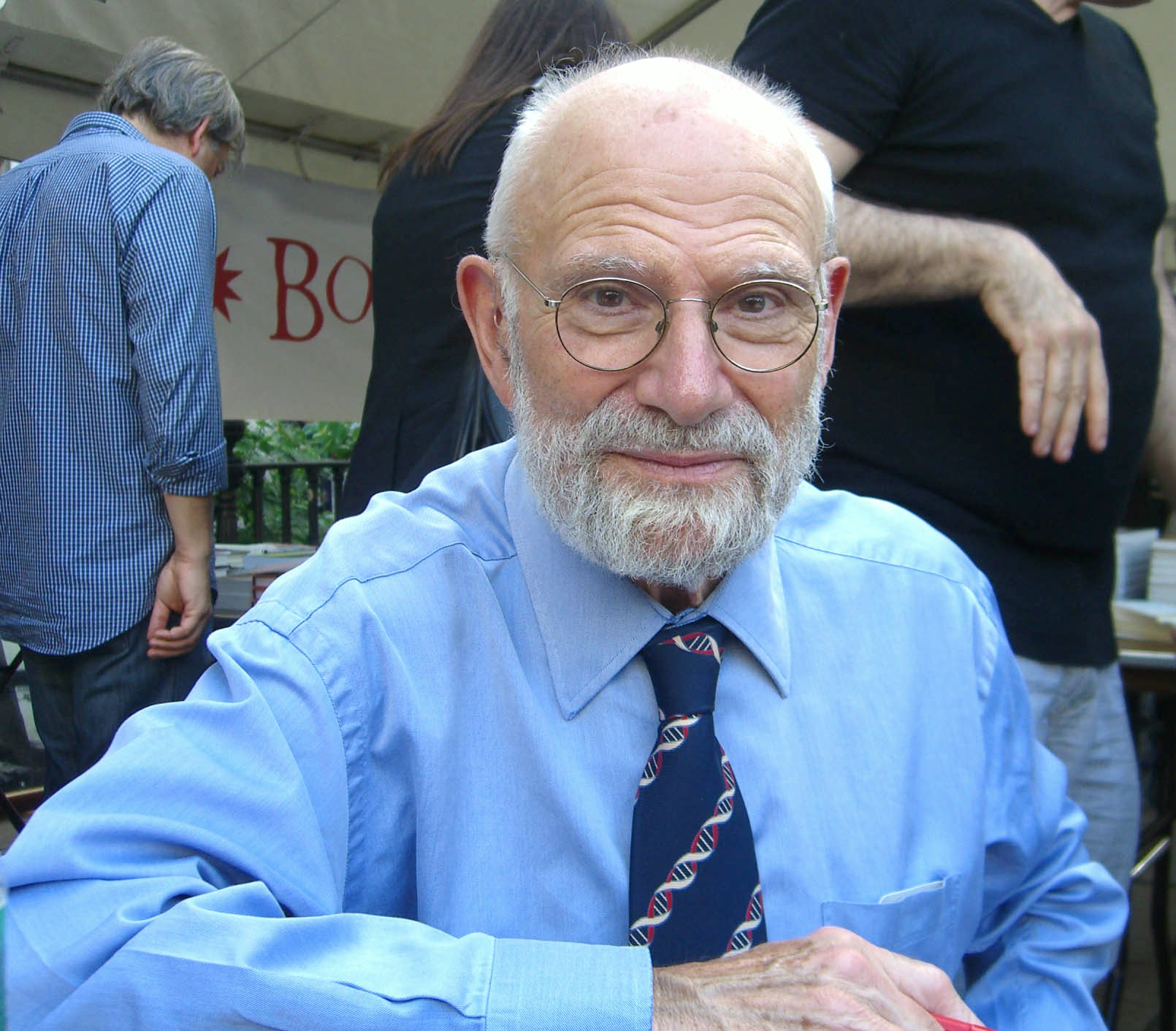
30. August: Oliver Sacks (2009)
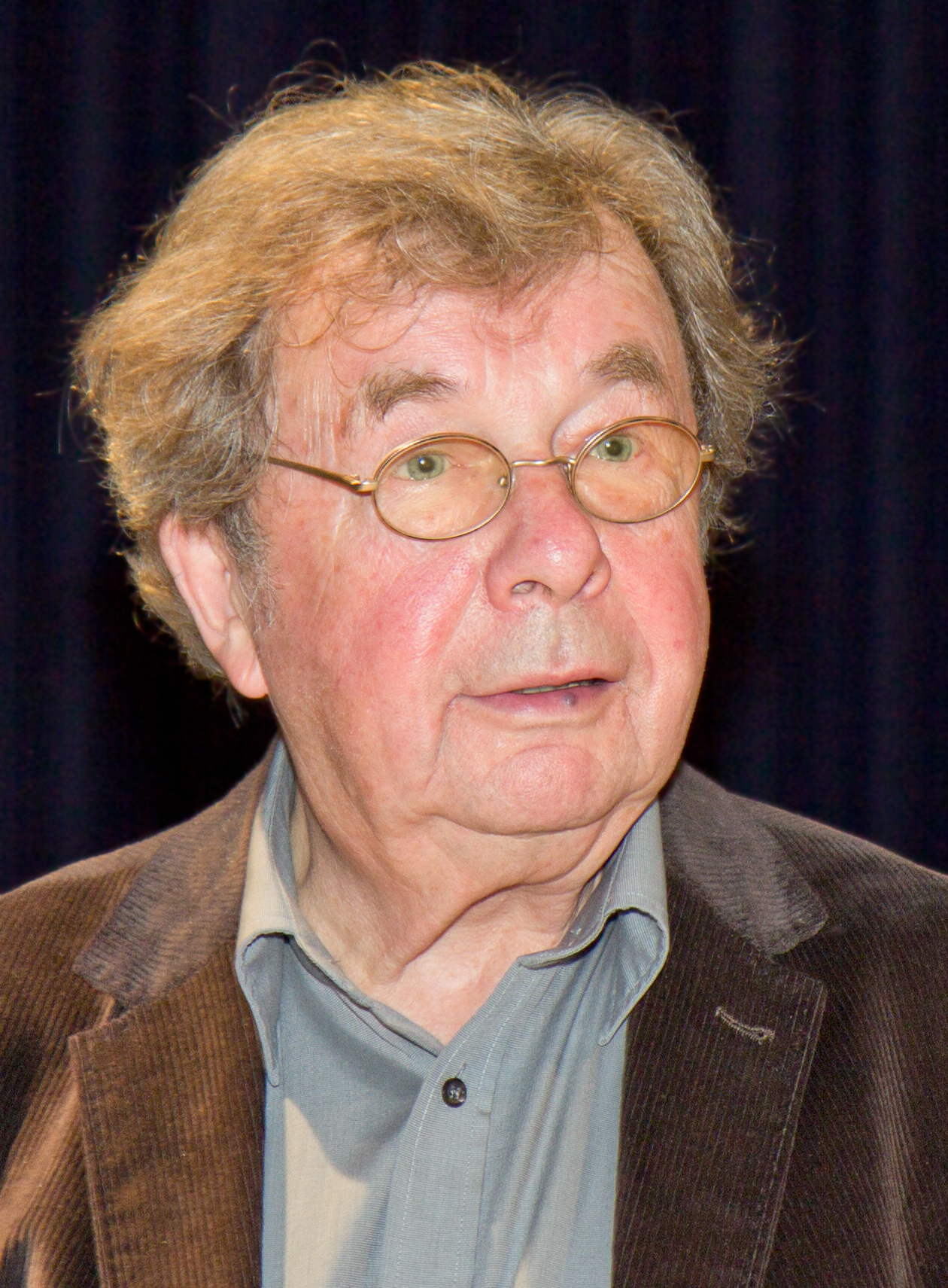
29. September: Hellmuth Karasek (2011)
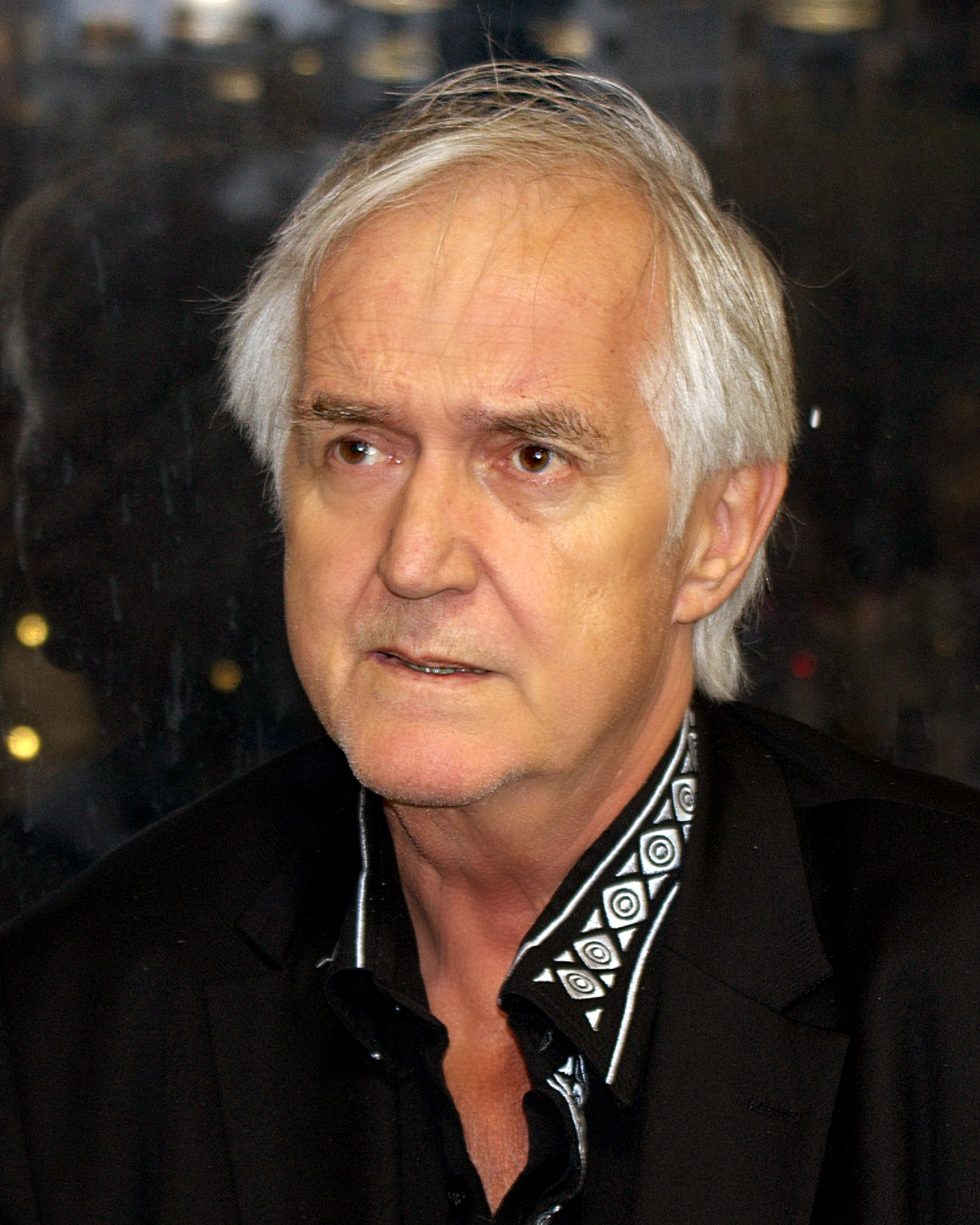
5. Oktober: Henning Mankell (2011)
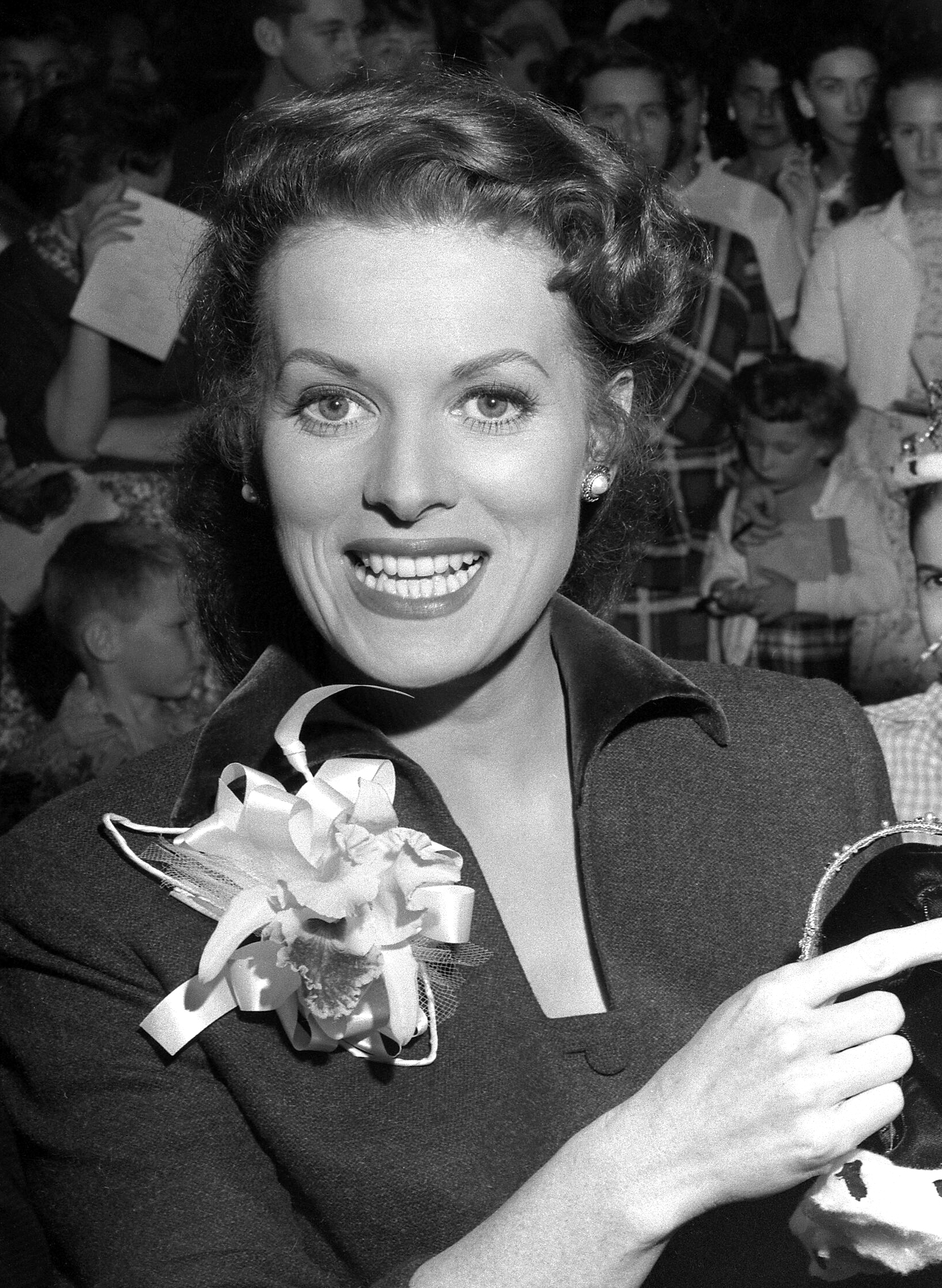
24. Oktober: Maureen O’Hara (1956)
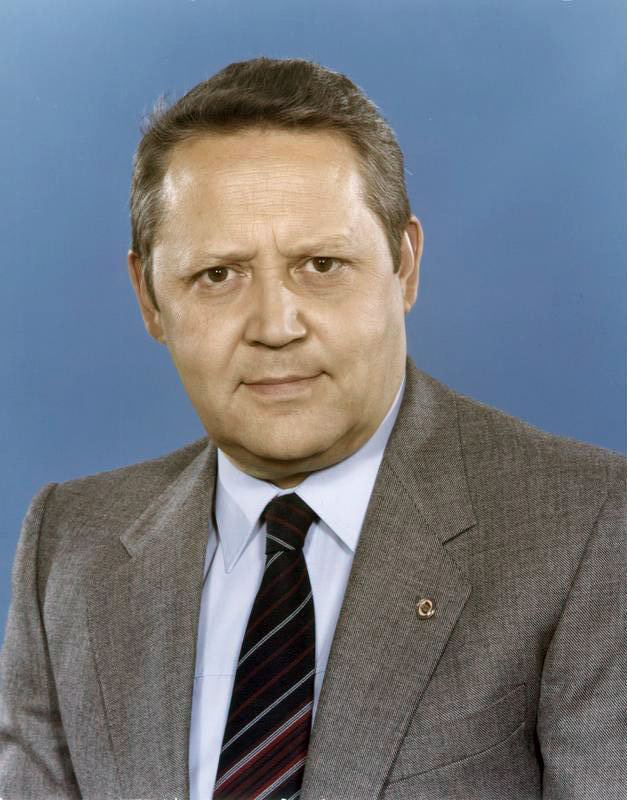
1. November: Günter Schabowski (1982)
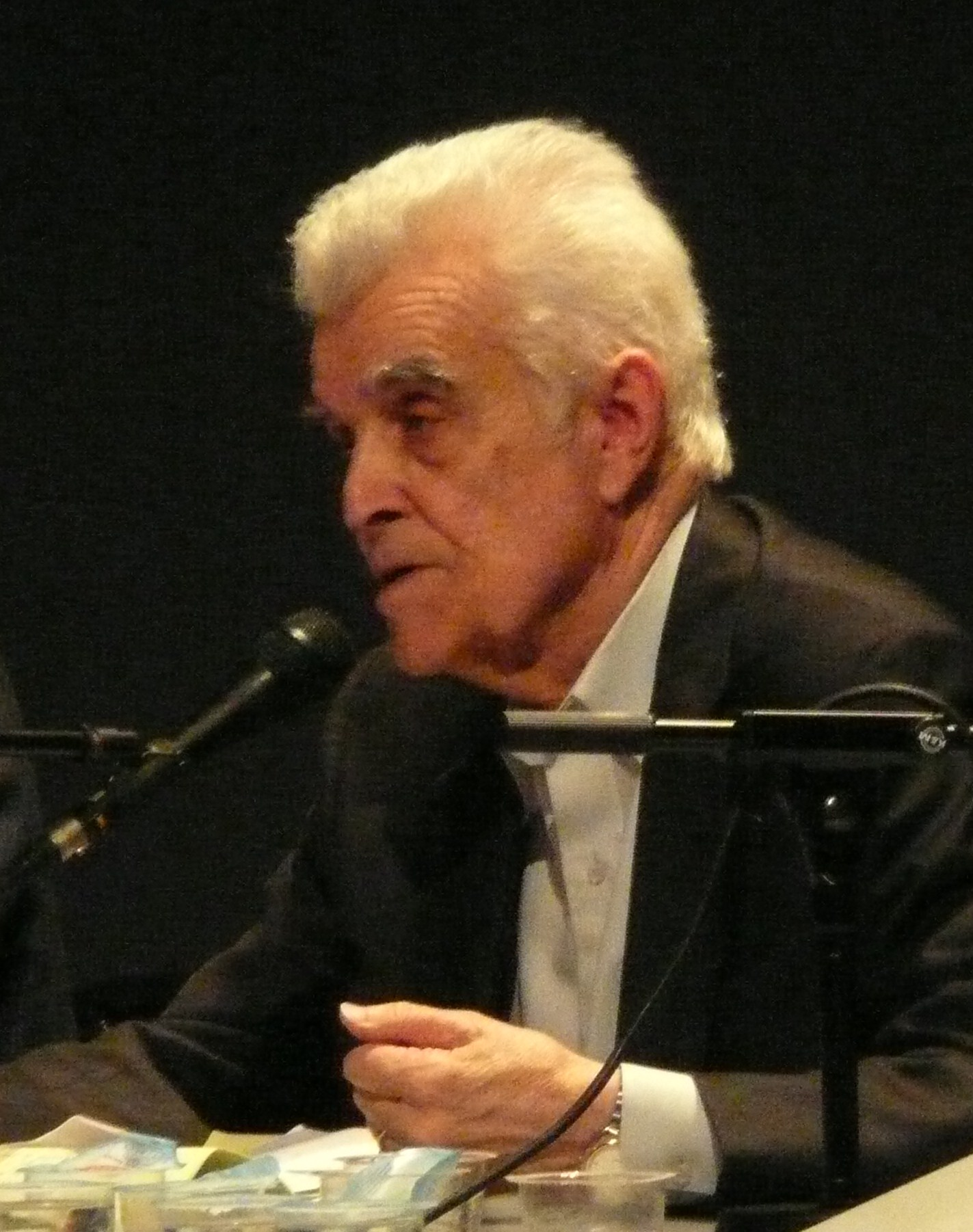
4. November: René Girard (2007)
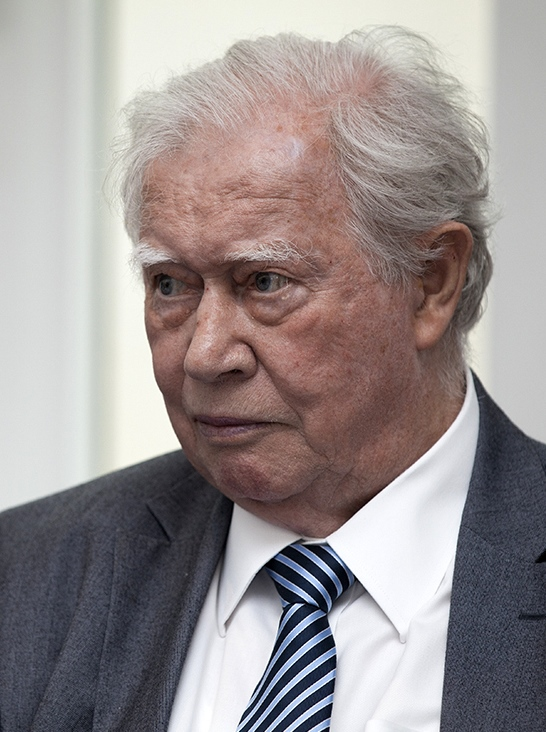
5. November: Hans Mommsen (2013)
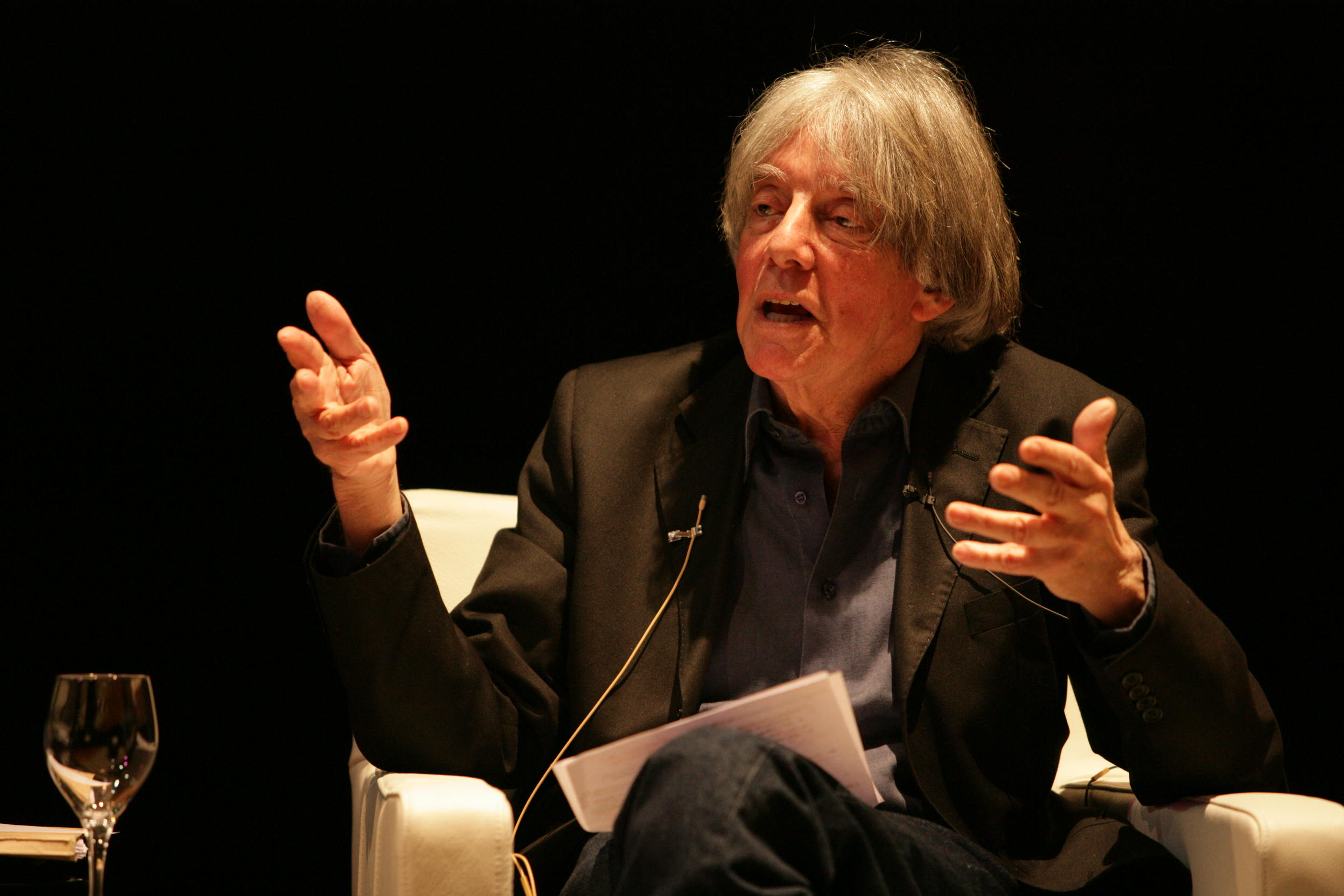
10. November: André Glucksmann (2009)
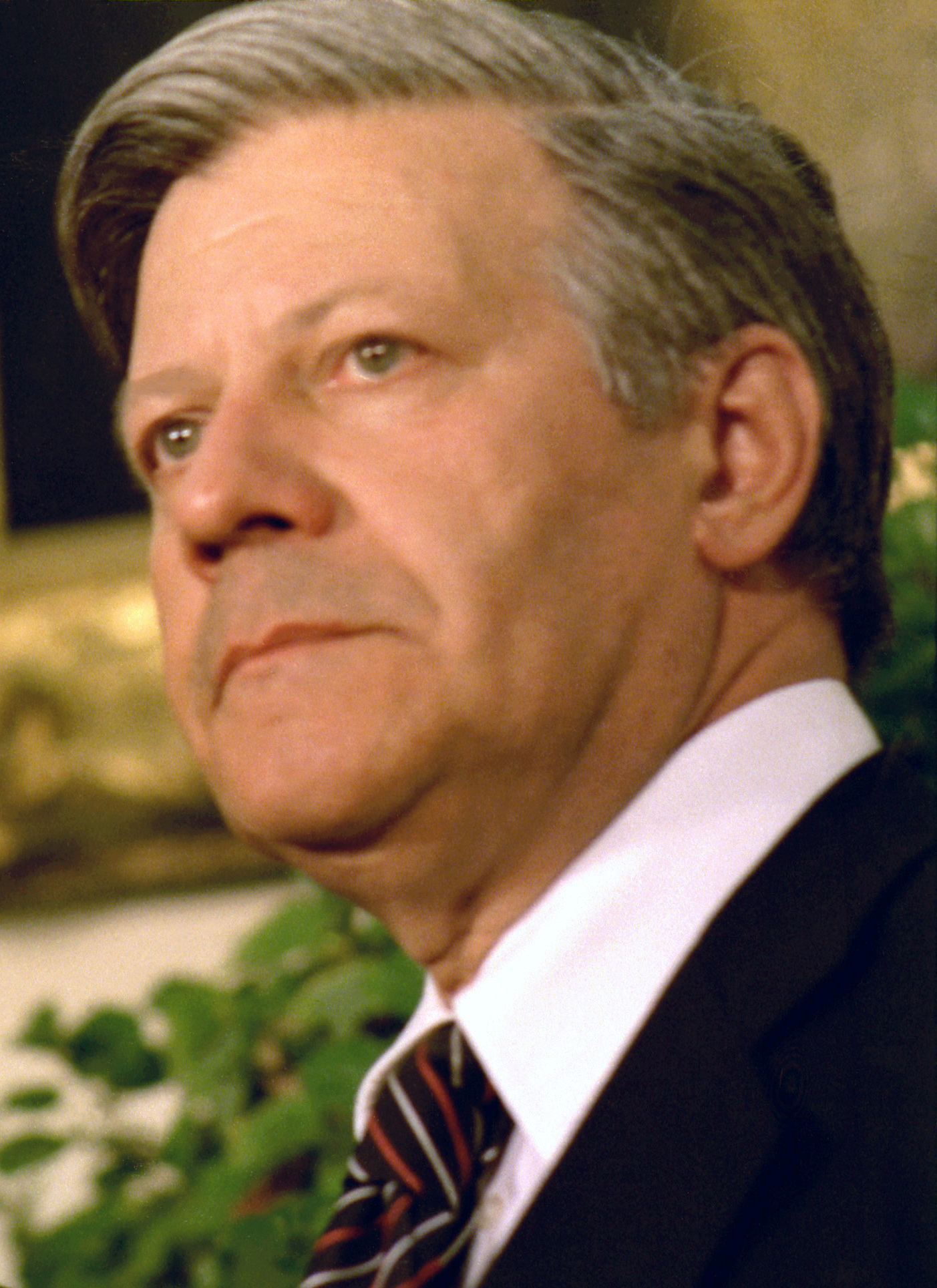
10. November: Helmut Schmidt (1977)
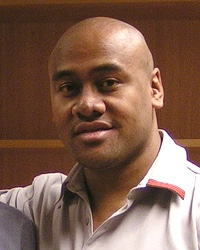
18. November: Jonah Lomu (2004)
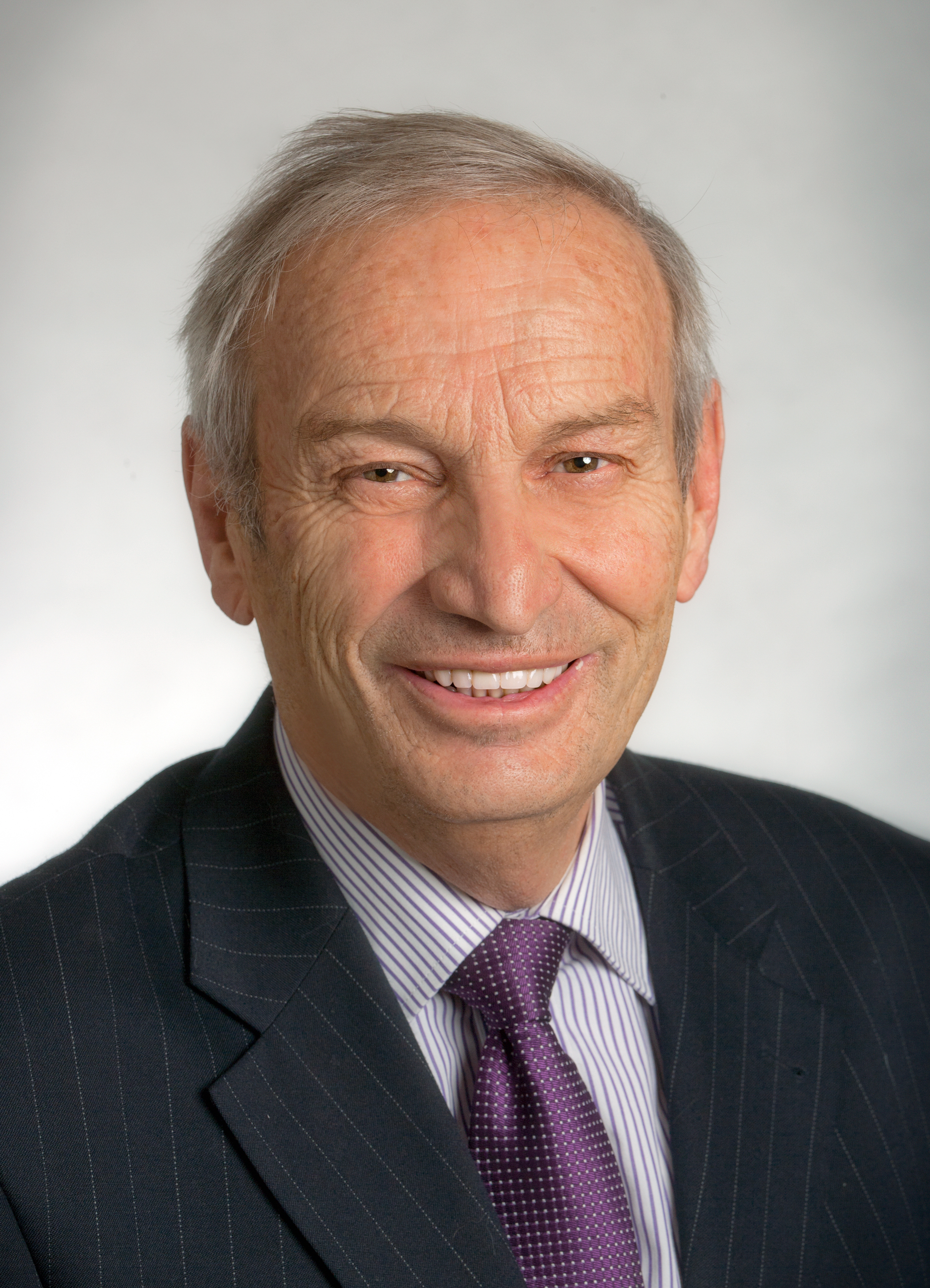
24. November: Heinz Oberhummer (2011)
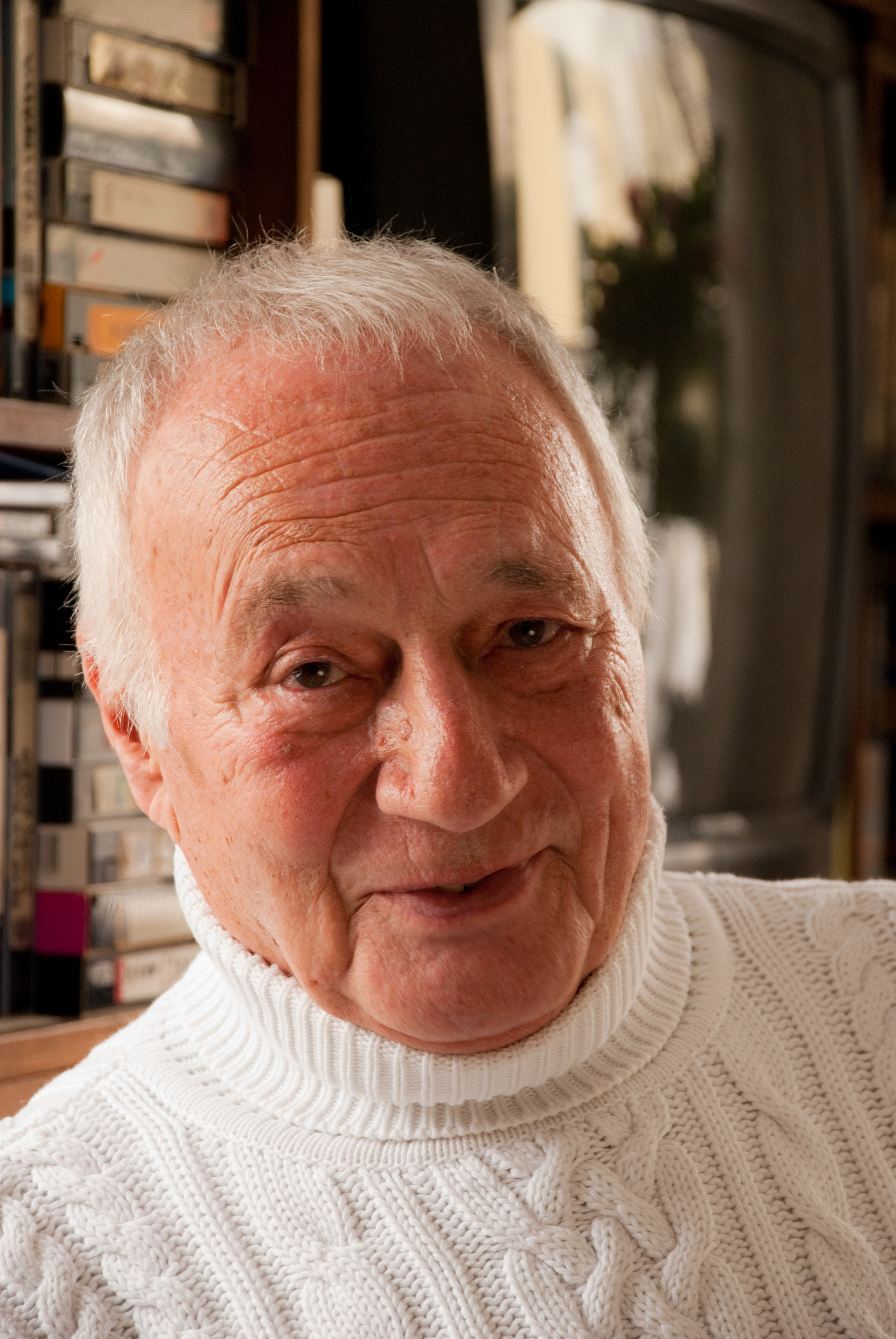
26. November: Norbert Gastell (2010)
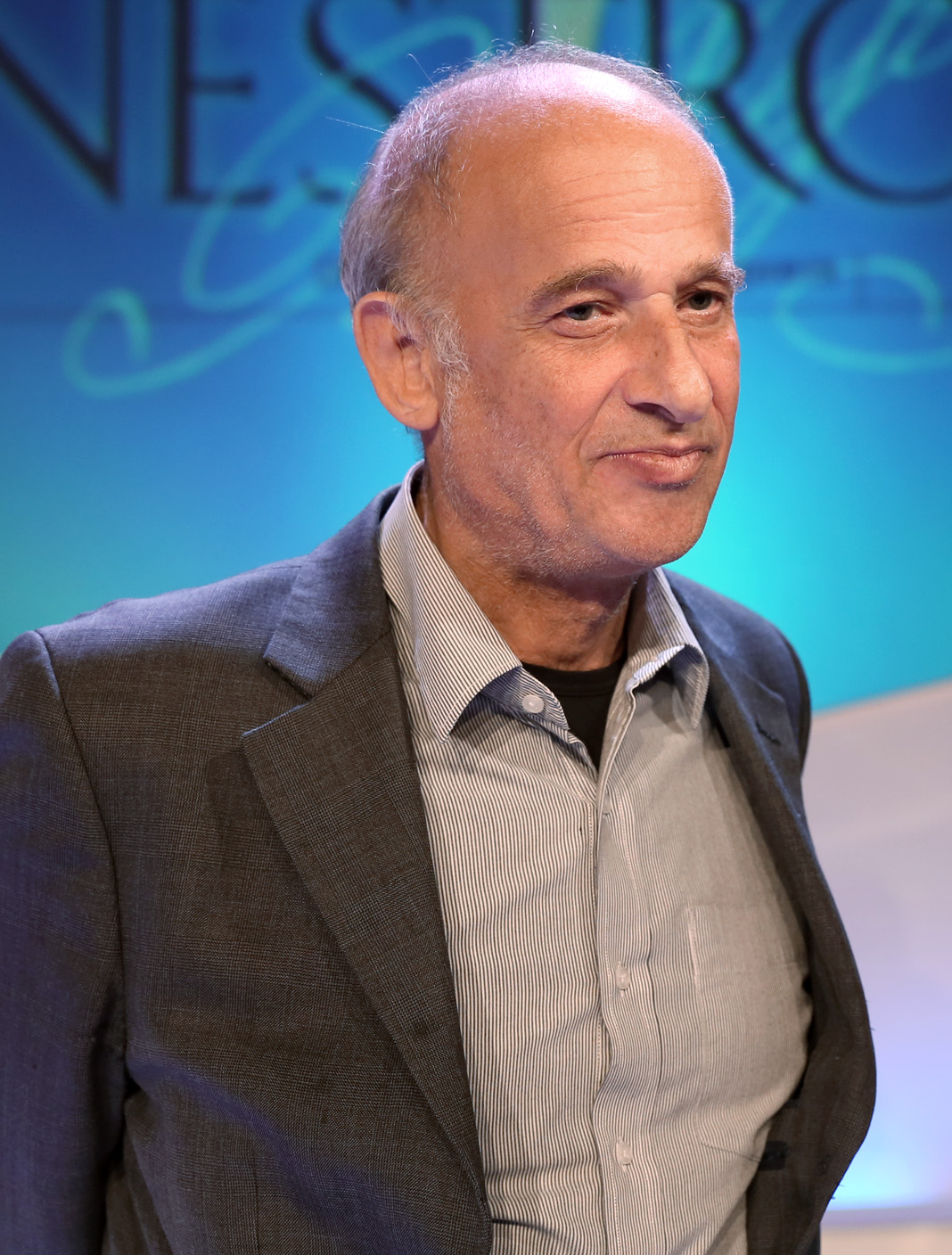
28. November: Luc Bondy (2013)
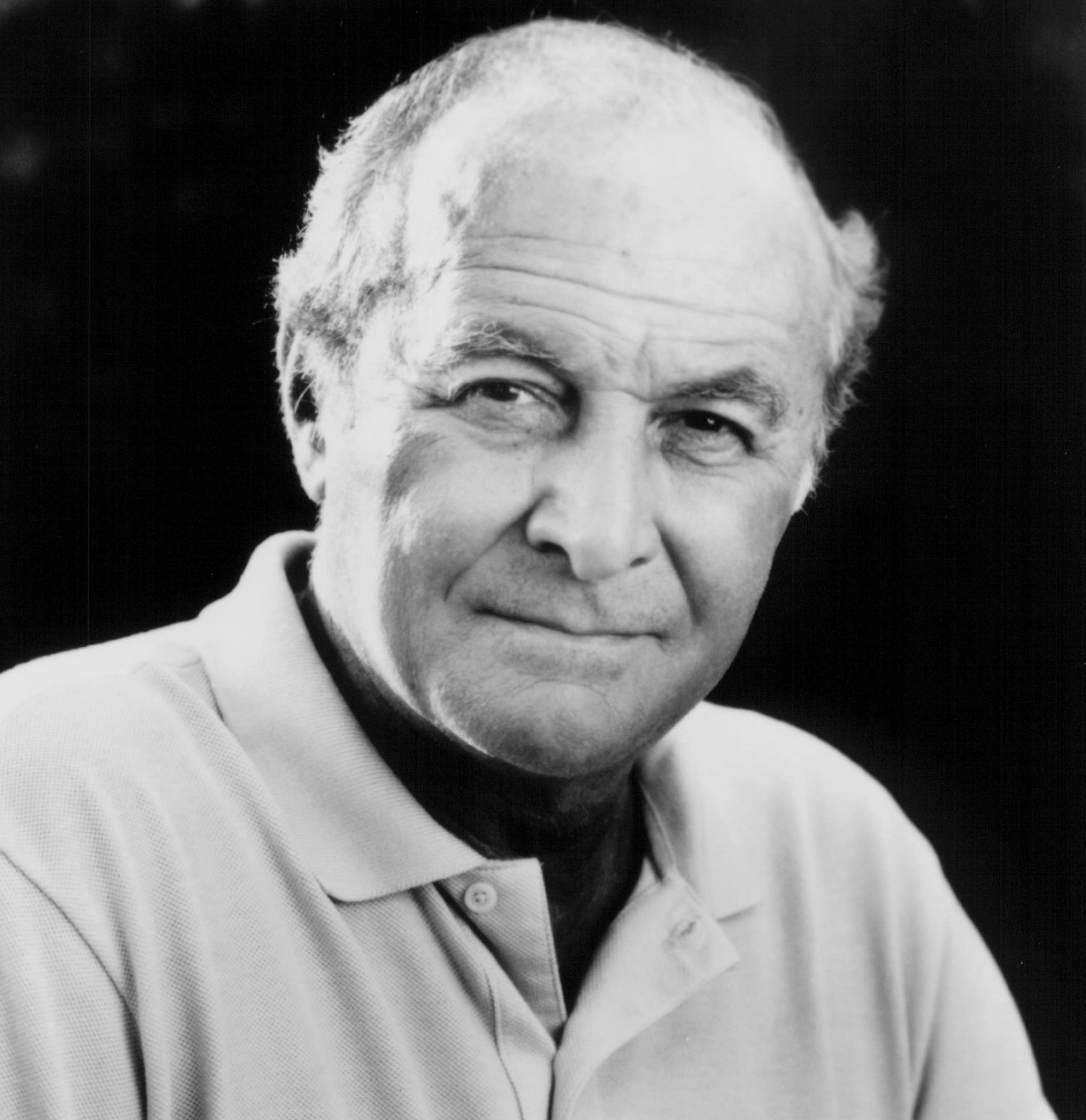
4. Dezember: Robert Loggia (2013)
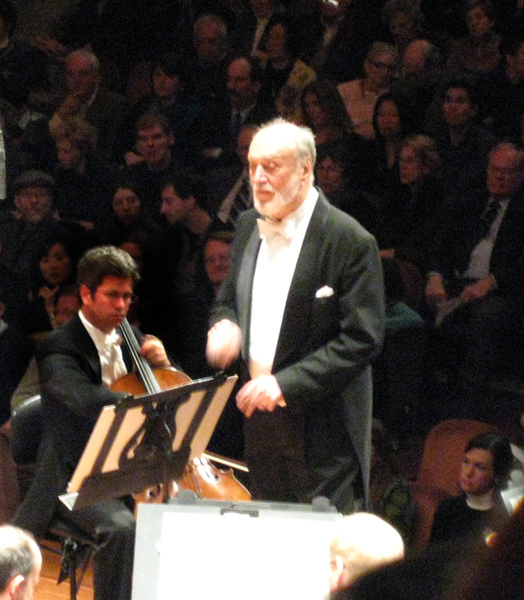
19. Dezember: Kurt Masur (2007)
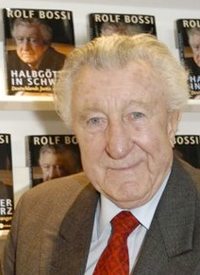
22. Dezember: Rolf Bossi (2008)
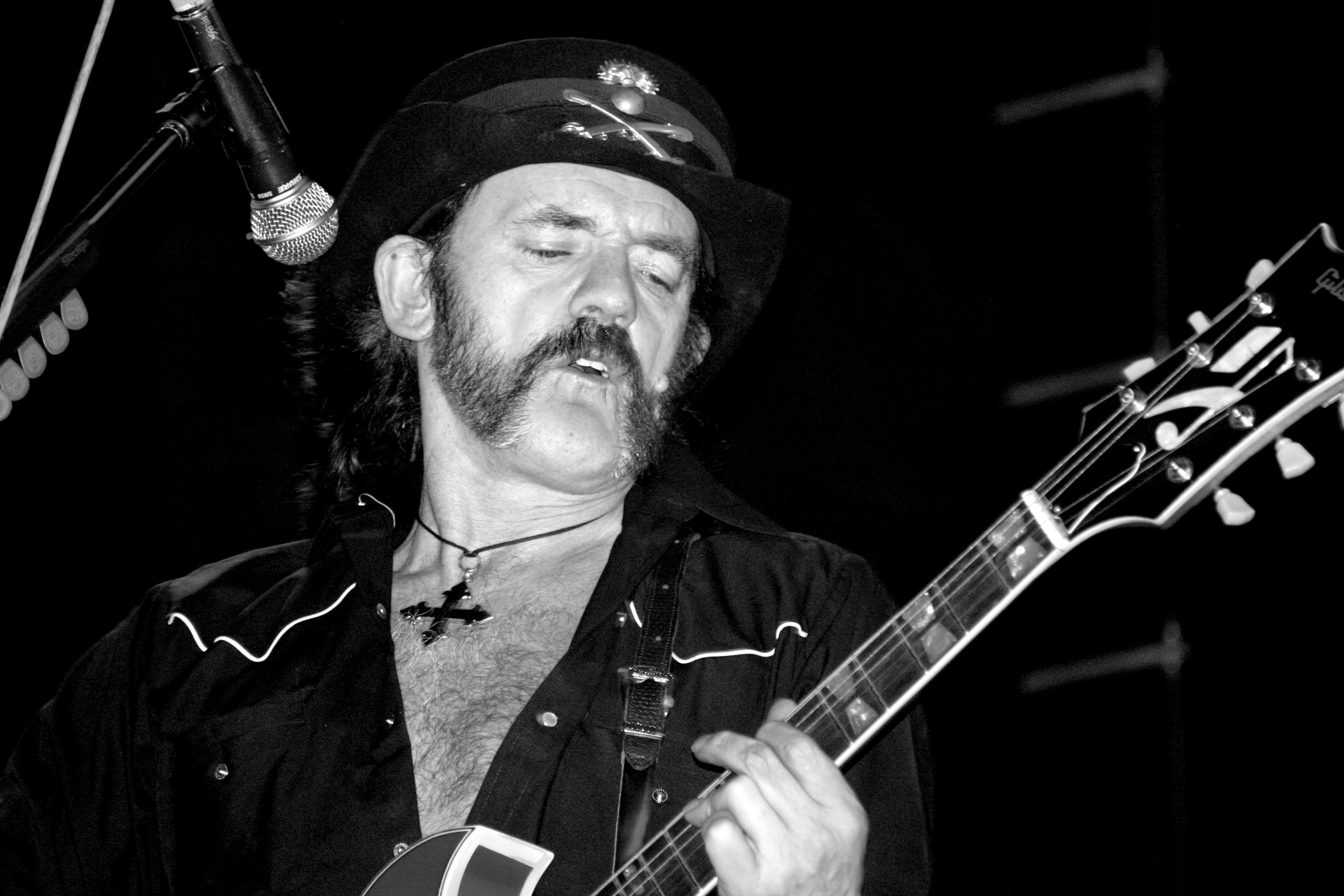
28. Dezember: Lemmy Kilmister (2006)
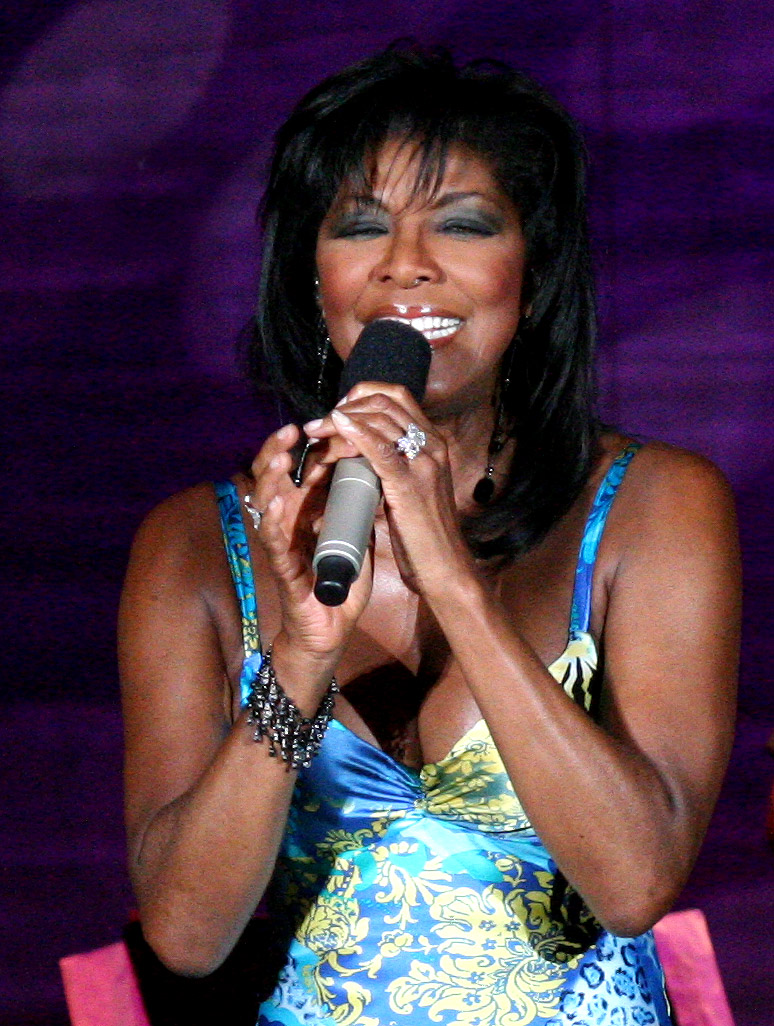
31. Dezember: Natalie Cole (2007)